# Loctudy
Loctudy est une commune du sud du département du Finistère, dans la région Bretagne, en France, littorale de l'océan Atlantique.
Son activité se partage entre la pêche, la navigation de plaisance et le tourisme.
Ses habitants sont les Loctudistes, en breton Loktudiadez.
Avec ses quatre monuments classés au titre de monument historique, la commune présente des édifices ou constructions du néolithique (Menhir de Penglaouic) et des quatre périodes historiques : la stèle cannelée du placître de l'église (Antiquité), l'église romane Saint-Tudy (Moyen Âge), le manoir de Kerazan (Époque moderne et XIXe siècle) et l'ancienne conserverie Alexis Le Gall (époque contemporaine, XXe siècle), mais aucune source manuscrite antérieure au Moyen Âge évoquant le lieu n'a été retrouvée.
Occupé dès le néolithique, christianisé vers le Ve siècle, Loctudy demeure un village agricole pendant très longtemps, faisant partie de la seigneurie de Pont-l'Abbé jusqu'à la Révolution française. Loctudy s'ouvre au tourisme, plutôt aristocratique, à la fin du XIXe siècle, à l'instigation notable de Marie de Kerstrat, en parallèle avec le commerce de la pomme de terre, qui se développe tout au long du siècle, à la suite de la construction du premier quai en 1848. Se tournant peu à peu vers la mer, c'est véritablement après la Seconde Guerre mondiale que la pêche devient une activité importante et lucrative pour la ville, à Larvor au départ. Une criée est construite en 1965, dix ans après le premier hangar à poissons. Le port de Loctudy est le cinquième de France dans les années 1960 et 1970, avant de connaître un déclin en partie pallié par la construction en 1992 d'un port de plaisance.

## Géographie

### Localisation

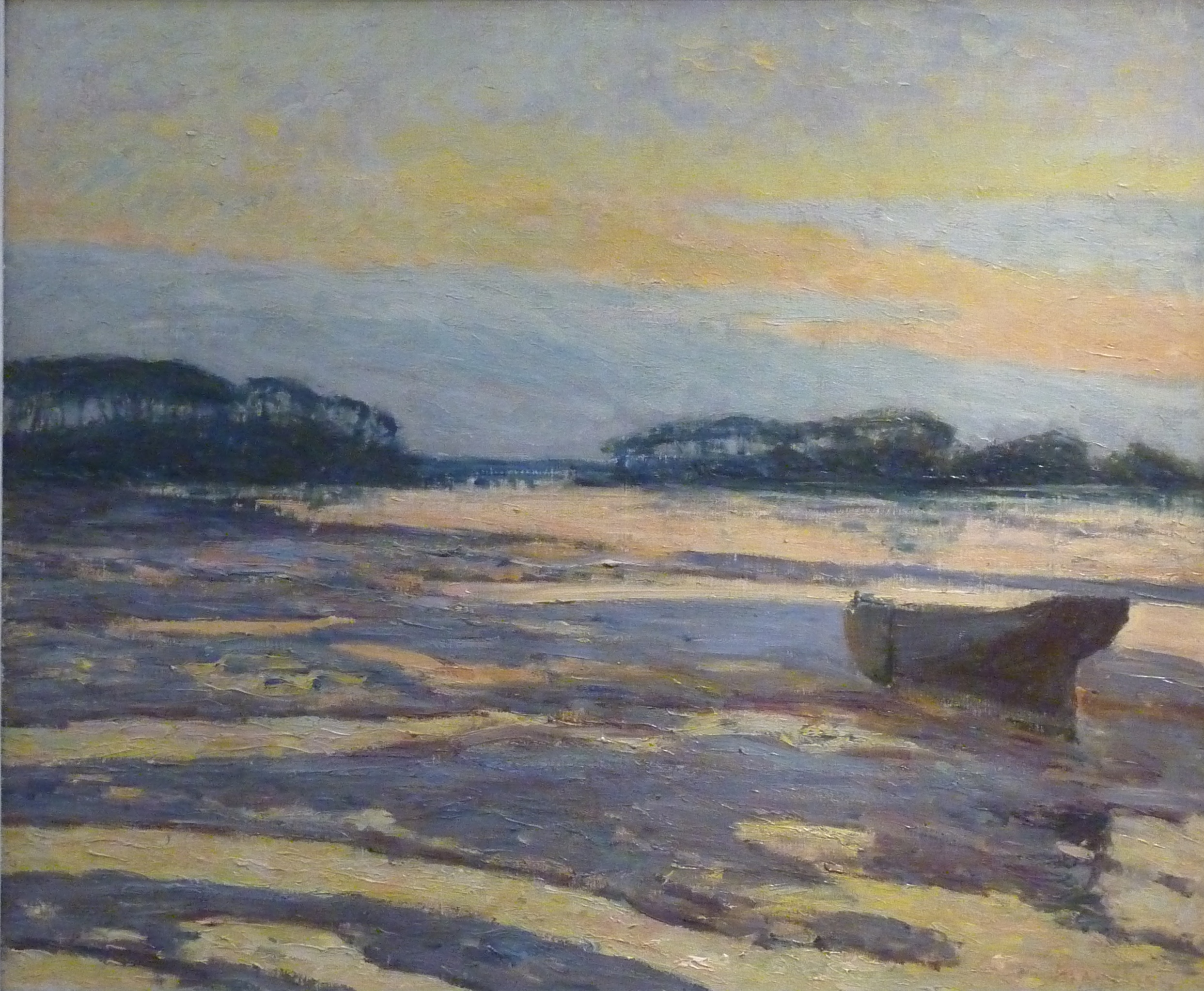
Maxime Maufra : Crépuscule jaune sur les vasières, Loctudy (1898, musée des beaux-arts de Quimper).

Cette commune se situe sur la côte au sud-ouest du département du Finistère, en Pays Bigouden, sur la rive droite de l'estuaire de la Rivière de Pont-l'Abbé, nettement à l'est de la pointe de Penmarc'h.
| - OpenStreetMap, limite communale. |

|                      | Pont-l'Abbé      | Île-Tudy Rivière de Pont-l'Abbé |
| Plobannalec-Lesconil | Loctudy          | Océan Atlantique                |
| Océan Atlantique     | Océan Atlantique | Océan Atlantique                |

Les deux communes limitrophes sont Pont-l'Abbé (Pont-'n-Abad) et Plobannalec-Lesconil (Pornaleg Leskon). La commune de l'Île-Tudy (Enez Tudi), ancienne île devenue presqu'île se trouve en vis-à-vis, de l'autre côté de l'estuaire. Un canot passeur permet de passer d'une rive à l'autre depuis longtemps, mais des accidents sont parfois survenus, par exemple le 20 février 1914 (le canot se renverse, mais les deux hommes à bord sont sauvés) ou encore le 12 février 1921 (là encore les deux hommes à bord sont sauvés).

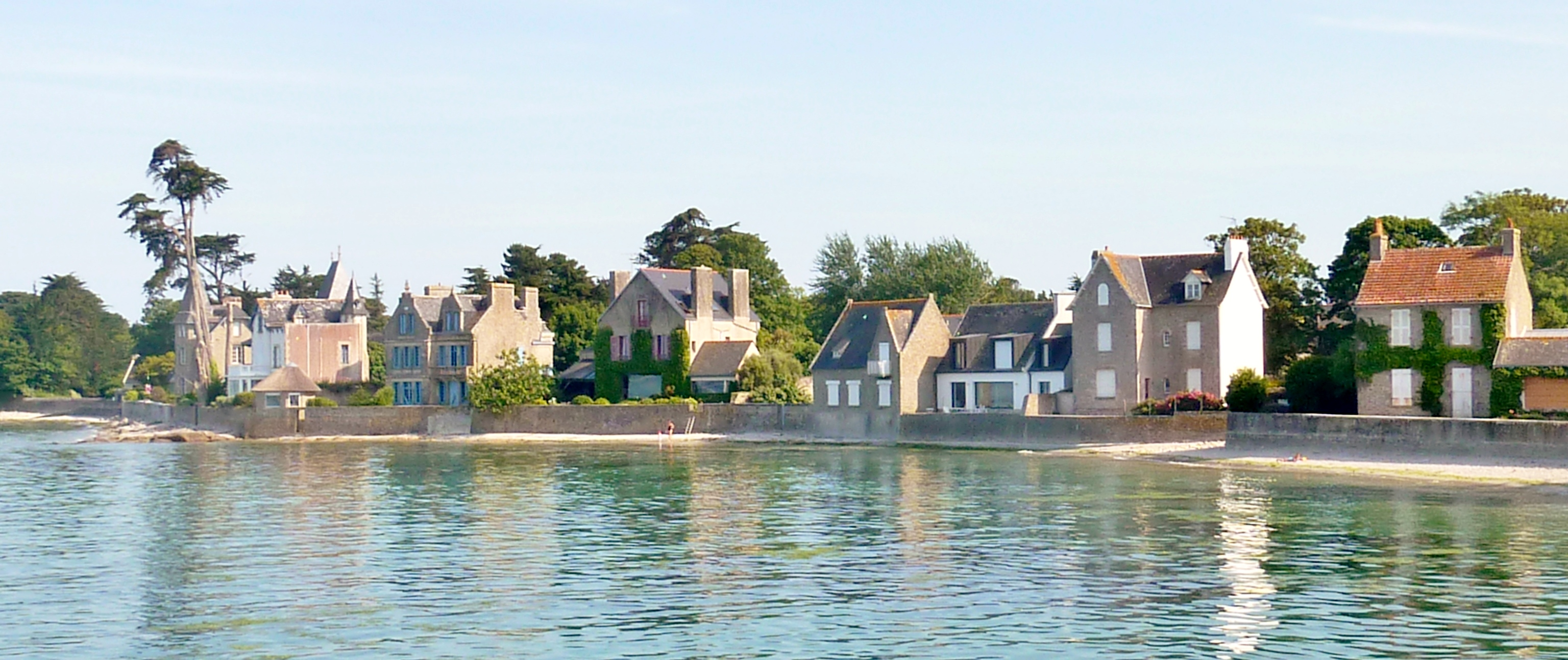
Loctudy : maisons le long de la mer entre la pointe de Langoz et le port.

Le littoral, long de presque huit kilomètres, est formé principalement de plages sablonneuses (plages de Langoz, de Kervilzic, de Lodonnec, de Pich Poud, de Polluen, des Sables Blancs), bordées de dunes basses, sauf aux pointes de Langoz, de Kérafédé, de Saint-Oual, où existent quelques falaises et un platier rocheux assez large, principalement au niveau des roches Doubennec et Enizan, cette dernière face au port de Lesconil.

### Description

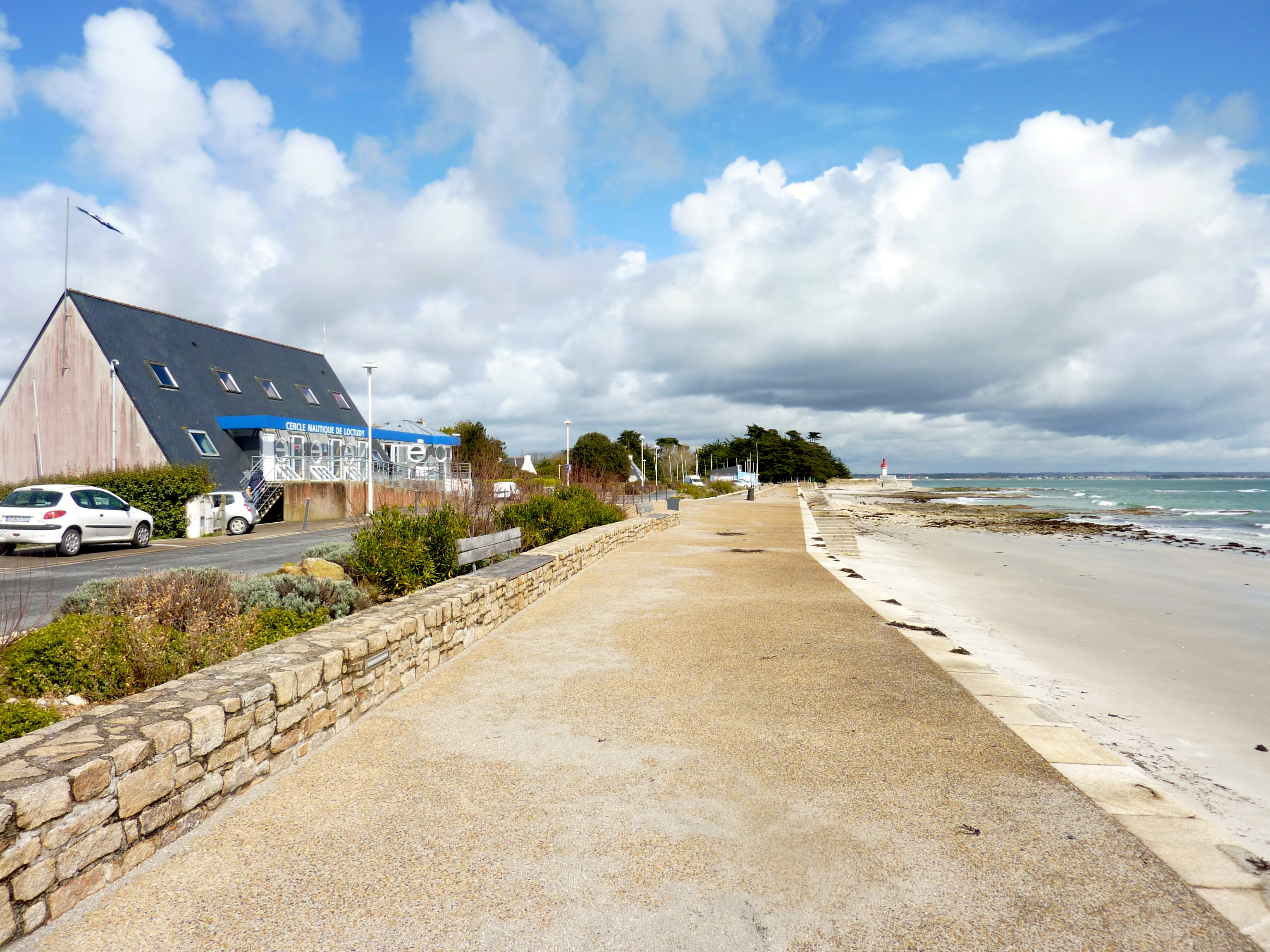
La plage de Langoz et le Cercle nautique de Loctudy.
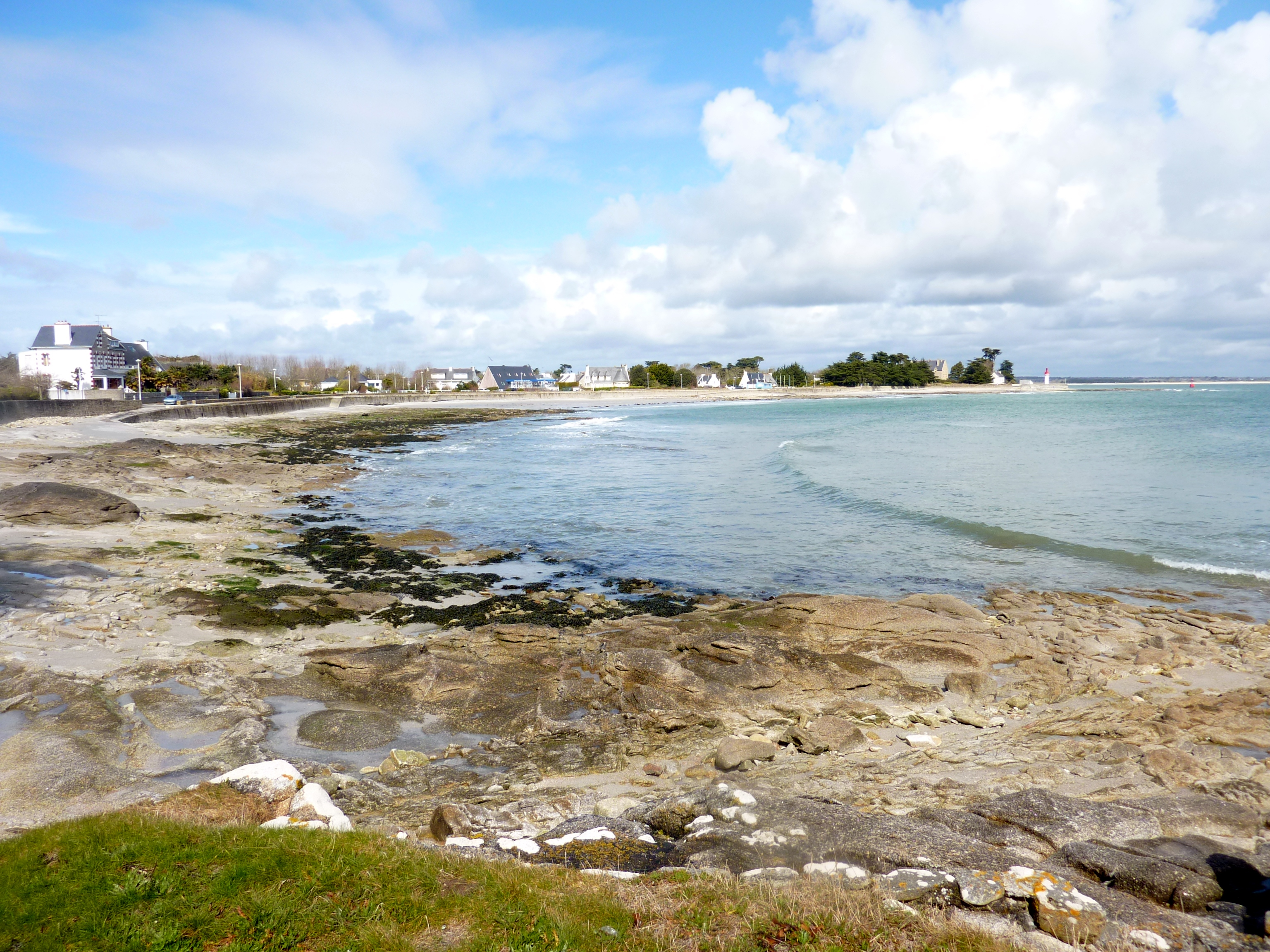
La plage de Langoz vue de la pointe de Kergall ; à l'arrière-plan le phare de la pointe de Langoz.
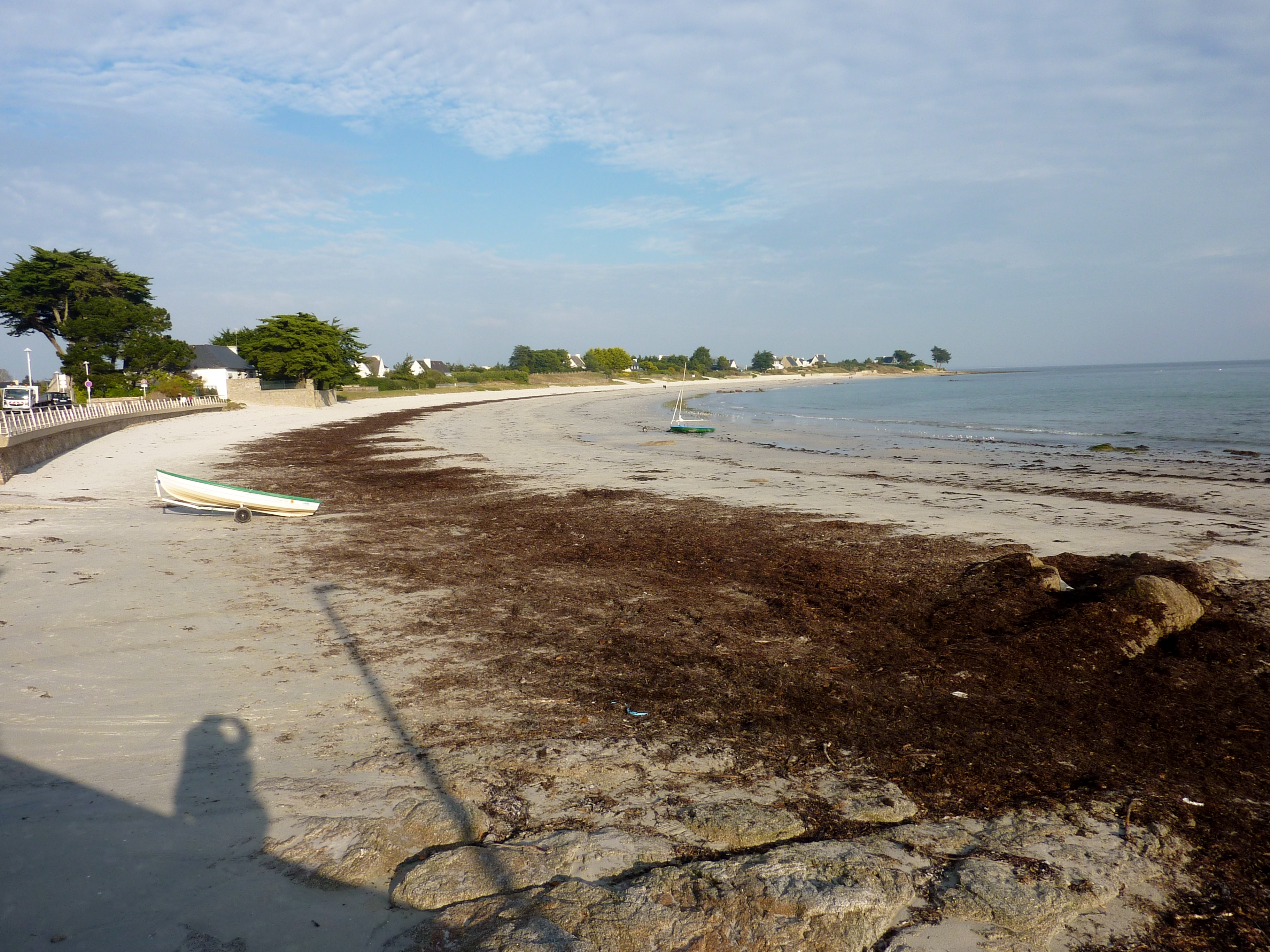
La plage de Lodonnec à marée basse ; à l'arrière-plan, la pointe de Kerafédé.
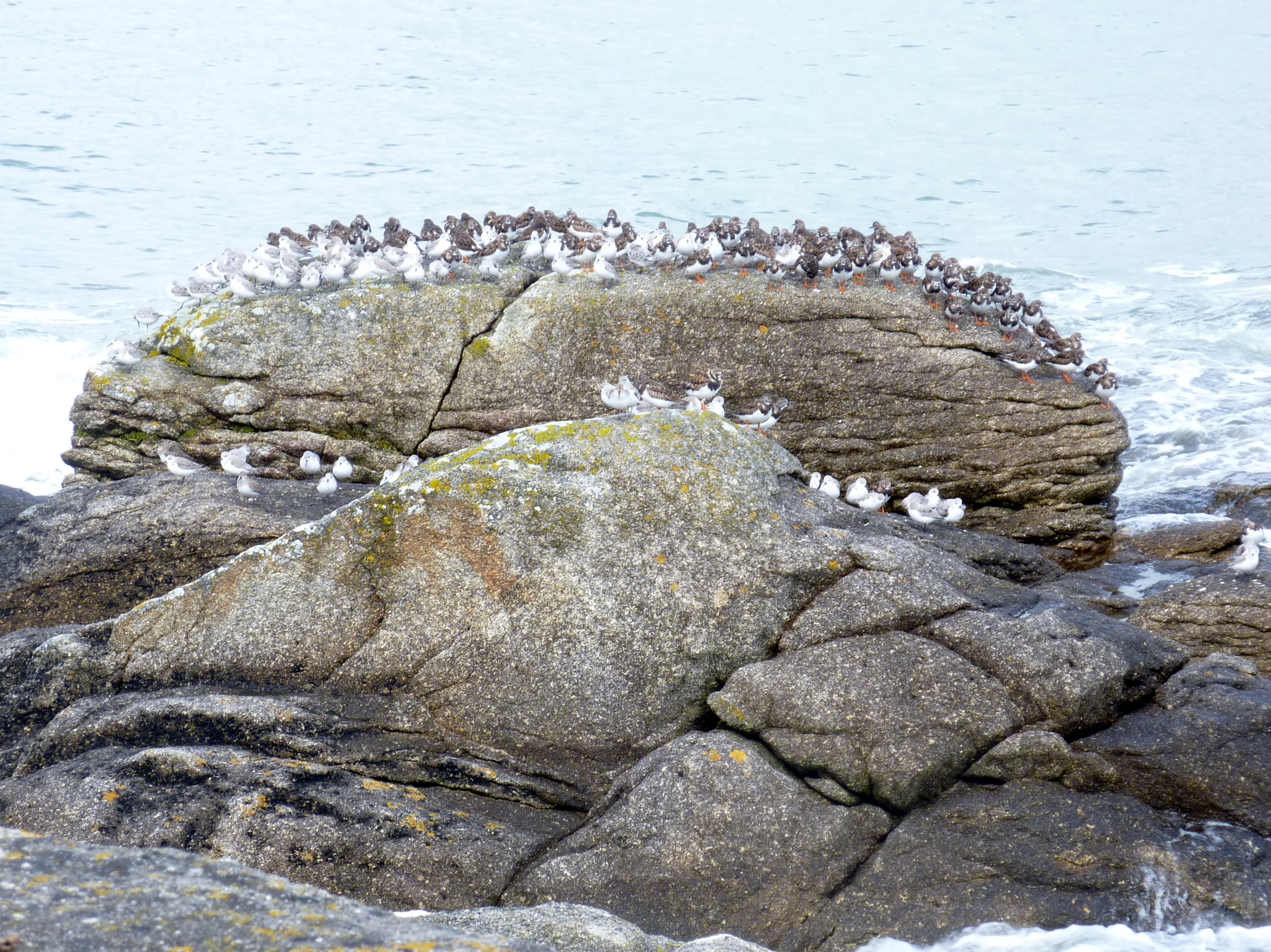
Pointe de Saint-Oual : rocher recouvert de tournepierres à collier.

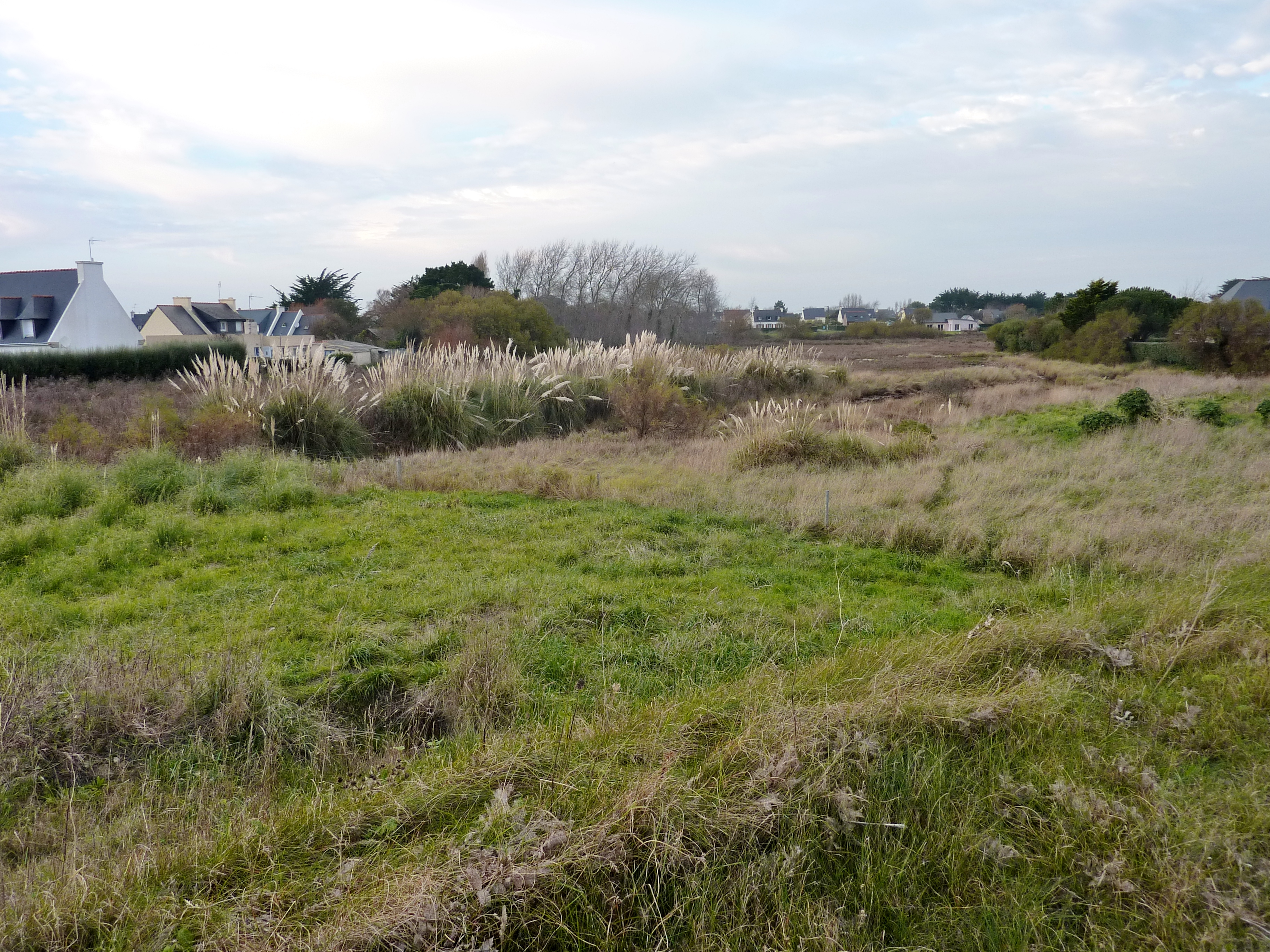
Herbes de la pampa, espèce invasive, se développant dans une zone naturelle près de Tréguido.
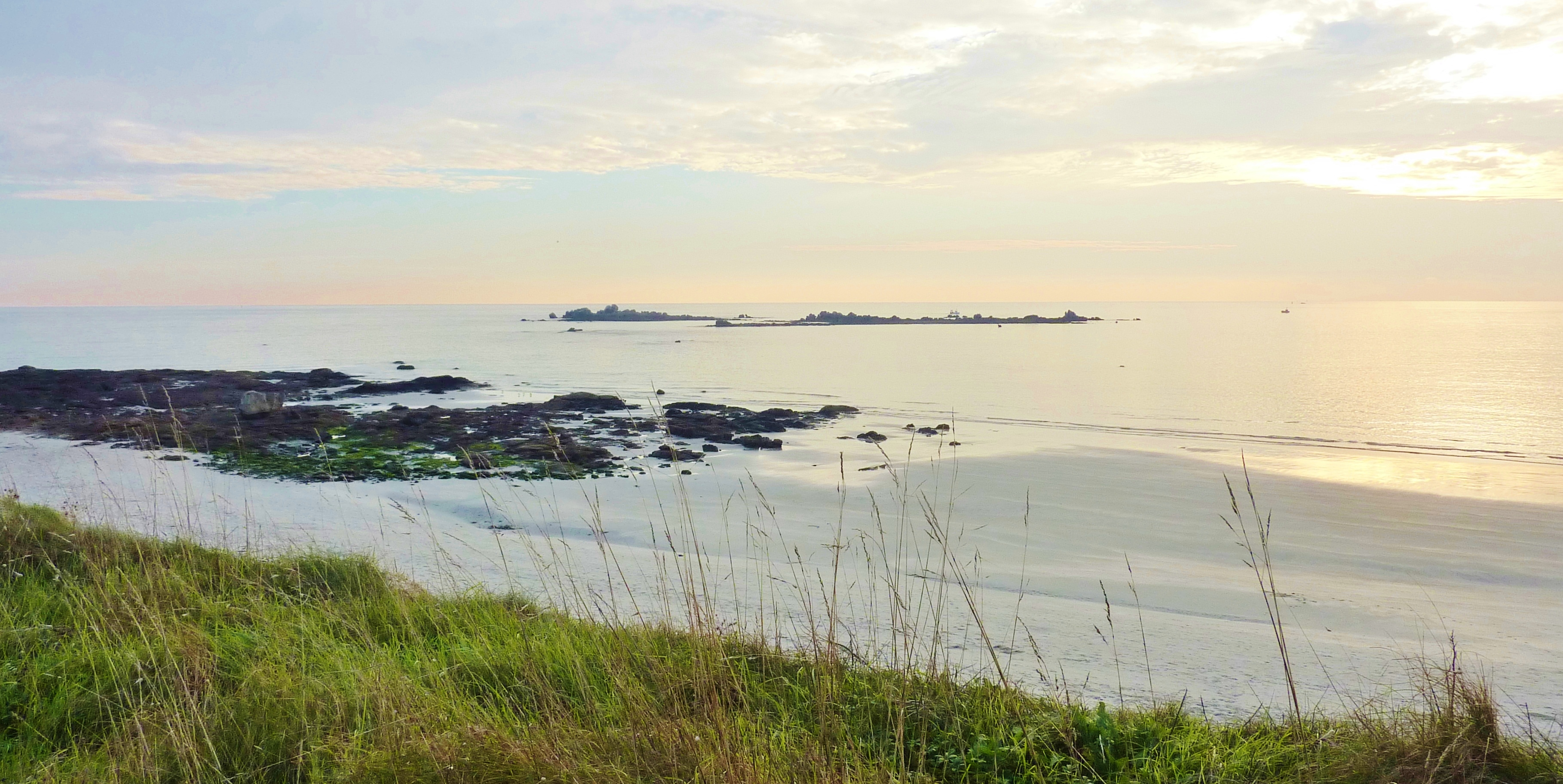
Les rochers Enizan vus de la dune bordant la plage des Sables Blancs en Loctudy.
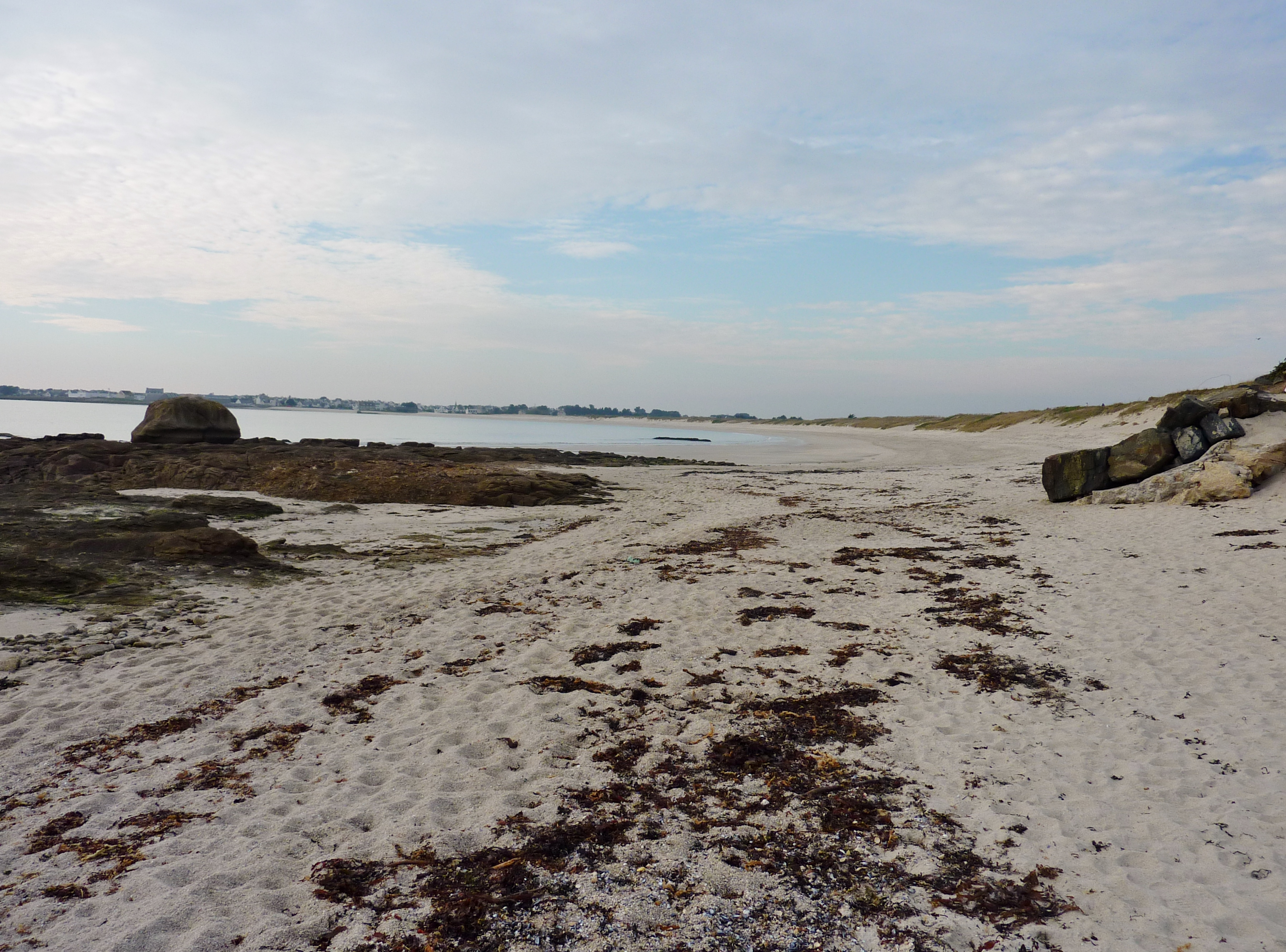
La plage des Sables Blancs s' étendant jusqu'à Lesconil vue de la pointe du Cosquer.
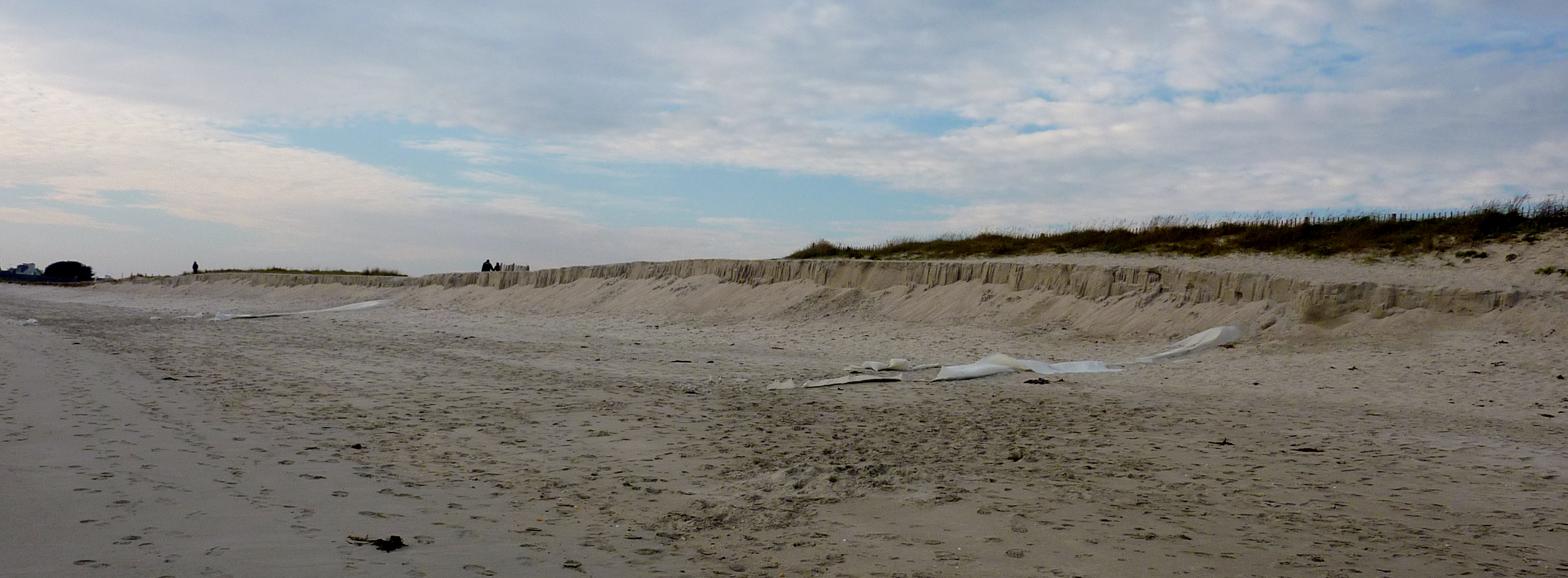
Plage des Sables Blancs : recul de la dune sous l'action de l'érosion en dépit des mesures de protection prises.
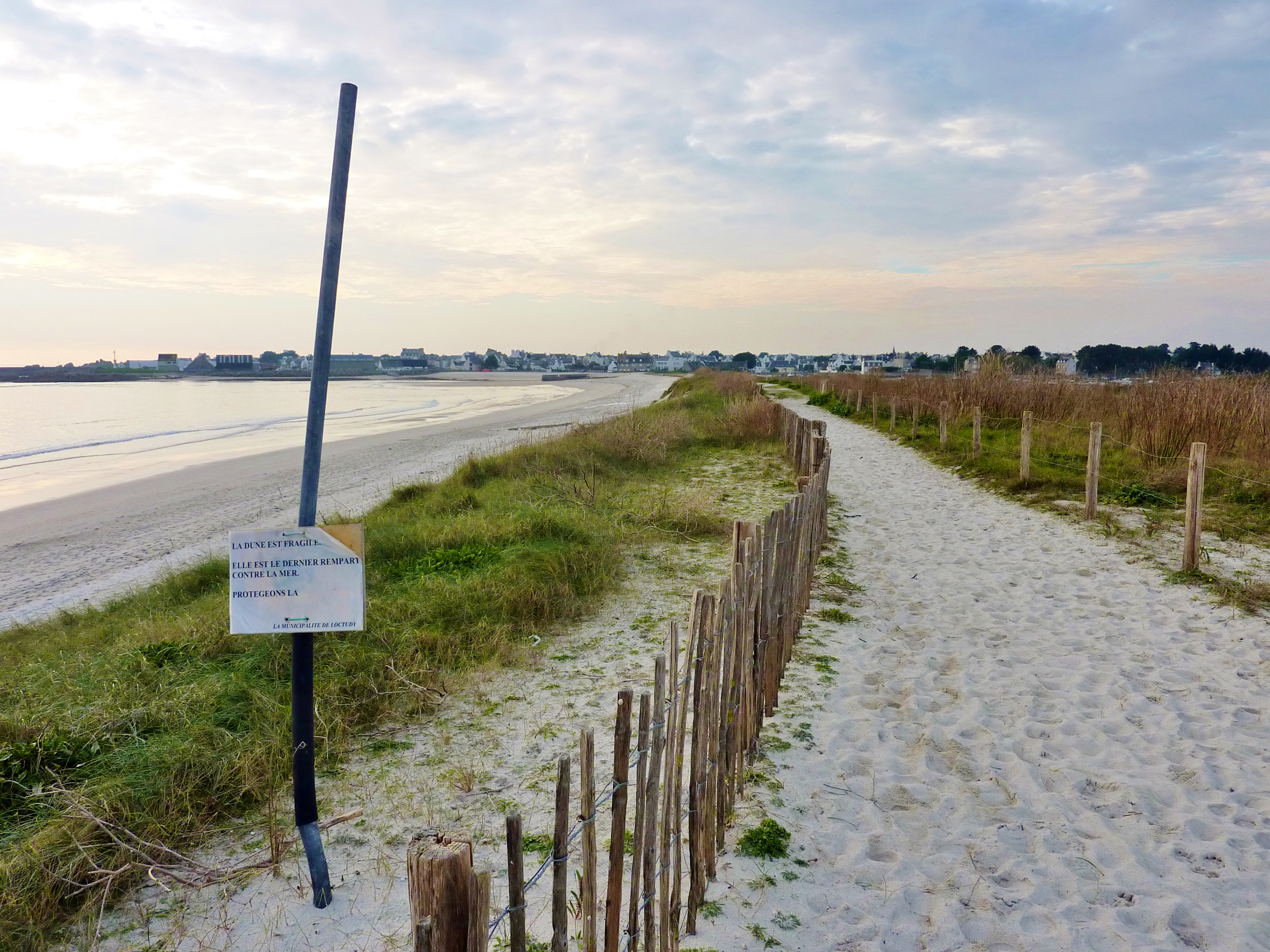
Le sentier de grande randonnée GR34 au sommet de la dune bordant la plage des Sables Blancs ; à l'arrière-plan Lesconil.
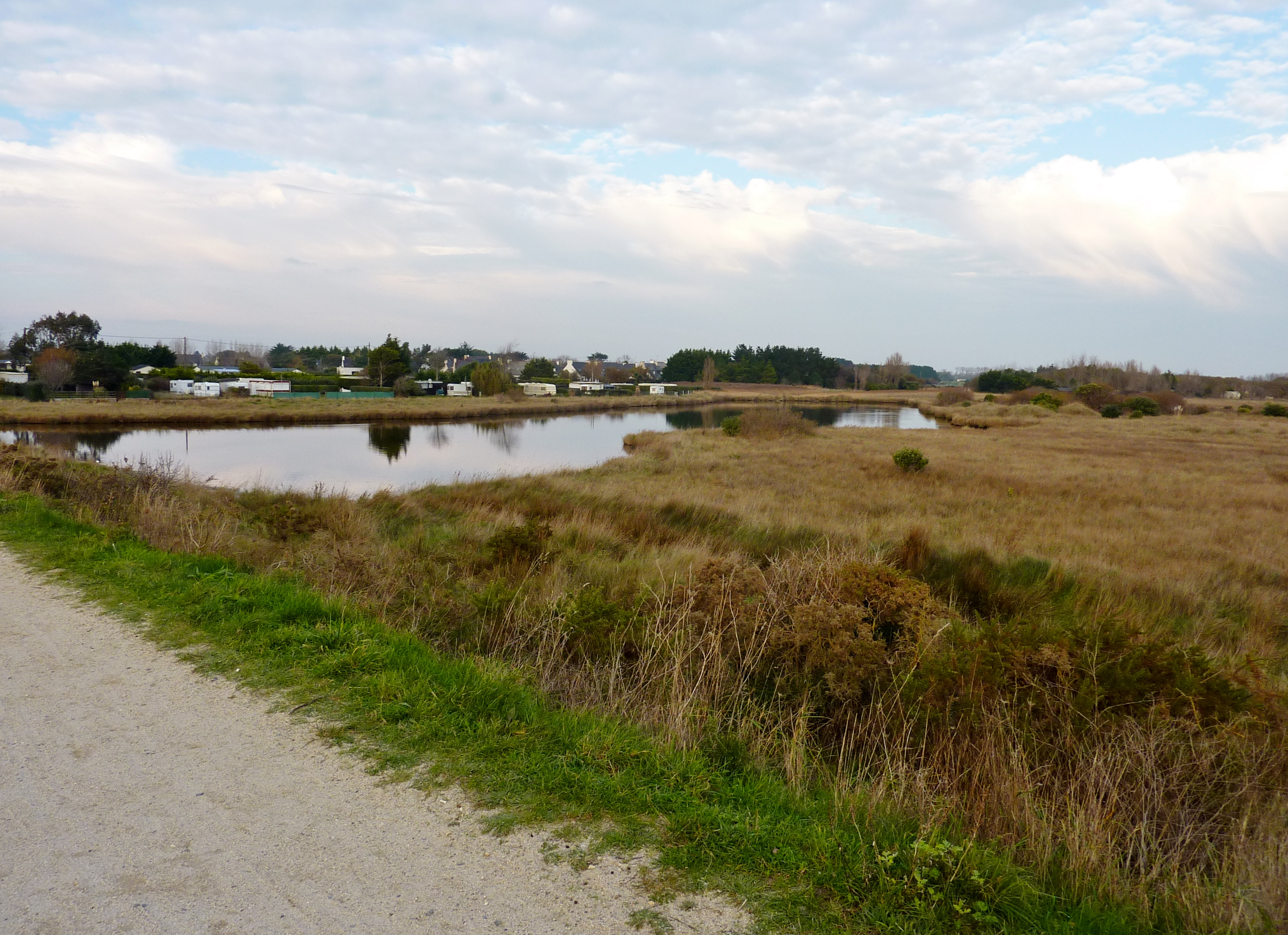
Le polder (ancien marais) du Ster Kerdour et un étang (bassin de lagunage recevant les eaux de drainage).
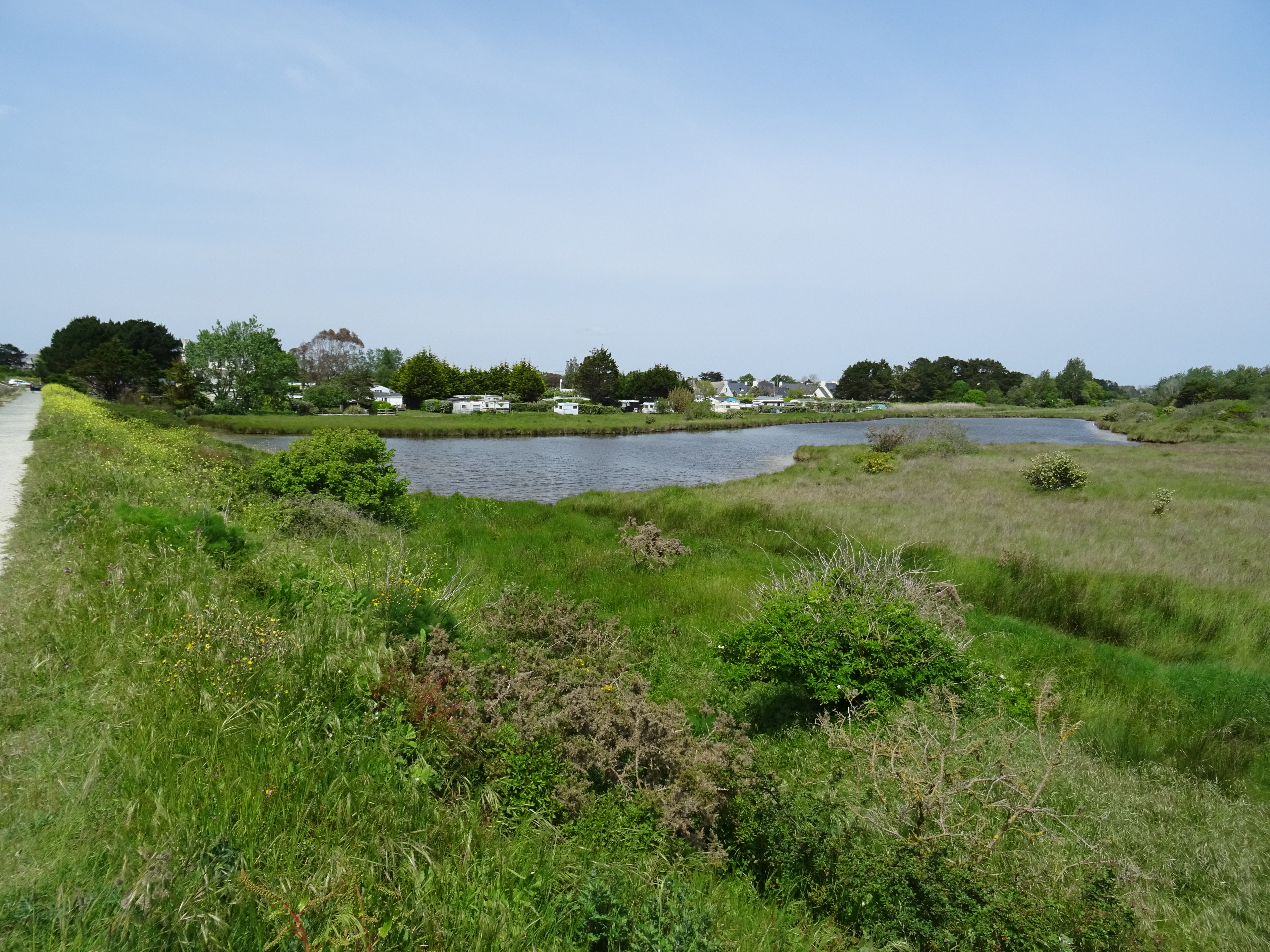
L'étang du Ster Kerdour en arrière de la plage des Sables Blancs (à Loctudy, mais à la limite de Lesconil).
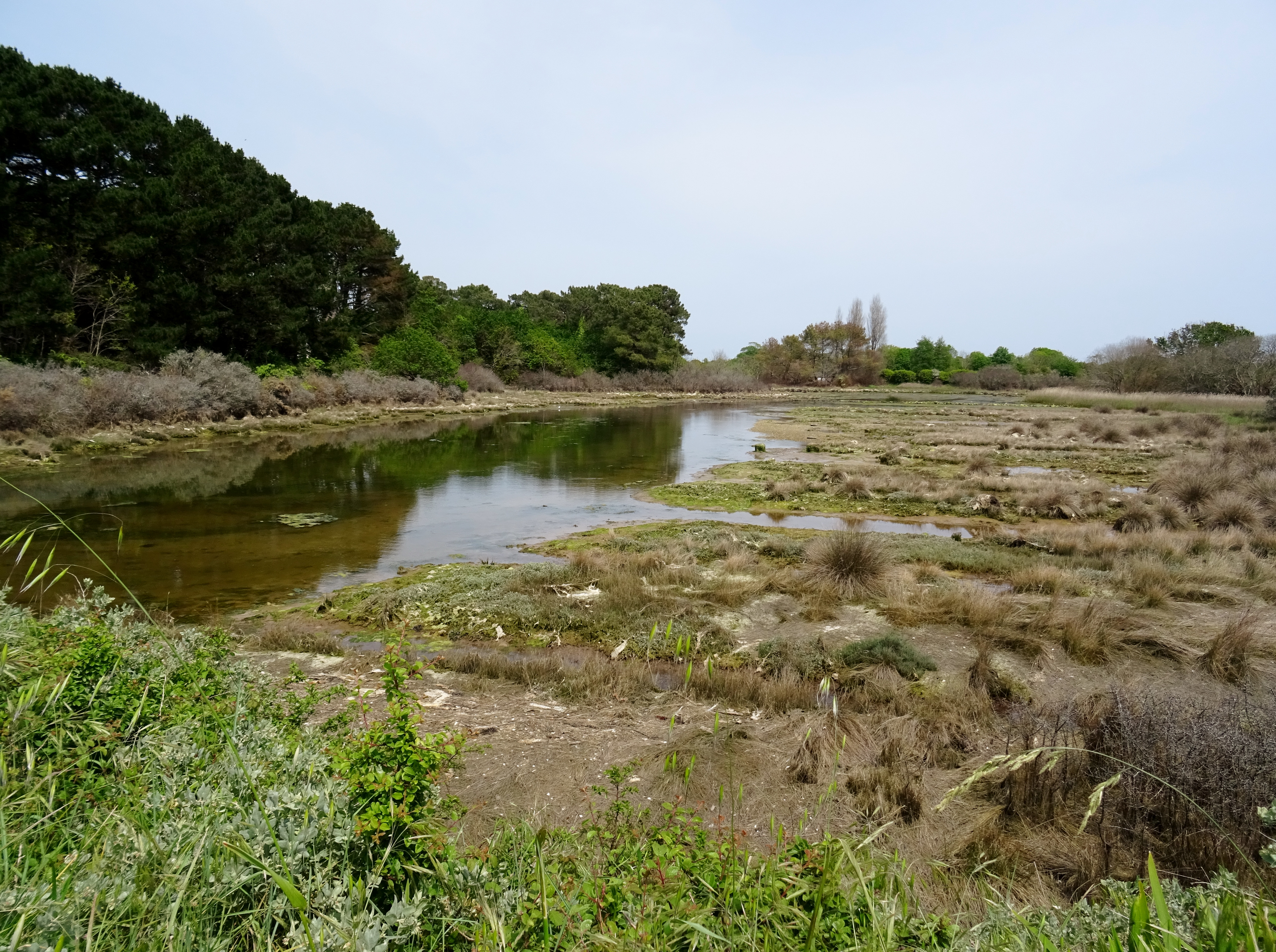
Rive gauche du Stêr, étang et marais entre Kerescant et Le Pors.

La partie de la rive droite de la rivière de Pont-l'Abbé située en Loctudy inclut les îles Queffen, Garo et aux Rats et va jusqu'au menhir de Penglaouic, recouvert partiellement par l'eau à marée haute. Le port est situé dans l'embouchure de la rivière de Pont-l'Abbé et il est protégé des vents dominants d'ouest. Il dispose d'un chenal d'accès de bonne profondeur naturelle.

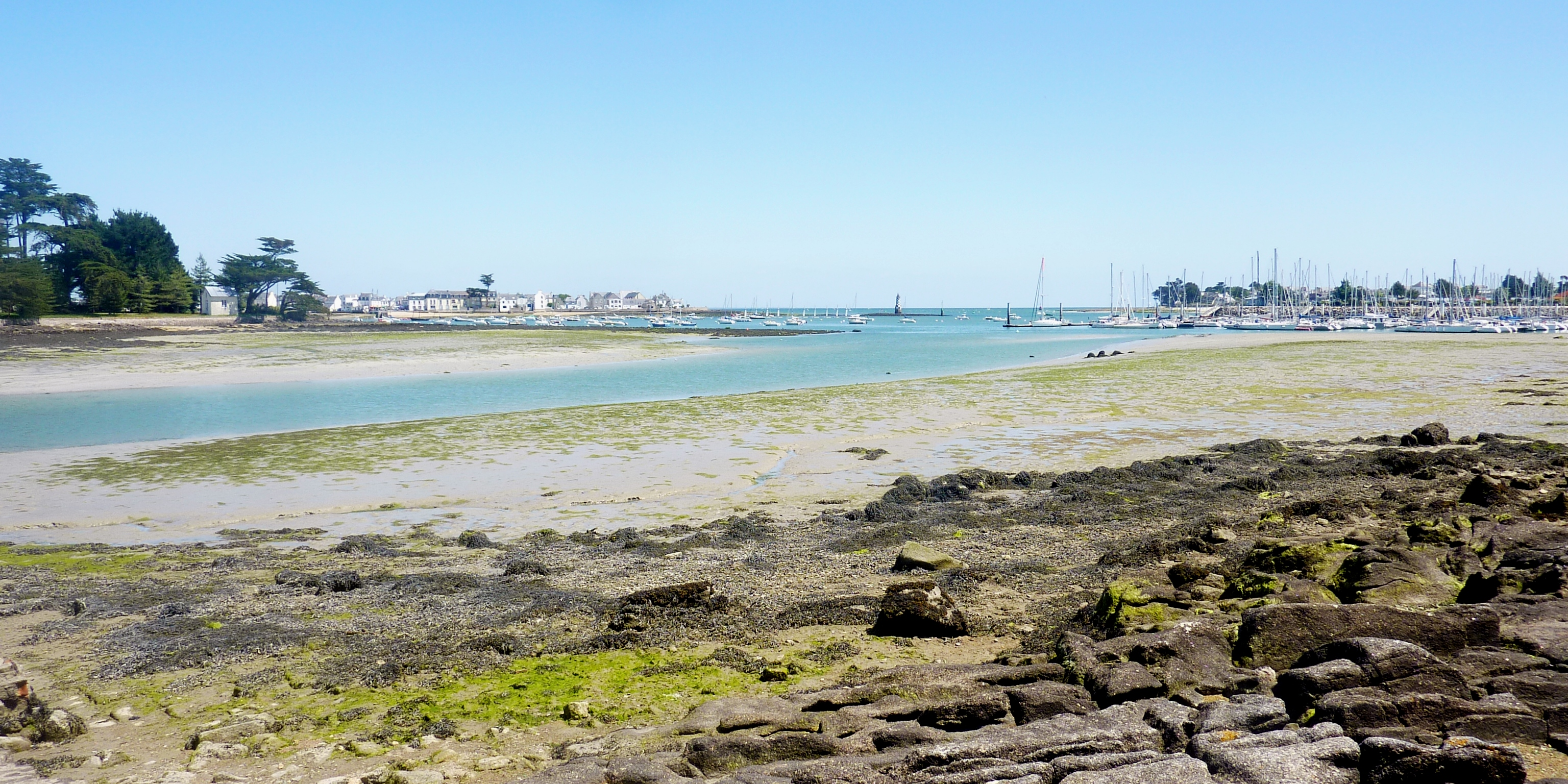
L'embouchure de la Rivière de Pont-l'Abbé : à gauche l'Île-Tudy ; à droite, Loctudy.
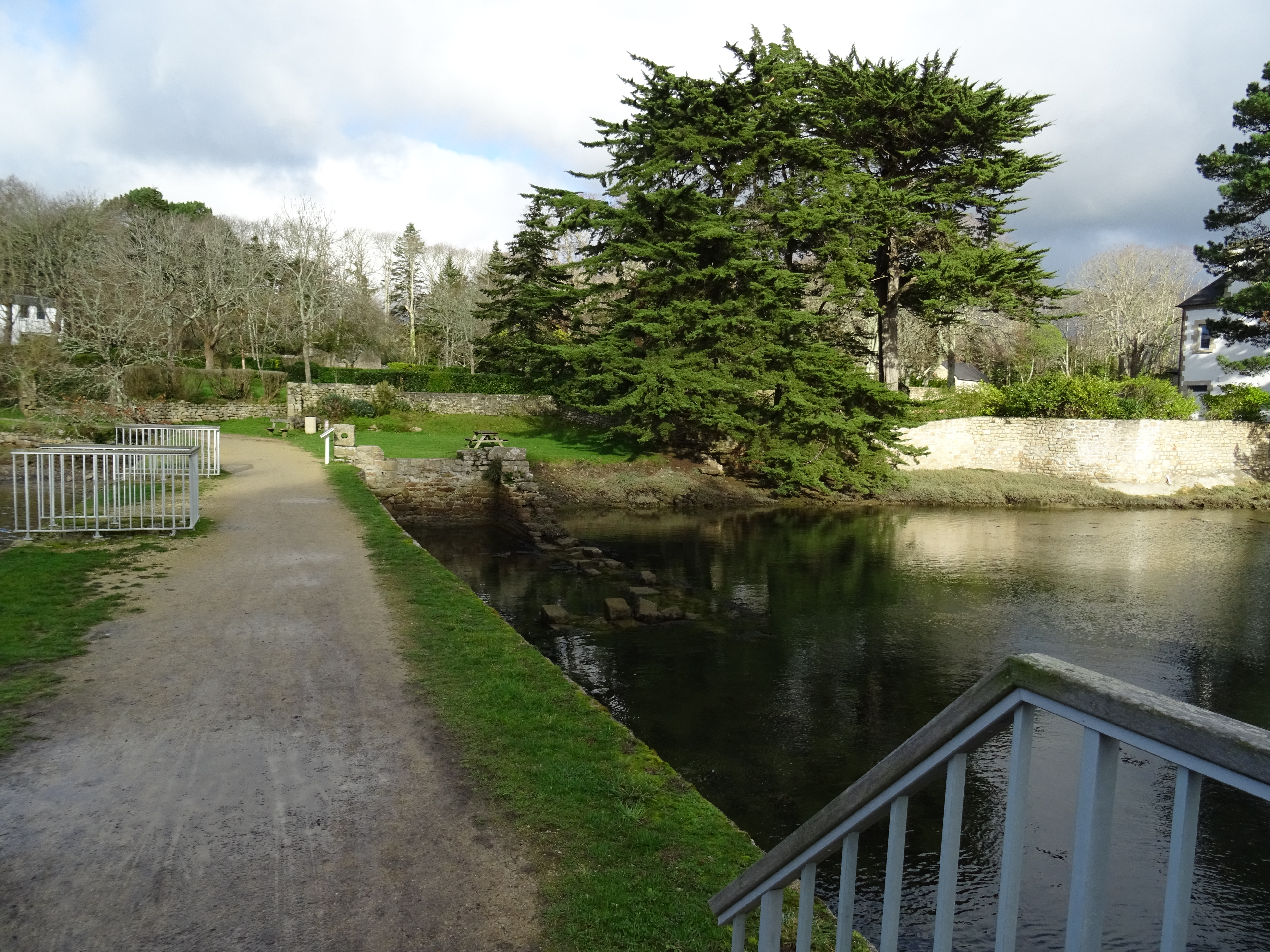
Loctudy : la digue de l'ancien moulin à marée du Suler (le GR 34 y passe désormais).
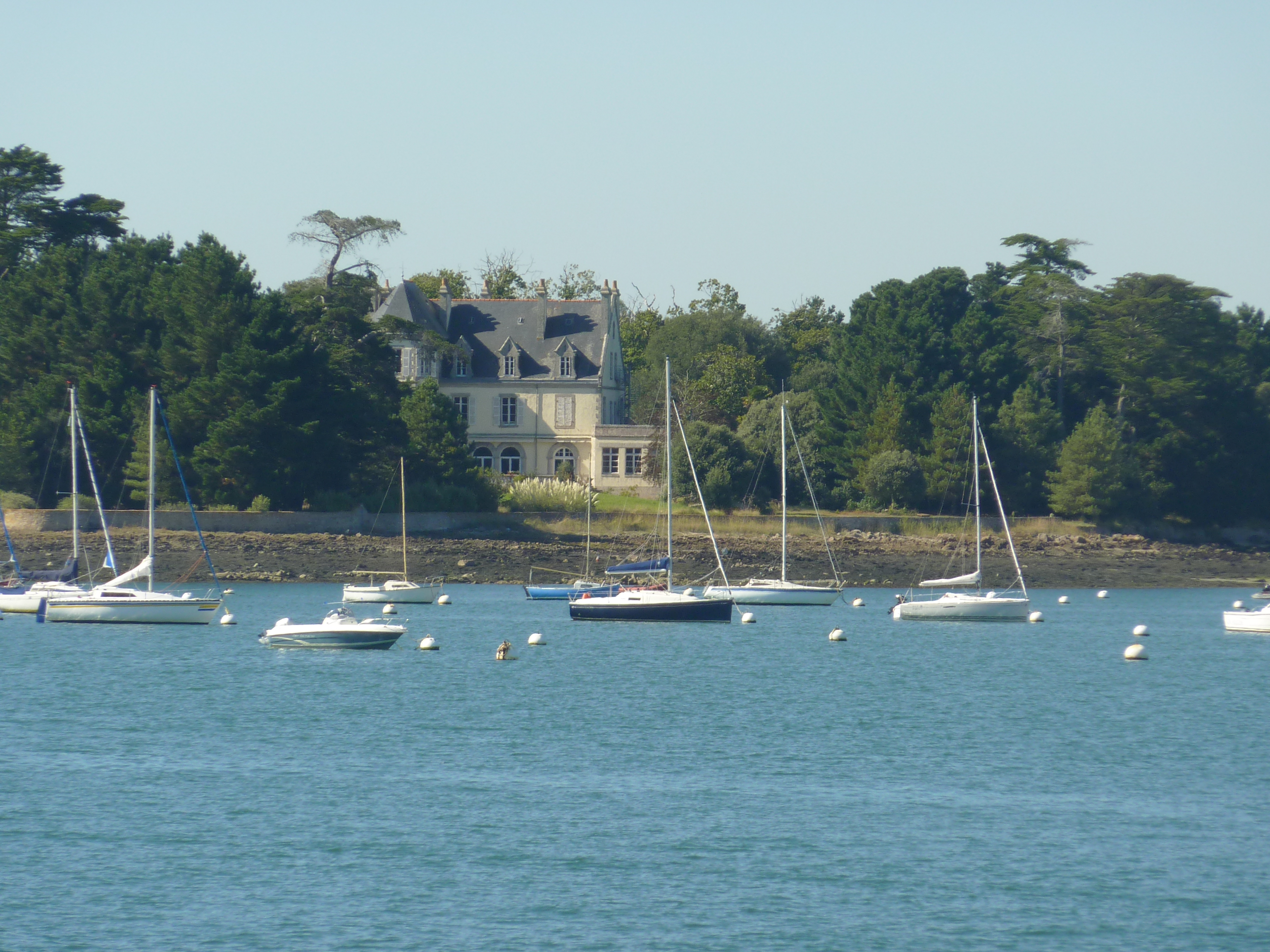
L'île Garo vue du port de Loctudy (au premier plan, la rivière de Pont-l'Abbé).
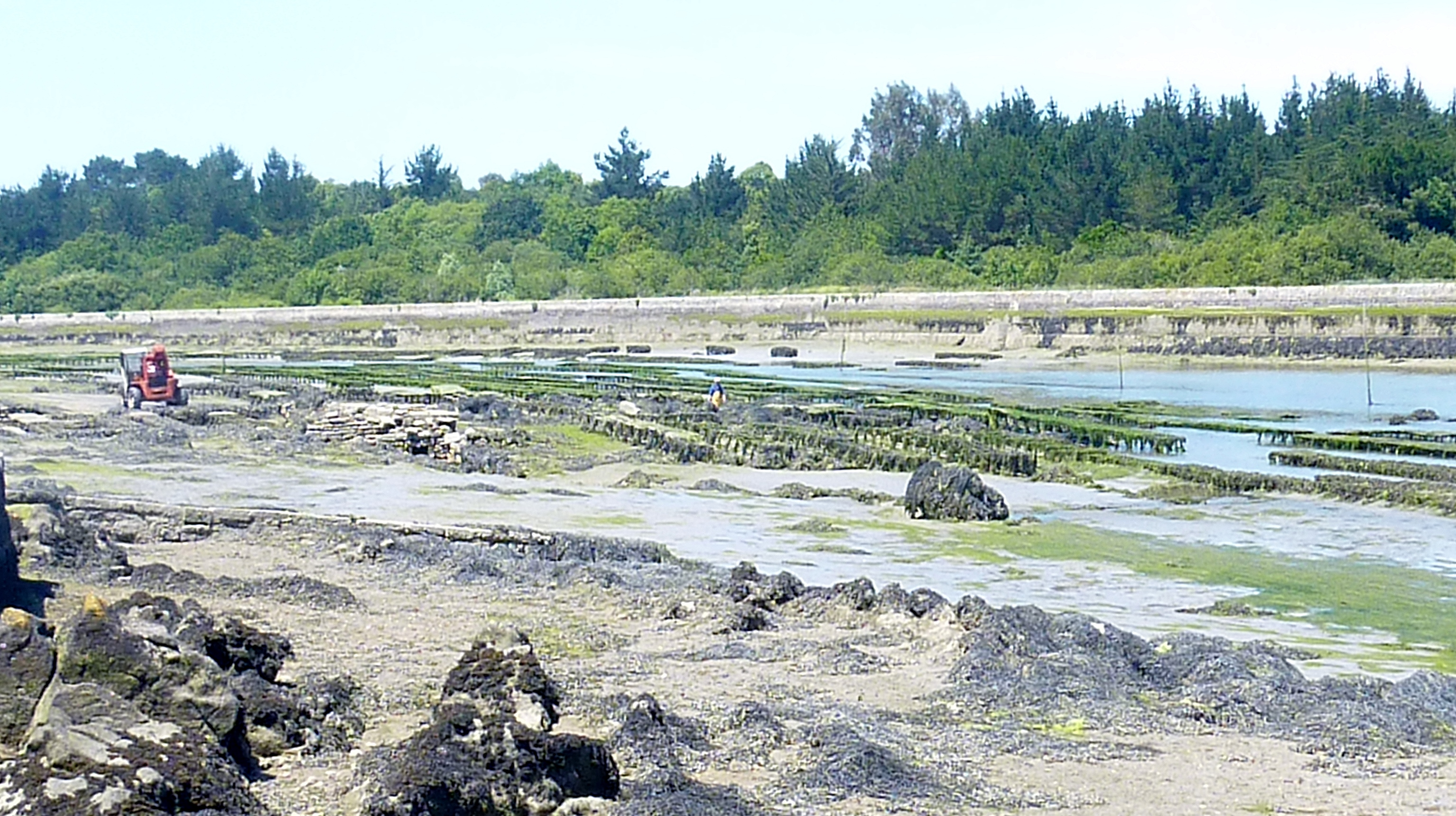
Parc ostréicole face à l'île Garo.
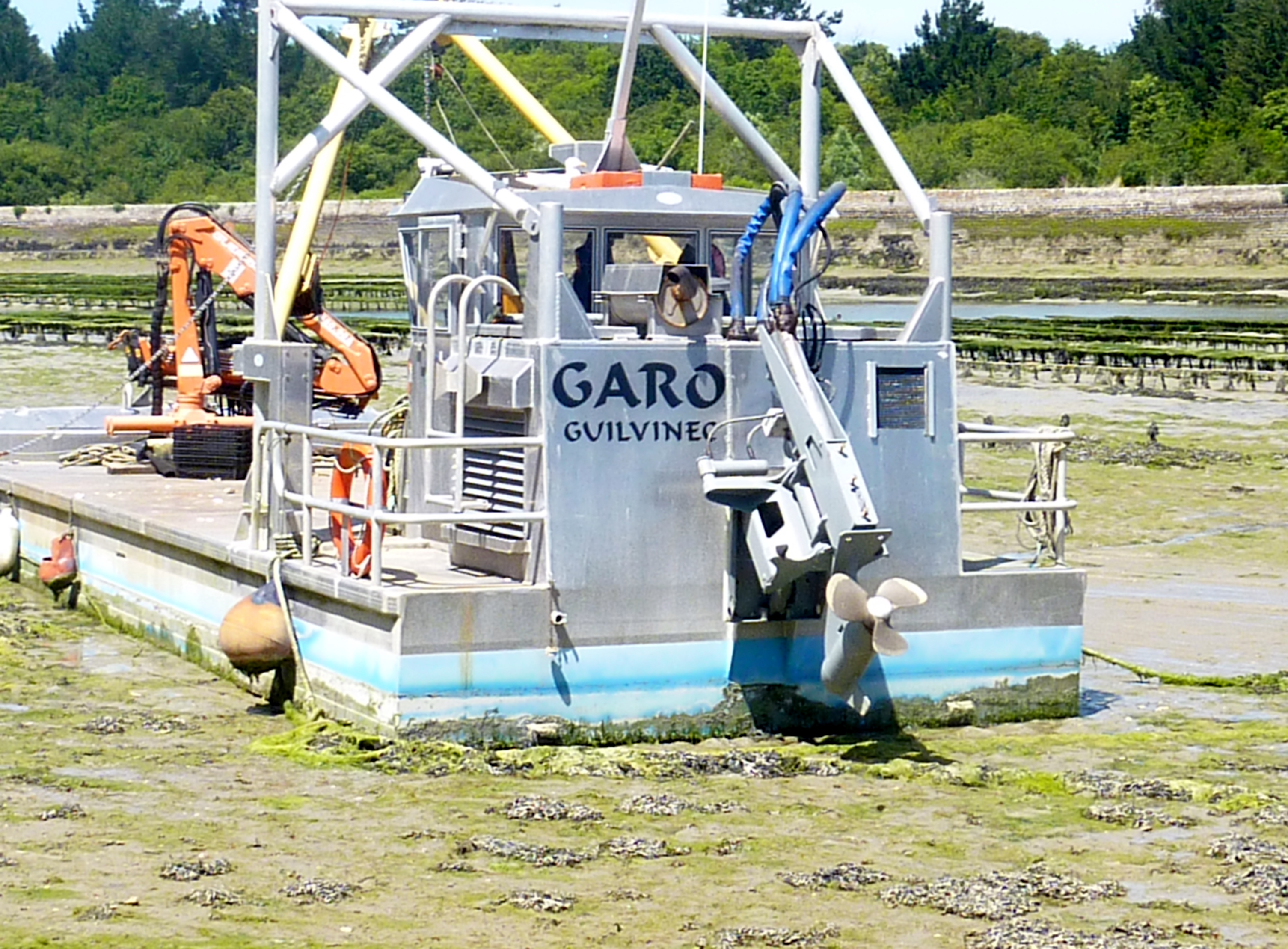
Barge d'ostréiculteur face à l'île Garo.
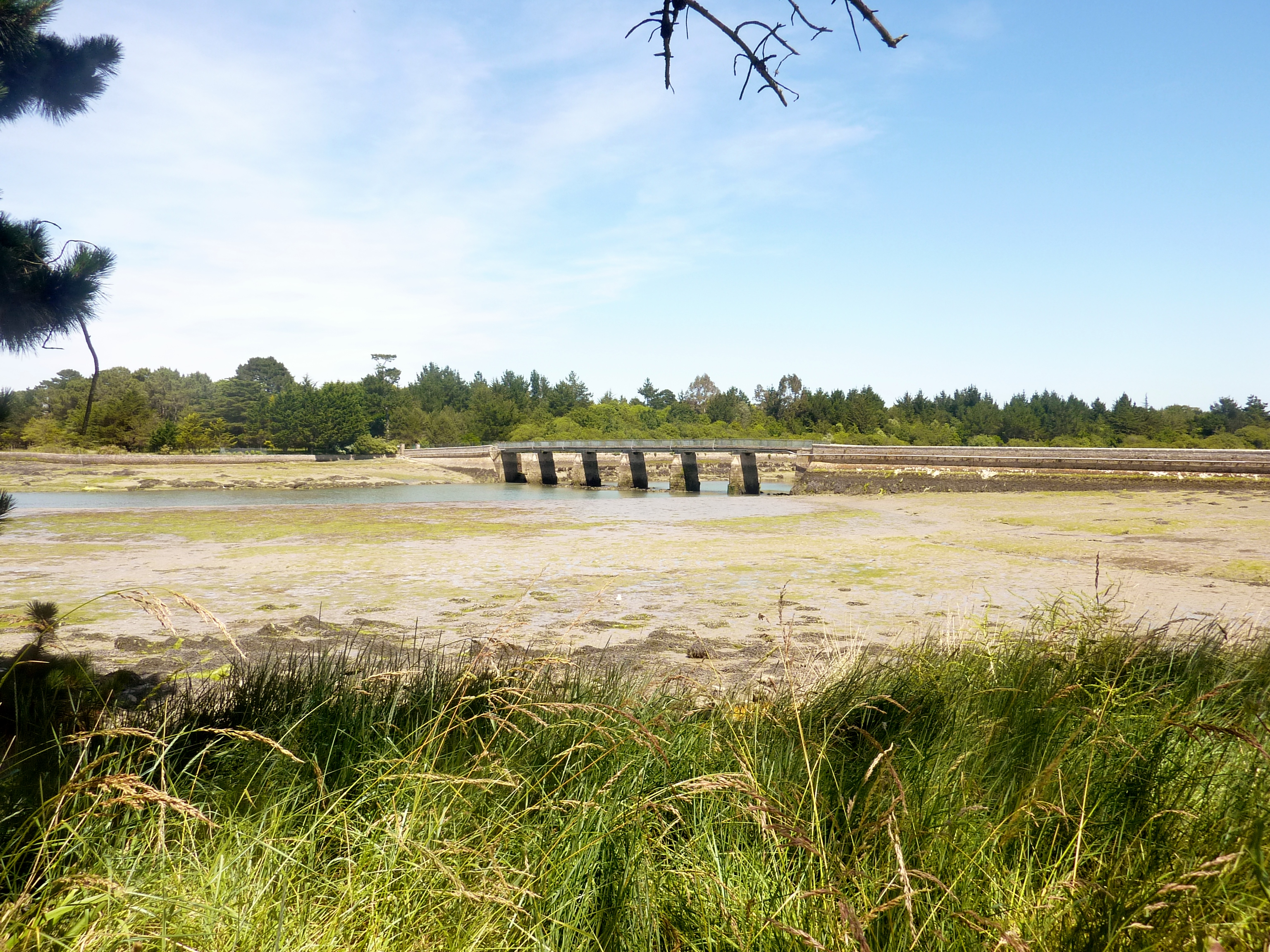
Rivière de Pont-l'Abbé : le pont donnant accès à l'île Garo.
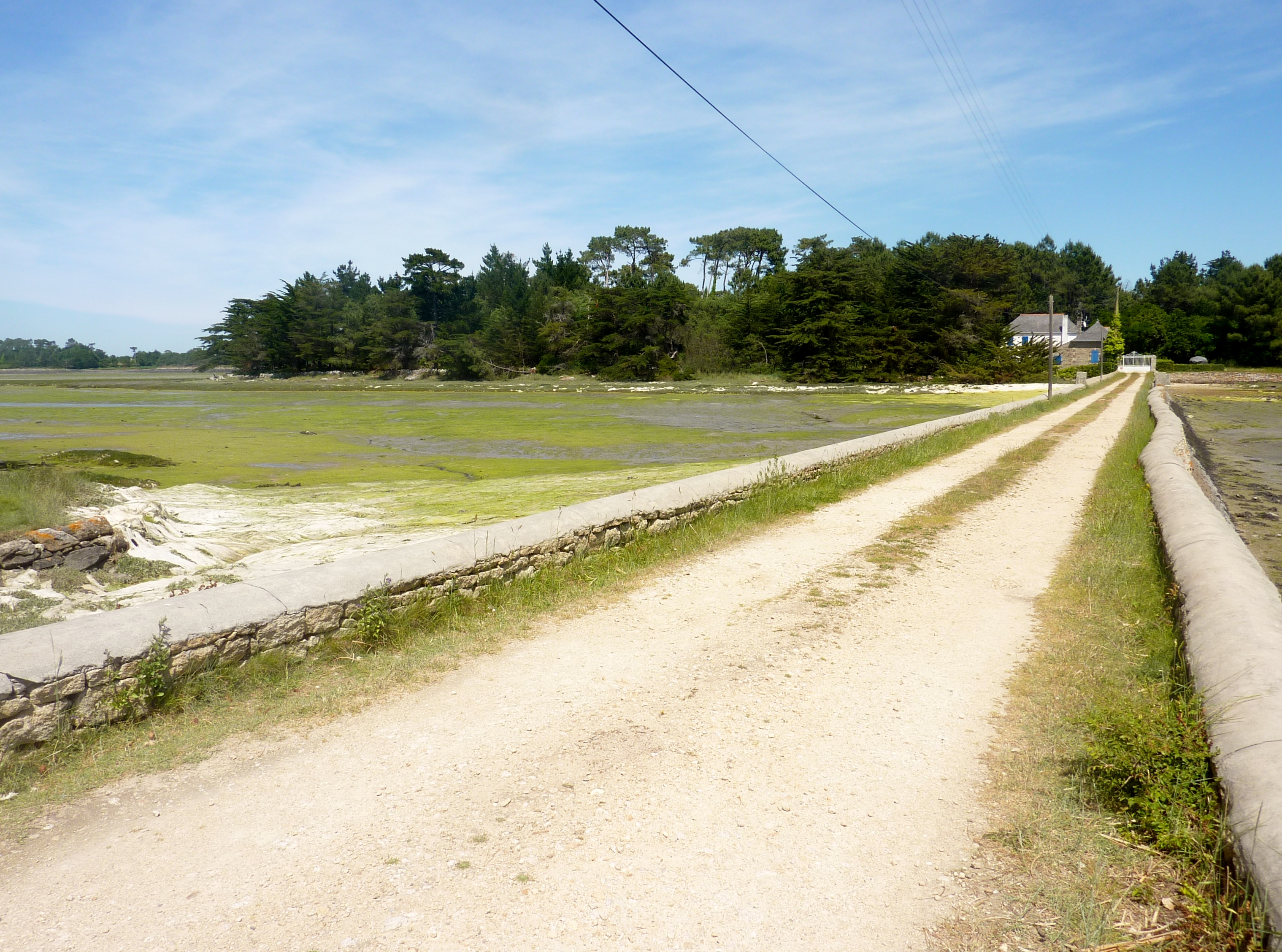
Rivière de Pont-l'Abbé : route et pont donnant accès à l'île Queffen, visible à l'arrière-plan.
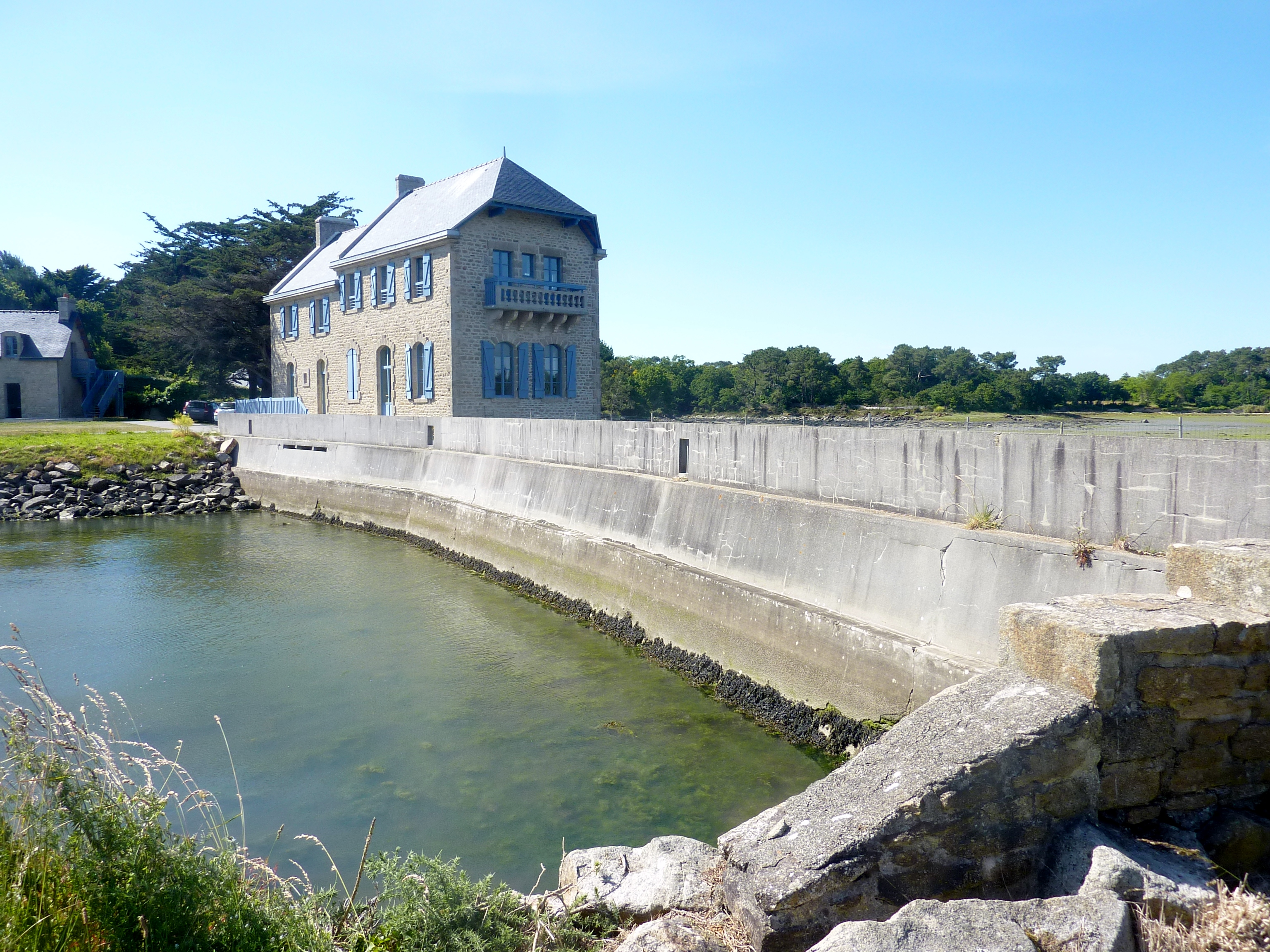
La Rivière de Pont-l'Abbé : moulin à marée près du Dourdy.
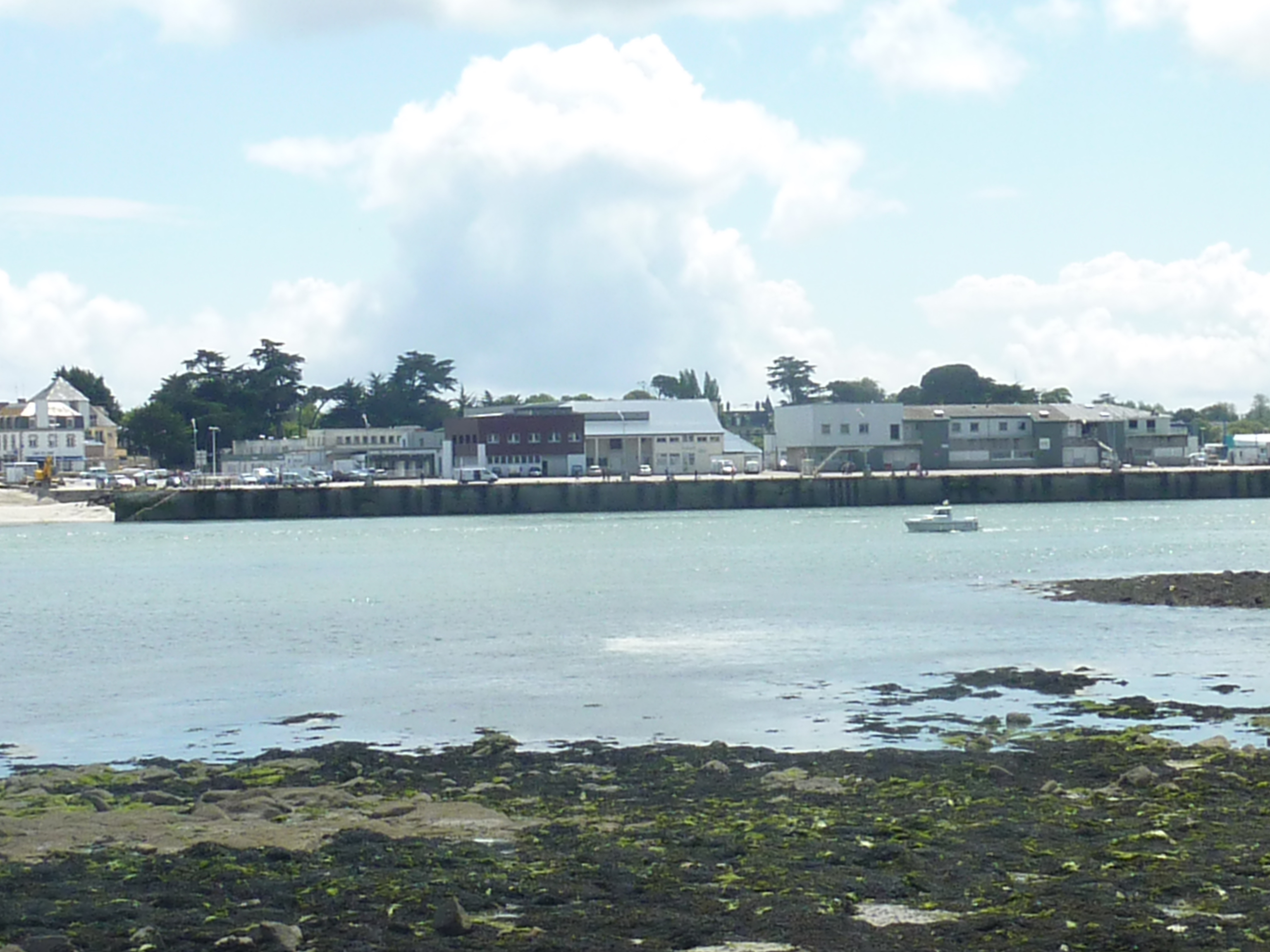
Le port de Loctudy vu de l'Île-Tudy.
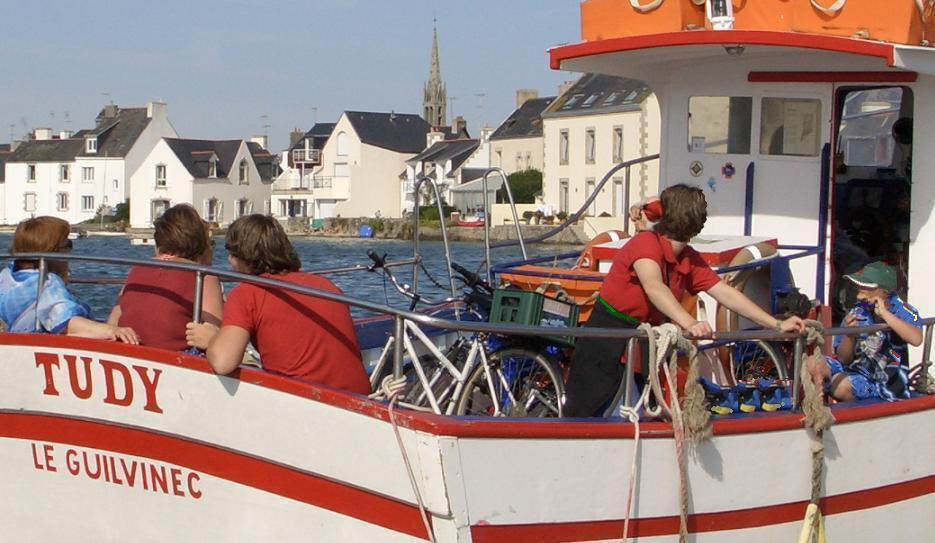
Le passeur entre l'Île-Tudy et Loctudy.

Les Vasières de la Rivière de Pont-l'Abbé, qui font partie du domaine public maritime et situées à cheval sur le territoire des communes de Pont-l'Abbé et de Loctudy, constituées de vasières et schorres, sont une ZNIEFF (Zone naturelle d'intérêt écologique, faunistique et floristique) de 208 ha, réserve de chasse et de faune sauvage, servant en particulier de zone d'hivernage à de nombreuses espèces d'oiseaux.
| - Carte topographique de la commune de Loctudy. |

### Géologie
Sur le plan géologique, Loctudy fait partie du domaine sud armoricain du Massif armoricain marqué par le cisaillement sud-armoricain. Cette immense faille se manifeste essentiellement par des roches magmatiques de type granite armant les reliefs qui constituent les contreforts du haut pays bigouden.
Loctudy, ainsi que les communes voisines de Plobannalec, Treffiagat, Guilvinec, Pont-l'Abbé, Combrit, les deux tiers sud de Plomeur et une partie de Penmarch sont constitués de leucogranite dit de Pont-l'Abbé, formant les saillies de la côte tandis que les rentrants, moins résistants à l'érosion, sont occupés par des cordons sableux.

### La forêt sous-marine de Loctudy

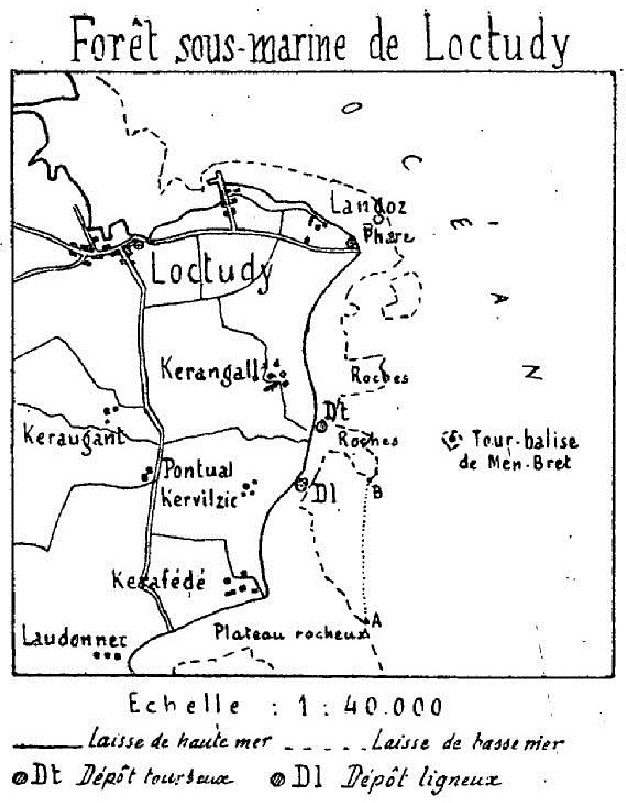
Carte de la « forêt sous-marine de Loctudy » (par Camille Vallaux).

Le géographe Camille Vallaux, qui a trouvé des arbres enlisés sur la plage de Kervilzic, décrit ainsi la « forêt sous-marine de Loctudy » en 1906 :

« J'ai trouvé, à quelques mètres de la laisse de basse mer, un tronc de chêne qui ne s'élevait que de quelques cm au-dessus du sable ; (...) la décomposition de la matière ligneuse était fort avancée. À 100 m de ce tronc, vers la côte, et tout près de la laisse de haute mer, il y avait un dépôt plus important qui consistait ce jour-là en quatre masses noirâtres émergeant un peu au-dessus du sable. (...) Quelques coups de pioche que j'ai pu donner ont mis au jour, sous l'enduit décomposé de la surface, du bois de chêne en bon état de conservation dont j'ai rapporté un fragment. Les arbres sont couchés (...). À 300 m au nord du dépôt de Kervilzic, (...) un dépôt tourbeux [est une autre trace] (...) de la forêt sous-marine de Loctudy. J'ai continué mon enquête auprès des goémoniers. L'un d'eux m'a affirmé que le gisement avait été assez fort pour être exploité (...) mais tout le monde (...) m'a assuré que l'exploitation avait cessé depuis longtemps. Des dépôts de tourbe existent aussi à Laudonnec, à Kérizur près de Lesconil, (...) et au Guilvinec. (...) Kervilzic a été le théâtre d'un empiètement local de la mer(...) aux dépens des terres basses qui existaient à l'emplacement actuel de la grève et qui étaient protégées par des dunes. (...) Les dunes, en avançant vers l'intérieur, ensablèrent les arbres, dont les eaux de mer affouillèrent les racines. Les arbres dépérirent et tombèrent (...), puis la ligne des dunes, en avançant toujours, dépassa la masse végétale, qui fut recouverte deux fois par jour par la marée et qui s'enlisa dans les sables marins »

Les tourbières submergées de Loctudy avaient déjà été décrites en 1888 par Victor Meunier : « Dans les grandes marées, à mer basse, on voit (...) dans deux anses, l'une à l'ouest, l'autre à l'est de la pointe dite Bec-Querfédé, la dernière connue sous le nom d'anse de Corn-Guernic (...) des tourbières ayant jusqu'à un mètre d'épaisseur. (..) Monsieur du Chatellier (...) a eu le bonheur de rencontrer nombre d'arbres couchés dans la tourbe, et tous couchés du sud-est au nord-est (...). Ces arbres ont évidemment fait partie d'une veste forêt s'étendant sur toute cette partie de notre littoral. À quelle époque a-t-elle été engloutie ? Est-ce au cinquième, est-ce au sixième siècle ? ».
De là provient probablement la légende rapportée par Paul Sébillot, et avant lui par Jacques Cambry, racontant qu'« à chaque printemps une procession sortie de l'église de Loctudy se rendait à l'une des îles [de l'archipel des Glénan], en suivant une allée de grands arbres ».

### Le Ster Kerdour
Le marais maritime de Brémoguer transformait à marée haute Larvor en presqu'île jusqu'à la construction de la digue de Ster Kerdour. Le Ster Kerdour est une ancienne zone de prairies marécageuses (comme l'illustre par exemple le toponyme Pen ar Palud) qui furent poldérisées pendant la décennie 1850 par Hyacinthe Le Bleis lors de la construction de la digue de Pen Lan, dans un objectif de valorisation agricole (pour développer principalement des cultures maraîchères). La zone marécageuse du Ster Kerdour, d'une superficie totale de 120 ha, fait office de « coupure verte » entre Lesconil et Larvor. Le Conservatoire du littoral en a acheté 7,23 ha en 2007.
Le déclin progressif de l'agriculture maraîchère dans cette zone à partir des années 1970, a facilité dans la partie sud de ce polder, la plus proche de l'océan Atlantique, gagnée sur le domaine public maritime et située au-dessous du niveau de la mer, sa colonisation par un habitat précaire de loisirs formé de mobil-homes, de caravanes et de cabanes. La progression des friches dans la partie nord de ce polder entraîne la progression de la friche sociale et un mauvais entretien des canaux et fossés de drainage qui tendent à se colmater. Un programme de réhabilitation est en cours.

#### Le port de Larvor
Avant la Seconde Guerre mondiale, le port de Larvor servait principalement d'abri pour des goémoniers (y compris pour le teil-picot) , puis, il a été utilisé par des pêcheurs pratiquant notamment la pêche au casier dans l'archipel des Glénan — l'entreprise Le Pape y construisit un vivier à crustacés — et aussi par des pêcheurs pratiquant la pêche côtière et hauturière, à l'abri de la digue construite par les Allemands pendant la Seconde Guerre mondiale. Désormais, Larvor n'est plus fréquenté que par des plaisanciers, le port comptant une centaine de mouillages.
Traditionnellement, les habitants de Larvor étaient surnommés « Tartares » par ceux du bourg de Loctudy, qui les considéraient « un peu comme des sauvages ».

#### Une urbanisation diffuse et incontrôlée
Commune traditionnellement paysanne jusqu'au milieu du XXe siècle (son sol limoneux et son climat d'abri lui permirent au XIXe siècle de développer une agriculture légumières prospère, notamment de pommes de terres primeur et de carottes), Loctudy a connu une urbanisation importante à partir de la décennie 1960 aux alentours du bourg et aussi par mitage généralisé de l'espace agricole, mais surtout par des constructions individuelles le long du front de mer où les maisons individuelles avec vue sur mer se succèdent désormais presque sans interruption depuis le bourg jusqu'à la palue du Cosquer, la bétonnisation du littoral y étant presque totale.

### Le risque de submersion marine
Selon un index global correspondant à l'agrégation de 5 critères effectué en 2011 par l'Observatoire National des Risques Naturels, Loctudy est la sixième commune du Finistère, après Penmarch, Île-Tudy, Treffiagat, Landerneau et Concarneau, la plus exposée au risque de submersion marine avec 23,9 % de sa population totale concernée et 12,03 hectares de bâti exposé au risque de submersion.

### Hydrographie
Pour un article plus général, voir Réseau hydrographique du Finistère.
La commune est située dans le bassin Loire-Bretagne. Elle est drainée par divers petits cours d'eau,.

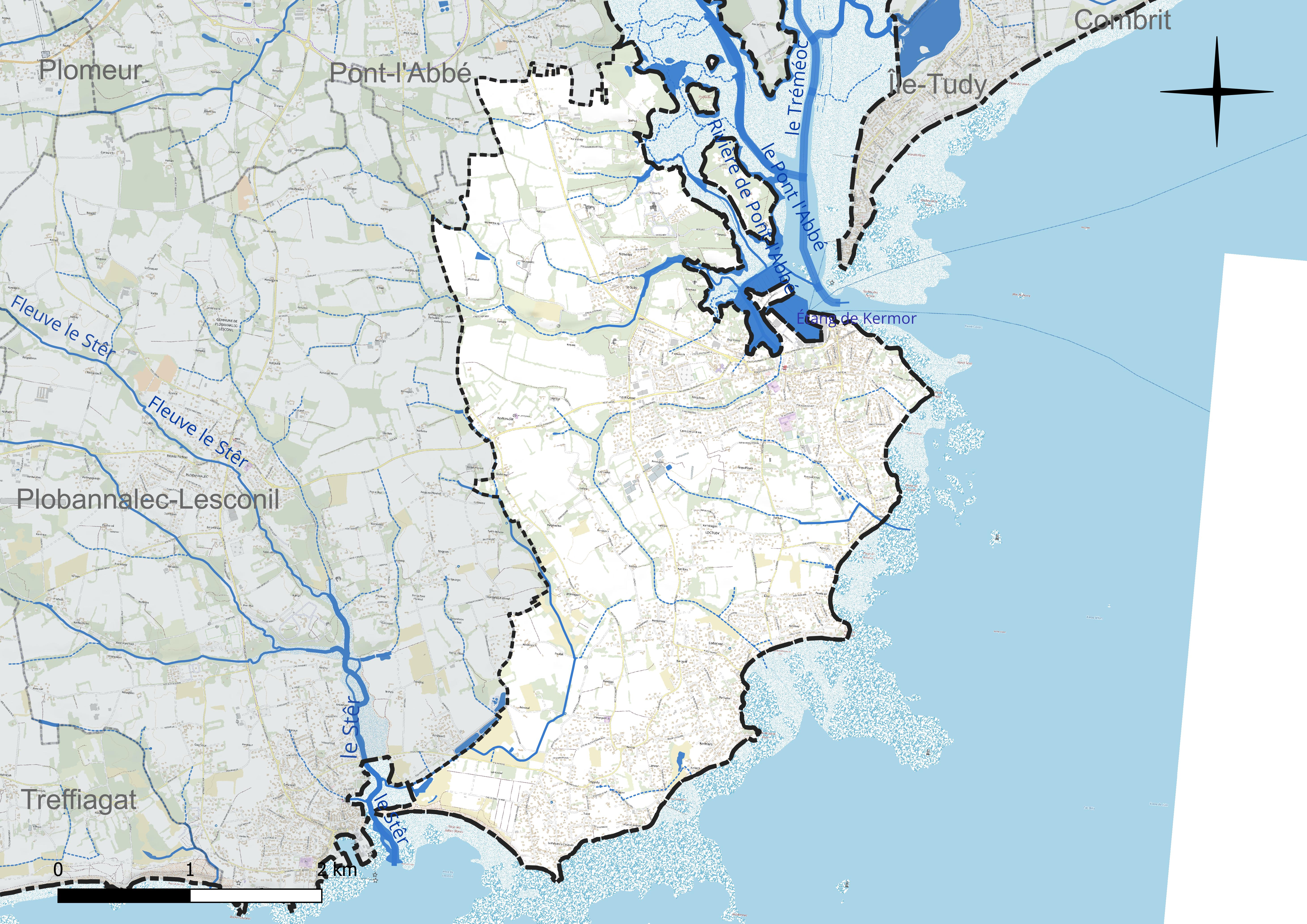
Réseau hydrographique de Loctudy.

Un plan d'eau complète le réseau hydrographique : l'étang de Kermor, d'une superficie totale de 16,3 ha (0 ha sur la commune),.

### Climat
Pour des articles plus généraux, voir Climat de la Bretagne et Climat du Finistère.
En 2010, le climat de la commune est de type climat océanique franc, selon une étude du CNRS s'appuyant sur une série de données couvrant la période 1971-2000. En 2020, Météo-France publie une typologie des climats de la France métropolitaine dans laquelle la commune est exposée à un climat océanique et est dans la région climatique  Bretagne orientale et méridionale, Pays nantais, Vendée, caractérisée par une faible pluviométrie en été et une bonne insolation. Parallèlement l'observatoire de l'environnement en Bretagne publie en 2020 un zonage climatique de la région Bretagne, s'appuyant sur des données de Météo-France de 2009. La commune est, selon ce zonage, dans la zone « Littoral », exposée à un climat venté, avec des étés frais mais doux en hiver et des pluies moyennes.
Pour la période 1971-2000, la température annuelle moyenne est de 12,1 °C, avec  une amplitude thermique annuelle de 10,5 °C. Le cumul annuel moyen de précipitations est de 995 mm, avec 14,9 jours de précipitations en janvier et 7,4 jours en juillet. Pour la période 1991-2020, la température moyenne annuelle observée sur la station météorologique la plus proche, située sur la commune de Pont-l'Abbé à 5 km à vol d'oiseau, est de 13,0 °C et le cumul annuel moyen de précipitations est de 1 012,0 mm,. Pour l'avenir, les paramètres climatiques de la commune estimés pour 2050 selon différents scénarios d'émission de gaz à effet de serre sont consultables sur un site dédié publié par Météo-France en novembre 2022.

## Urbanisme

### Typologie
Au 1er janvier 2024, Loctudy est catégorisée commune rurale à habitat dispersé, selon la nouvelle grille communale de densité à 7 niveaux définie par l'Insee en 2022.
Elle appartient à l'unité urbaine de Penmarch, une agglomération intra-départementale dont elle est ville-centre,. Par ailleurs la commune fait partie de l'aire d'attraction de Quimper, dont elle est une commune de la couronne,. Cette aire, qui regroupe 58 communes, est catégorisée dans les aires de 200 000 à moins de 700 000 habitants,.
La commune, bordée par l'océan Atlantique, est également une commune littorale au sens de la loi du 3 janvier 1986, dite loi littoral. Des dispositions spécifiques d'urbanisme s'y appliquent dès lors afin de préserver les espaces naturels, les sites, les paysages et l'équilibre écologique du littoral, tel le principe d'inconstructibilité, en dehors des espaces urbanisés, sur la bande littorale des 100 mètres, ou plus si le plan local d'urbanisme le prévoit.

### Occupation des sols
L'occupation des sols de la commune, telle qu'elle ressort de la base de données européenne d'occupation biophysique des sols Corine Land Cover (CLC), est marquée par l'importance des territoires agricoles (51 % en 2018), en diminution par rapport à 1990 (55,2 %). La répartition détaillée en 2018 est la suivante : 
zones urbanisées (43,5 %), zones agricoles hétérogènes (35,8 %), terres arables (13 %), forêts (4,7 %), prairies (2,2 %), espaces verts artificialisés, non agricoles (0,4 %), zones humides côtières (0,4 %). L'évolution de l'occupation des sols de la commune et de ses infrastructures peut être observée sur les différentes représentations cartographiques du territoire : la carte de Cassini (XVIIIe siècle), la carte d'état-major (1820-1866) et les cartes ou photos aériennes de l'IGN pour la période actuelle (1950 à aujourd'hui).

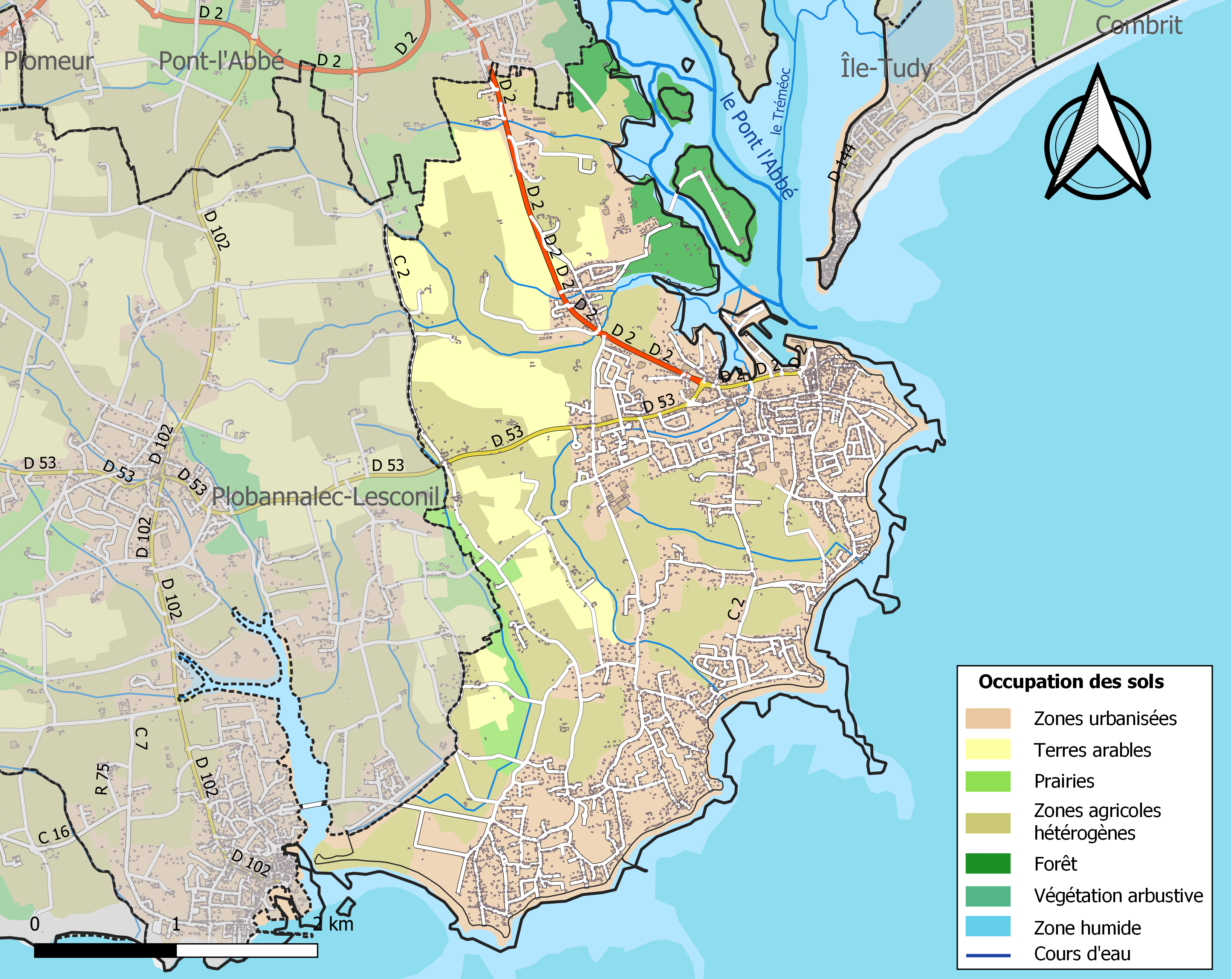
Carte des infrastructures et de l'occupation des sols de la commune en 2018 (CLC).

## Toponymie
Le nom vient de lok qui signifie lieu saint ou consacré et de Tudy, du nom du saint fondateur de la première communauté chrétienne au Ve siècle. D'après les travaux de Bernard Tanguy, Tudy n'est qu'une forme hypocoristique de saint Tugdual.
Loktudi en breton, le « c » et le « y » n'existant pas dans cette langue.

## Histoire

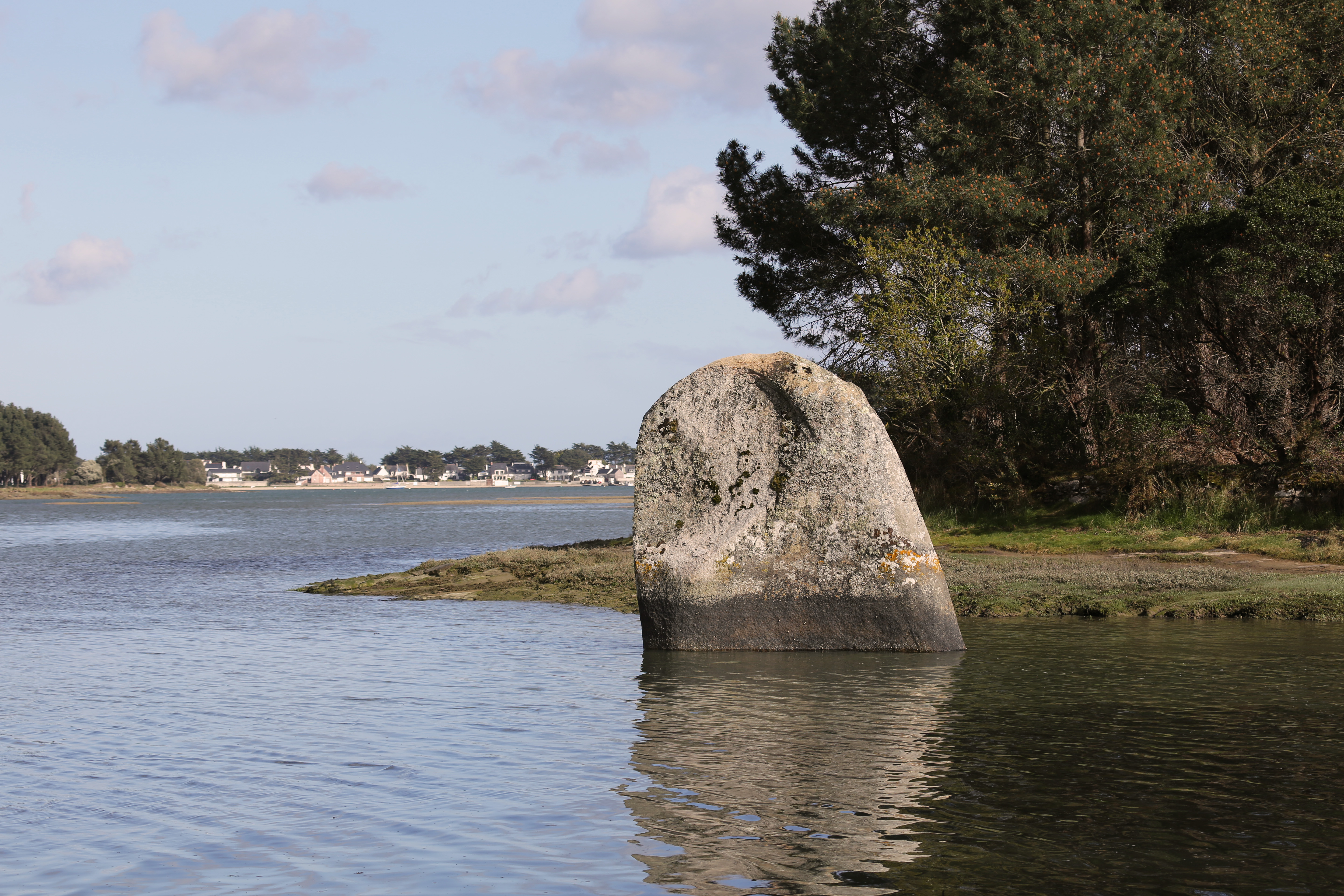
Menhir de Penglaouic, ici à marée haute.

« Il existe assez peu de documents sur les origines de Loctudy. »

### Préhistoire
D'après les vestiges mégalithiques présents sur le territoire de la commune, l'occupation humaine remonte au néolithique. En atteste la présence du Menhir mouillé de Penglaouic, en leucogranite de Pont-l'Abbé, classé monument historique en 1974. Situé aujourd'hui dans la rivière de Pont-l'Abbé, il est donc diversement visible en fonction des marées et atteste de la remontée des eaux depuis le néolithique.
Un dolmen à couloir émerge en partie du sable lors des périodes d'amaigrissement sur la plage d'Ezer,.

### Antiquité

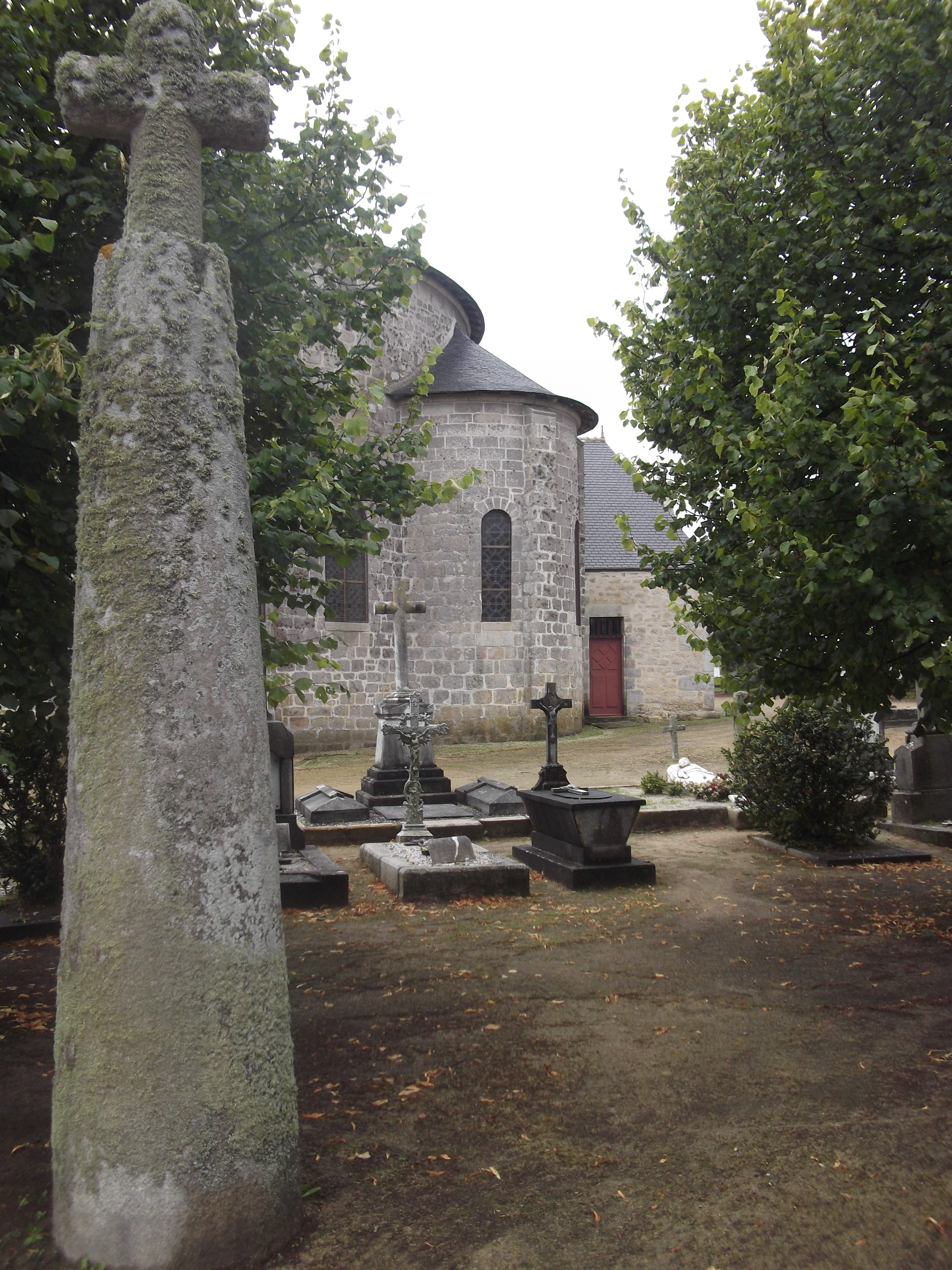
Stèle tronconique cannelée (Ier millénaire av. J.-C.) et christianisée par la suite ; en granite.

Une stèle gauloise tronconique du Ier millénaire av. J.-C. (Ve siècle av. J.-C. ?), durant la période de l'âge du fer, en leucogranite de Pont-l'Abbé, est visible au chevet de l'église Saint-Tudy, preuve au moins d'un culte à cet endroit, en lien peut-être avec la mer ou à la fertilité. Cette stèle, cannelée, est christianisée par Tudy en même temps que le site au début du Moyen Âge. Une croix est donc apposée en son sommet, où elle est toujours visible aujourd'hui (cf image ci-contre).
Cette stèle a été déplacée sur le devant de l'église paroissiale, en lieu et place de la croix de mission de 1896 installée dans le nouveau cimetière en 1979, retrouve sa place à la fin des travaux de réhabilitation de l'enclos, au cours des années 2000.

### Moyen Âge
« Une tradition légendaire dit que saint Tudi édifia un monastère à Enez Tudi, île qui se trouve à l'entrée de la rivière de Pont-l'Abbé. À sa mort le monastère aurait été transféré au lieu où se trouve actuellement l'église de Loctudy. Lorsque l'on sait la prédilection des premiers moines irlandais ou bretons, choisissant de préférence des îles à l'entrée de baies ou de rivières pour s'y établir lors de leur arrivée en Armorique, tels saint Cado à Belz, saint Gildas à Rhuys, saint Paul Aurélien à l'île de Batz, on peut penser que la légende recouvre peut-être un fond de vérité. »
Selon le mythe fondateur, sous le pontificat de saint Conogan, trois frères (ou amis ?), Tudy, Vennec et Tudual, auraient débarqué à Loctudy et se seraient répartis le territoire avoisinant en le jouant à la galoche : Tudy aurait obtenu l'Île-Tudy (incluant à l'époque Lambour et l'Île Chevalier), Vennec les alentours de la chapelle Saint-Vennec et Tudual le reste de Combrit.
La paroisse de Loctudy incluait au Moyen Âge une bonne partie du territoire de l'actuelle ville de Pont-l'Abbé, y compris le château. Jean-Baptiste Ogée indique qu'en 1400 « on connaissait les manoirs nobles de Kerdrem, de Coz-Castell, de Langoëzenech, de Poulpey et celui de Kernizan où se tenaient en ce temps les plaids », mais 44 manoirs sont dénombrés au XVIe siècle dont ceux de la Forest, de Coscastel, du Dourdy, de Mogueriou, de Penanprat, de Poulpry, de Rosquerneau, du Suler, de Trévannec. Le manoir de Kergolven date du XVIIe siècle et le manoir de Kervéréguen est depuis 1651 propriété de la famille Penfentenyo de Kervéréguen.
En 1482-1483, le registre de la « comptablie », qui perçoit les taxes à l'entrée du port de Bordeaux enregistre 12 navires venant de Loctudy.
Un mémoire de 1709, basé sur un aveu de Pierre du Pont du 29 mars 1480 et un autre aveu d'Hélène de Rohan du 11 novembre 1494 établit que « les seigneurs du Pont étaient inféodés de temps immémorial envers le Roi du droit de pêcherie, sécherie et vaccantage (?) dans les paroisses de Loctudi (Loctudy), Plonivel, Treffiagat, Tréoultré et Combrit » ; les seigneurs de Pont-l'Abbé affermaient ces droits aux pêcheurs locaux moyennant la perception de droits.

#### Les Templiers
Les seigneurs de Pont-l'Abbé se proclamaient seuls patrons de l'abbaye de Loctudy, revendiquée comme bénéfice par l'abbaye Saint-Gildas de Rhuys, et y créèrent une collégiale. De 1127 à 1308, l'ordre du Temple posséda l'église abbatiale, ou plutôt les biens qui en dépendaient car les Vikings l'avaient détruite (il en subsiste deux figures, une de frère servant, l'autre de chevalier templier, et la croix pattée du Temple, sculptées sur des chapiteaux). Le 12 janvier 1291, le pape Nicolas IV « accorde une indulgence d'un an et de 40 jours à ceux qui visiteront l'église de Sant-Tudi (sic) de Cap-Caval, du diocèse de Quimper. »

### Époque moderne

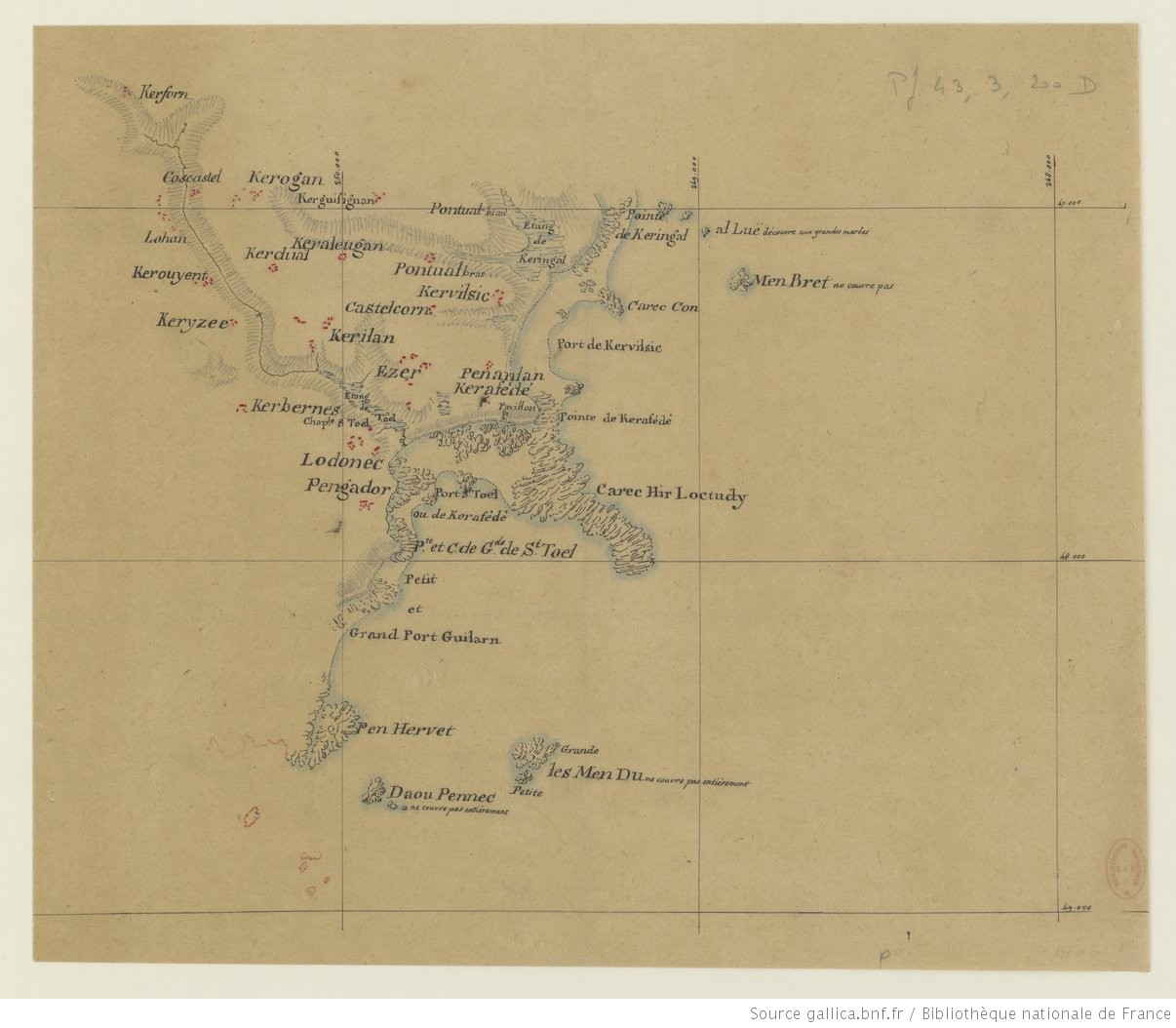
Plan manuscrit de Loctudy, réalisé à la fin de l'époque moderne.

#### Les miracles de la fontaine Saint-Côme
Le 20 septembre 1676, le recteur de Tréoultré, Alain Le Faucheux, et un de ses confrères, se rendent à la fontaine Saint-Côme, située dans le hameau de Langougou, à l'époque situé dans la paroisse de Loctudy, mais désormais rattaché à la commune de Plomeur, pour ouvrir une enquête canonique à la demande du curé de Loctudy et sur ordre de l'évêque de Quimper, François de Coëtlogon, à la suite des pouvoirs miraculeux attribués à cette fontaine par la population locale. Cette fontaine a été découverte quelques mois plus tôt sous une ancienne chapelle, et tous ceux qui s'y seraient lavés auraient vu leurs maux disparaître. Sur place, les prêtres constatent la taille modeste de la fontaine (deux bassins d'un mètre cinquante de côté chacun et trente centimètres de profondeur) et reçoivent les dépositions des miraculés, enregistrant une cinquantaine de témoignages de guérison.
L'évêque de Quimper, convaincu par le rapport d'enquête, authentifie les miracles et décide d'organiser le culte pour l'avenir : les fidèles qui se rendront à la fontaine en procession le troisième dimanche de septembre, jour des fêtes de saint Côme et saint Damien, seront gratifiés de quarante jours d'indulgences.

#### Autres faits

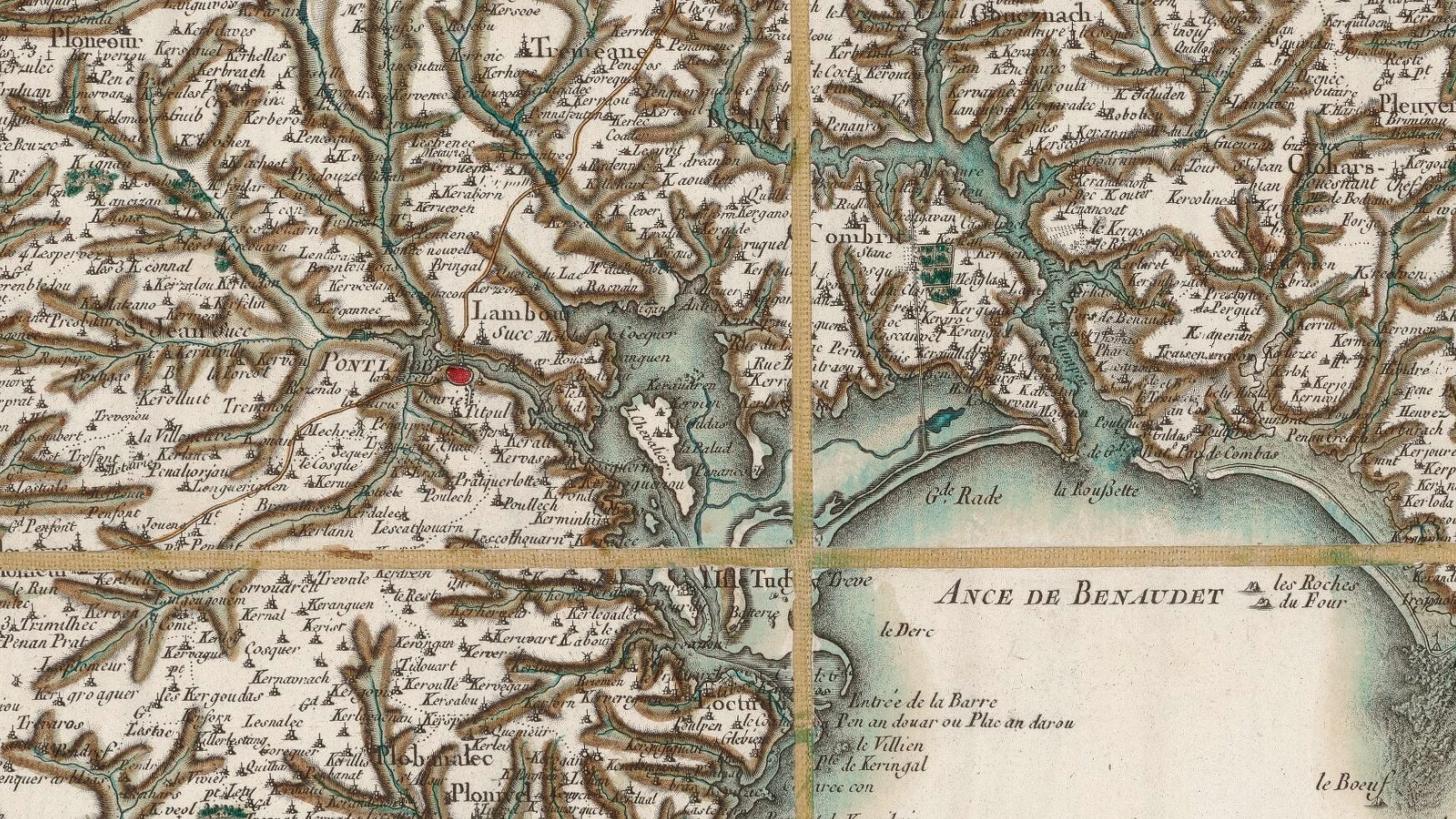
Carte de Cassini (1783) : Loctudy et ses environs.

En 1718, Alain Le Gentil de Rosmorduc, seigneur de Kerazan, fait reconstruire un moulin (Ar Veil Braz) sur la digue de l'étang du Suler ; ce moulin, perfectionné et agrandi par rapport au moulin précédent, va fonctionner pendant deux siècles. Vendu lors de la Révolution française en 1793 comme bien national à Louis Derrien, architecte et entrepreneur à Quimper, il devint plus tard en 1882 la propriété de la comtesse Marie de Kerstrat.
En 1732, les sieurs Droallen, du manoir de Kerazan, et Le Baron, du manoir de Kerléan (Kervélégan), sont sergents féodés dépendants du baron du Pont pour la paroisse de Loctudy.
En 1754, un « nègre », dénommé Pierre Jasmin (né à Madagascar et âgé de 54 ans en 1776), vivait à Loctudy, au service de son maître Nicolas Furic, négociant et capitaine d'infanterie garde-côte du détachement de Loctudy-Plonivel-Plobannalec, commandant des canonniers garde-côtes des batteries de l'Isle-Tudy et Loctudy, au manoir de Kerguiffinan. Il fut affranchi en 1759 par testament.
En 1759, une ordonnance de Louis XV ordonne à la paroisse de Loctudy de fournir 20 hommes et de payer 131 livres pour « la dépense annuelle de la garde-côte de Bretagne ».

### Révolution française
Loctudy, alors une paroisse de 160 feux, élit trois députés (André-Louis Le Pappe, Pierre Toulemont, François-Élie Le Calvez) pour la représenter à l'assemblée du tiers-état de la sénéchaussée de Quimper chargée de désigner les députés aux États généraux de 1789.
La loi du 12 septembre 1791 fit provisoirement de Loctudy une succursale de la paroisse de Pont-l'Abbé, mais en 1793, lors de sa création, la commune de Loctudy annexa une partie de la paroisse de Plonivel (les alentours de la chapelle Saint-Quido), l'autre partie étant annexée par la commune de Plobannalec-Lesconil, mais perdit les quartiers de Pont-l'Abbé que la paroisse possédait jusqu'alors en raison de la création de la commune de Pont-l'Abbé.
En 1793, Jean Morice de Penfeuntenyo de Kervéréguen, qui avait été capitaine des grenadiers au régiment d'infanterie de Béarn et avait participé notamment à la bataille de Fontenoy, revenu couvert de blessures et amputé d'une main, sauva son manoir que les révolutionnaires voulaient incendier en demandant qu'on le brûle avec son manoir ; les assaillants renoncèrent alors à leur projet. La chapelle du Croaziou fut alors pillée par les révolutionnaires.
Charles Nicolas du Boisguéhenneuc, qui habitait au manoir de la Forest, émigra, en Allemagne mais son épouse, Marie Josèphe Perrine Gouiquet de Bocozel, et ses six enfants restèrent sur place, surveillés par les sans-culottes de l'Île-Tudy. Ses biens furent saisis, devenant biens nationaux, mais amnistié en 1803, il les récupéra.
La famille Le Gentil de Rosmorduc, qui émigra, vit son château de Kerazan vendu comme bien national.

### LeXIXesiècle

#### Loctudy au début duXIXesiècle
Loctudy ne possédait pas encore de port (la pêche était pratiquée à partir du port de l'Île-Tudy) et les rares activités de navires de commerce pratiquées à partir de la grève de la Forest, simple port d'échouage, notamment par Jean René Furic de Kerguiffinan, alors maire, qui exportait alors du blé et de l'orge ; il fut le premier à encourager la culture des pommes de terre. Les mendiants étaient alors nombreux dans une commune encore essentiellement agricole composée principalement de fermiers, de domestiques et de journaliers.

#### Loctudy en 1843
A. Marteville et P. Varin, continuateurs d'Ogée, indiquent en 1843 que, pour une superficie totale de 1 263 hectares, la commune de Loctudy possédait alors 796 ha de terres labourables, 172 ha de prés et pâtures, 76 ha de vergers et jardins, 16 ha de canaux et marais, 147 ha de landes et incultes. La commune possédait alors quatre moulins (trois à vent : de Kervéréguen, de Kergorvin, de Poul-al) et un moulin à eau (Grand-Moulin) et les auteurs précisent : « On parle le breton ».

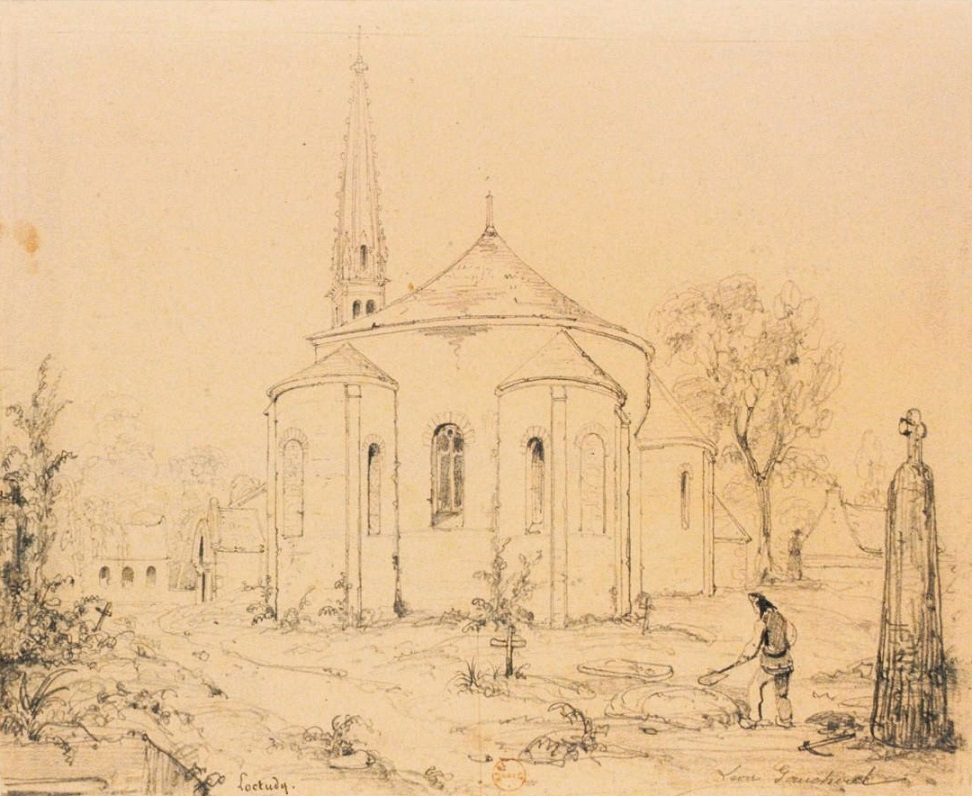
Loctudy : l'église Saint-Tudy en 1840 (dessin de Léon Gaucherel).
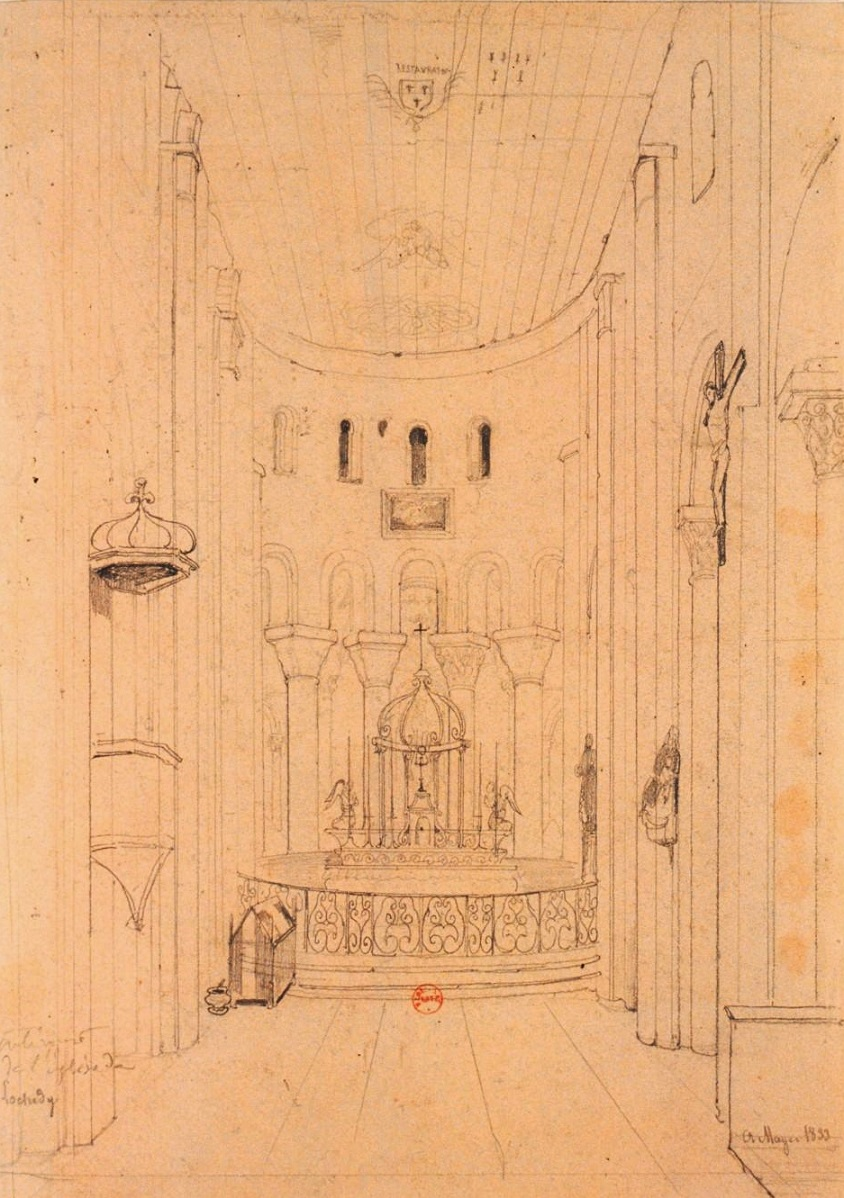
Loctudy : intérieur de l'église Saint-Tudy en 1833 (dessin d'Auguste Mayer).

Une importante activité maraîchère, basée essentiellement sur la monoculture de la pomme de terre, commença vers 1830, apportant pendant plus d'un siècle une relative aisance aux paysans locaux.

#### Vie portuaire et maritime

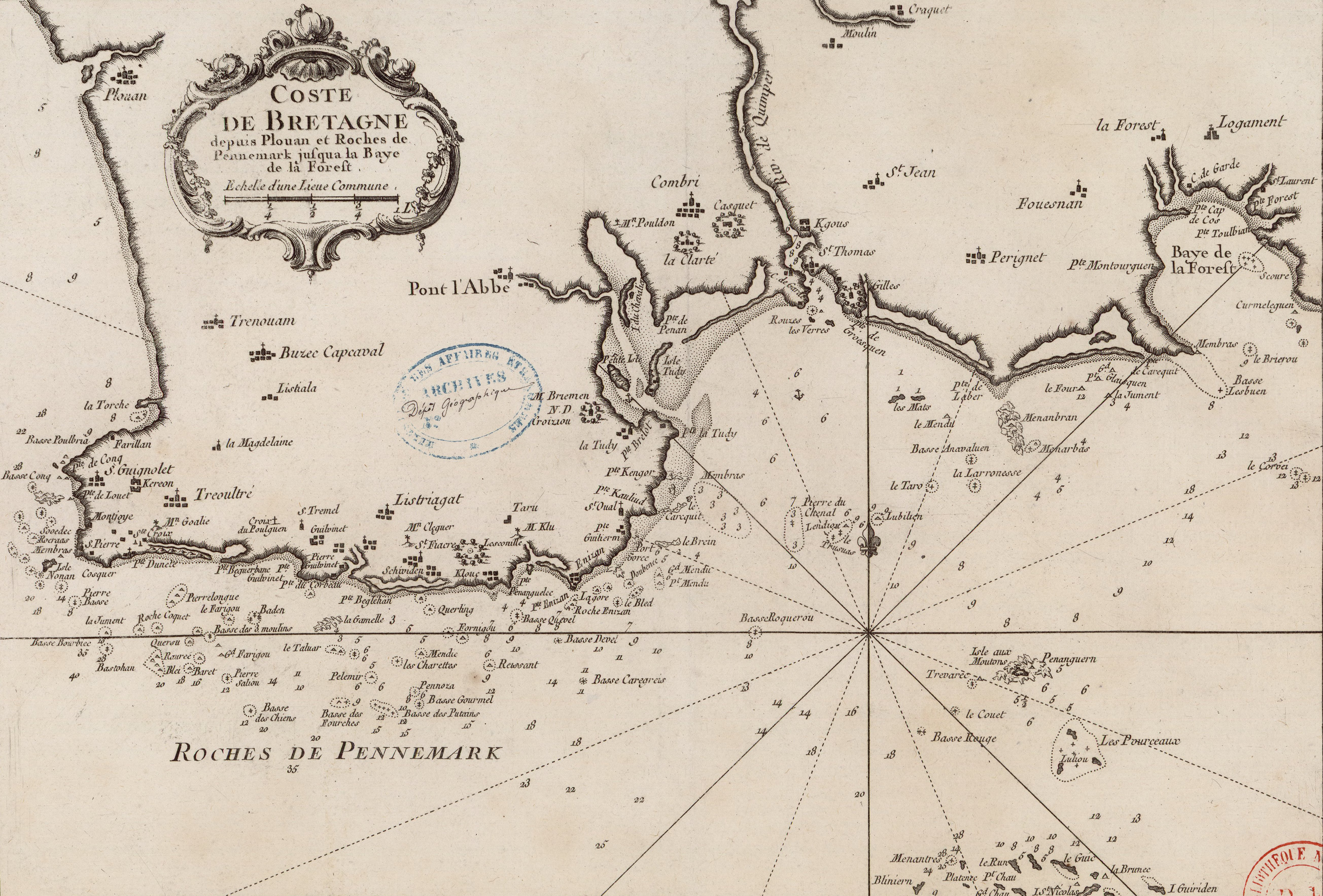
Carte des côtes de Bretagne de Plovan à la baie de La Forêt, éditée en 1764 (par Jacques-Nicolas Bellin).

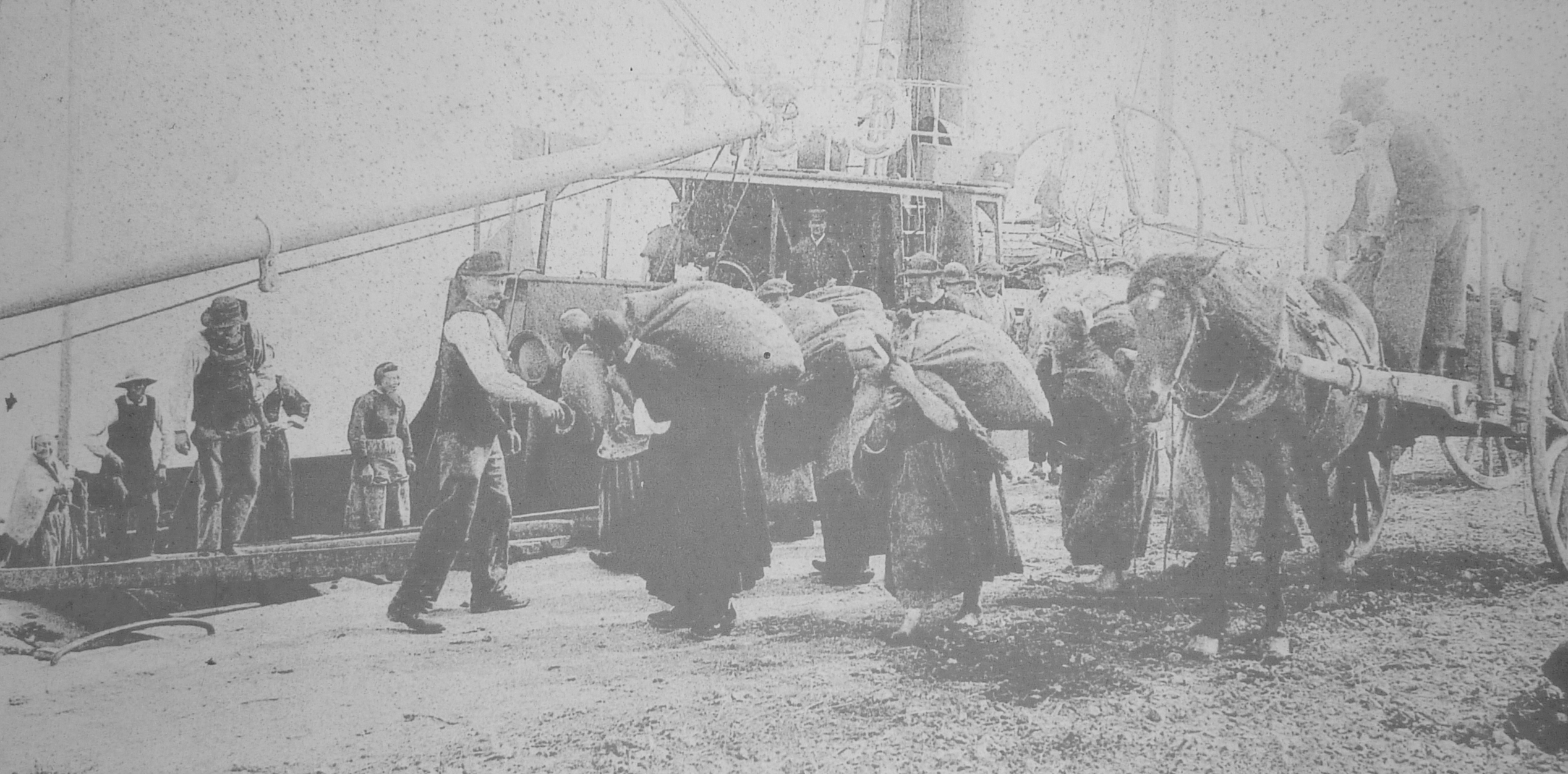
Loctudy : Bigoudènes chargeant des pommes de terre sur des vapeurs à destination de l'Angleterre (début XXe siècle).

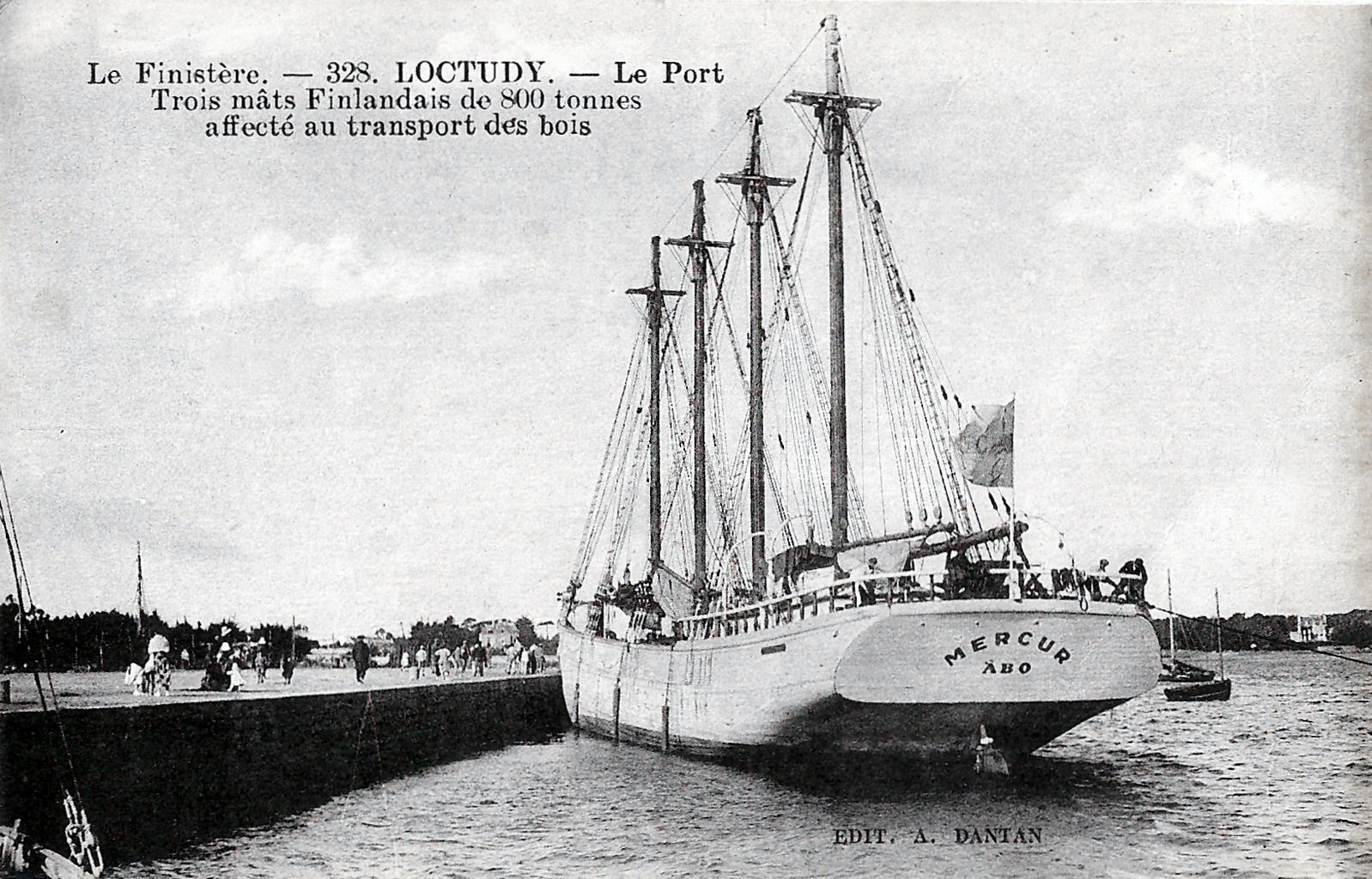
Quatre-mâts finlandais transportant du bois dans le port de Loctudy au début du XXe siècle (carte postale).

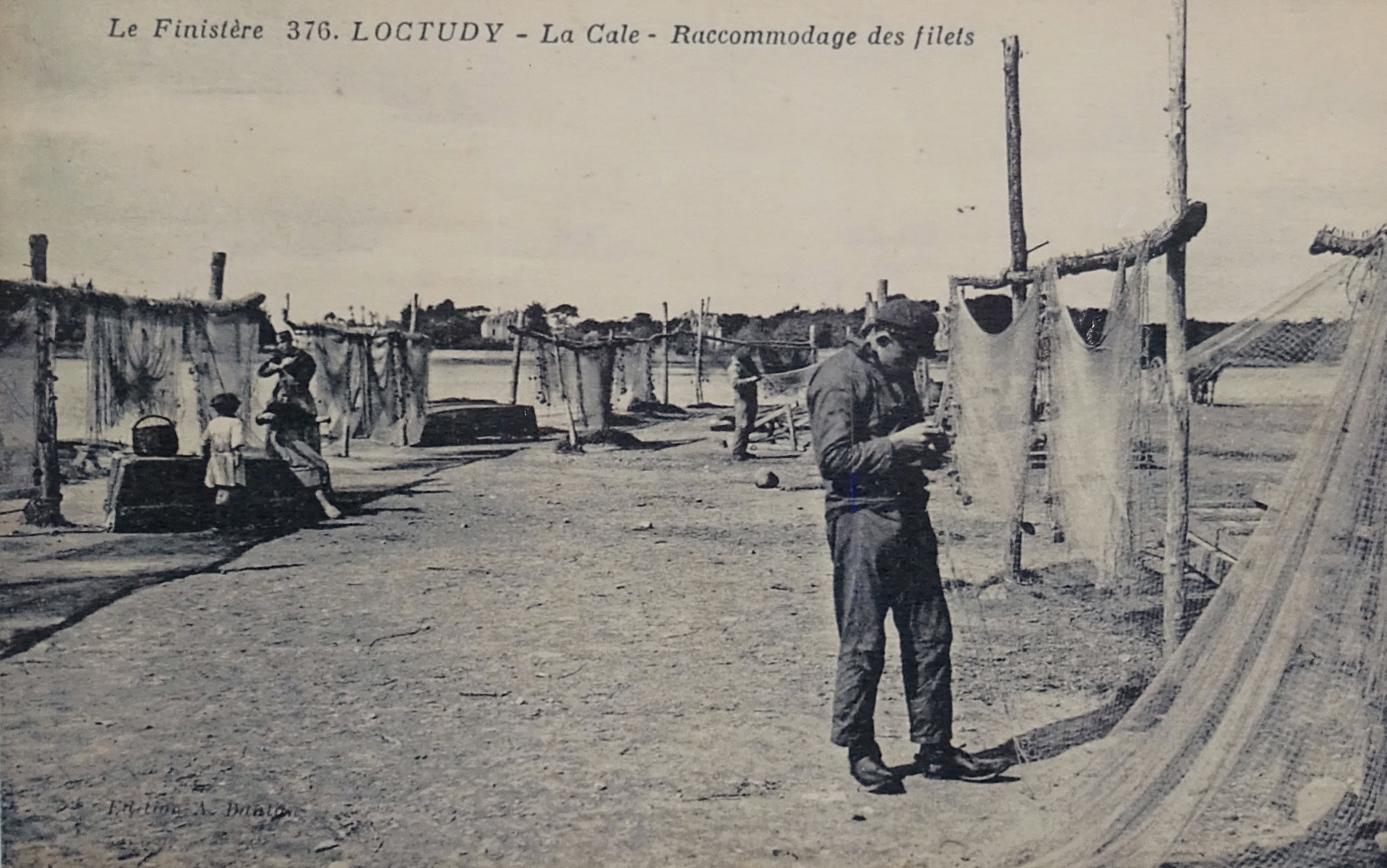
Loctudy : le raccommodage des filets de pêche sur le quai du port (début XXe siècle, carte postale).

Au XVIIIe siècle, Loctudy était une commune exclusivement rurale. Édouard Le Normant des Varannes développe le port à partir de 1813 ; le chantier naval Louis Derrien s'y installe, construisant goélettes, chasse-marées, sloops, chaloupes. En 1831 Édouard Le Normant des Varannes crée la première féculerie de pommes de terre à Kerazan et développe l'exportation des pommes de terre vers le Royaume-Uni, ce qui permet au port de Loctudy, équipé d'une cale en 1848 (jusque-là c'était un simple port d'échouage) à Poul-ar-Viliec, et dont le trafic n'atteignait pas encore 1 00 tonneaux en 1860, d'atteindre en 1875 un trafic de 7 000 tonneaux et de devenir le second port de commerce du Finistère, derrière Brest et devant Morlaix, au début du XXe siècle. En 1871, le port est fréquenté par 106 navires de commerce, provenant principalement du Pays de Galles, chargeant aussi des poteaux de mines.

« De gros navires accostent régulièrement aux quais loctudistes. Des cartes postales évoquent les encombrements invraisemblables sur le port des immenses files d'attente de charrettes remplies de sacs. Les clichés les plus émouvants représentent les femmes qui ploient sous les charges en transportant la marchandise vers le bateau. »

« Victimes d'un autre âge où l'esclavage aurait été en vigueur. Et pourtant ces tâches impossibles, inhumaines, étaient recherchées. Avant chaque embarquement, l'appel des femmes choisies avait lieu, sélection qui reposait sur des critères de robustesse ou de relations ; et des infortunées, qui se percevaient comme telles, restaient sur le carreau. Aux femmes était également dévolue la couture des sacs, après leur ouverture par les acheteurs soucieux de contrôler la marchandise. »

Auguste Dupouy a écrit en 1944 que Loctudy  « était plus un port de paysans que de marins », du moins l'était-il avant l'ère du doryphore et du protectionnisme [décennie 1930], surtout en septembre et octobre, quand chaque jour une longue file de charrettes se serrait entre le bourg et le port, sur un bon kilomètre, chargées des excellentes pommes de terre du pays Bigouden, et que de vaillants débardeuses emportaient sur leur dos les sacs de cinquante kilos pour les vider dans la cale du cargo britannique à quai. Aujourd'hui la plage, aux beaux mois, semble l'emporter sur le port ».
Le sauvetage le 13 novembre 1905 du dundee Jacques, parti de Loctudy avec un chargement de pommes de terre à destination du port gallois de Neath, désemparé par la tempête et ayant perdu sa voilure, par le Foubert de Bizy, le canot de sauvetage de Lesconil, est un exemple de ce trafic. En retour, Loctudy recevait de la houille, venant notamment de Newport, ce qu'illustre par exemple l'accident survenu le 30 juillet 1901 par le Louis au large de Brest. En 1912, les vapeurs Cardiff-City et Rosabella font à plusieurs reprises le trajet de Loctudy à Cardiff en 1912, chargé de pommes de terre, le vapeur Greenisland en faisant de même à destination de Swansea, et ce ne sont là que quelques exemples de ce trafic. George Auriol a décrit dans un article publié le 14 décembre 1897 dans le journal La Lanterne l'atmosphère du port de Loctudy, fréquenté alors par de nombreux marins anglais.
Pendant l'été 1896, des troubles éclatent au port de Pont-l'Abbé ainsi qu'à la cale de Loctudy en raison du mécontentement des paysans producteurs de pommes de terre en raison de l'effondrement du prix de vente de ce tubercule, les marchands anglais les achetant à moins de 3 francs le sac de 50 kg, alors que le prix habituel était de 5 francs.
Le phare de Langoz est mis en service en 1863, sécurisant l'accès au port. Le quai existant est prolongé en 1873 d'une bonne quarantaine de mètres et à la fin du XIXe siècle est construit un quai de 120 mètres de long, qui permet l'accostage des caboteurs. Un autre quai, long de 160 mètres, est construit entre 1932 et 1934 pour former avec le précédent un éperon accostable sur ses deux côtés, les moellons provenant à chaque fois de carrières situées près de la chapelle du Croaziou.
Le 15 janvier 1869, la Marie-Louise, une chaloupe de pêche, coule entre Loctudy et Lesconil : trois des quatre marins à bord périssent noyés. Le 18 janvier 1872, la Marie, un bateau de pêche, sombre au large de Loctudy ; 5 de ses 8 hommes d'équipage sont sauvés. En 1878, le Saint-Alour chavire à 500 m du port de Loctudy ; son équipage est sauvé par Pierre Lebris, le batelier de l'Île-Tudy. Le 23 avril 1881, une goélette de Boulogne, la Léa Fernand, s'échoue sur des rochers de la côte de Loctudy ; l'équipage de 9 hommes est sauvé par un bateau de pêche, la Marie Corentine, de Lesconil, mais le bateau est totalement détruit. Le 27 octobre 1892, le vapeur Louvre, de la « Compagnie parisienne », est jeté à la côte face au sémaphore de Loctudy : trois des vingt hommes de l'équipage, principalement nantais, seulement sont sauvés, le naufrage faisant donc 17 morts.

#### La tempête de 1865 et l'importance de l'activité goémonière

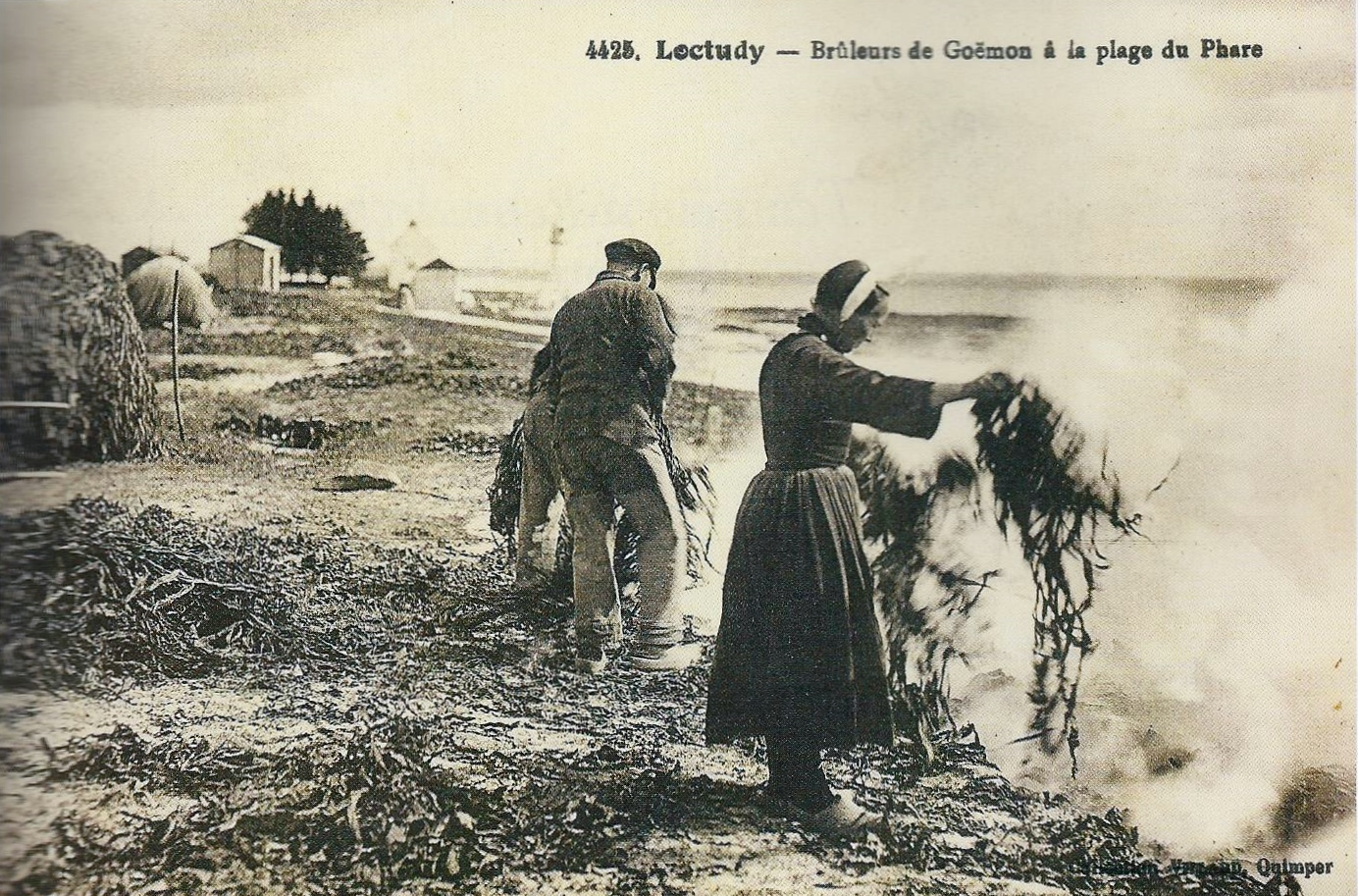
Brûleurs de goémon sur la plage du phare à Loctudy (vers 1920).

Le 3 décembre 1865, les marais poldérisés en 1850 de Brémoguer, de Penlaouic, de Loc'h Sall, furent recouverts d'eau, de sable et de gravier en raison de la tempête qui provoqua une submersion marine. Les cultures de la ferme de Ster Kerdour furent submergées et les étables détruites.
Le 9 janvier 1853, un arrêté municipal du maire Corentin Monfort interdit « le sauvetage [la récolte] du goémon la nuit, les dimanches et jours fériés ». Lors de la tempête du 3 décembre 1865, les tas de goémon entreposés sur les dunes furent emportés par les vagues, au grand désespoir des familles qui perdaient ainsi le fruit de leur labeur. La récolte du goémon, surnommé « la moisson de l'hiver », était alors une activité très importante, procurant une ressource indispensable à la population locale, servant notamment d'engrais. Pour cette raison, les municipalités s'opposèrent longtemps à l'incinération du goémon par des industriels.
Un orage meurtrier survint le 24 janvier 1875, provoquant la mort d'une enfant d'un an, Jeanne Brunet, fille du sculpteur Eugène Brunet, qui habitait au manoir de Kerenez, face à l'Île Garo. Eugène Brunet sculpté un gisant dans le marbre, toujours visible dans l'ancien cimetière de Loctudy. Le manoir de Kerenez est surnommé depuis en breton Maner ar Gurun (« Manoir du Tonnerre »).

#### Les municipalités Toulemont et les querelles liées aux écoles et à la religion
Loctudy était alors considérée comme une des plus belles paroisses selon la revue « Feiz ha Breiz », ce qui est notamment illustré par le succès de la mission de 1865.
Vers 1874, le maire Aimé Briant de Laubrière s'opposa à la construction d'une école publique de filles (une école publique de garçons existait déjà, créée en 1837, mais elle était insalubre), arguant de l'existence d'une école privée tenu par les Sœurs, ouverte en 1869. En 1877, le maire suivant, Louis Toulemont, un notable conservateur, est révoqué pour avoir protesté contre la mutation du directeur de l'école, également secrétaire de mairie et organiste à l'église, mais, soutenu par la majeure partie de la population, il est élu maire en 1878. En 1879, la commune de Loctudy obtient une subvention de 8 000 francs du département du Finistère pour la construction d'une nouvelle maison d'école de garçons, dont le coût total s'élève à plus de 22 000 francs, celle existant étant tout à fait insuffisante. En 1902, Louis Toulemont proteste contre la suspension du traitement du curé, car celui-ci continuait à prêcher en breton. En 1905, il faut forcer la porte de l'église pour pouvoir procéder à l'inventaire des biens de l'église. En 1908, le préfet doit obliger la municipalité à construire une nouvelle école publique de filles, le conseil municipal arguant de difficultés financières et de l'existence d'une école privée de filles, l'école du Bon Ange, tenue par les Sœurs de Kermaria et de l'école mixte Saint-Quido, construite en 1898.
En 1880, le classement du chemin de grande communication no 2 (actuelle RD 2), avec son nouveau tracé, est accepté par le Conseil général du Finistère.
Au début du XXe siècle, l'Inspection Académique insista pour changer le nom du hameau de Saint-Guido en raison de la présence d'une école laïque ; le nom de Tréguido a toutefois été conservé pour dénommer les environs de la chapelle Saint-Quido, dénommé aussi chapelle Saint-Guido.
L'épidémie de choléra survenue dans toute la région fit quatre morts à Loctudy entre le 20 janvier 1886 et le 23 avril 1886.

#### La baleine de Karafédé

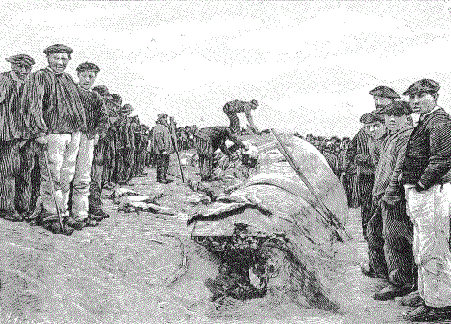
Le dépeçage de la baleine sur la plage de Karafédé.

Dans la nuit du 10 janvier 1894, une énorme baleine vint s'échouer sur la plage de Karafédé près de Loctudy. Le cétacé, une baleine bleue, mesurait un peu plus de 20 m de long et son agonie dura plus de cinq heures, l'animal poussant des mugissements épouvantables et frappant puissamment le sable de la grève. Le Muséum national d'histoire naturelle fit part de son intérêt, envoya un assistant sur place pour diriger les opérations de dépeçage de l'animal afin de pouvoir ramener à Paris sa tête, pesant plus de 1 500 kilogrammes, et ses fanons. Pour séparer la tête du tronc, on découpa le tronc par tranches de 2 ou trois vertèbres après qu'un mareyeur du Guilvinec eut prélevé le lard et les viscères. Il fallut, après maintes tentatives et ruptures d'attelages, cinq chevaux pour traîner la tête de la baleine et la mettre en caisse, puis huit chevaux pour tirer cette caisse que l'on fit flotter sur la rivière de Pont-l'Abbé grâce à huit barriques disposées pour soutenir la précieuse cargaison (car il était inenvisageable de la transporter par voie terrestre en raison des mauvais chemins existant alors entre Loctudy et Pont-l'Abbé) jusqu'à la cale de ce port, ce qui prit toute une nuit ; on parvint à la charger sur un camion et cette caisse, accompagnée d'autres caisses contenant le reste du squelette et des prélèvements des viscères, parvint au Muséum le 4 février 1894.

### LeXXesiècle

#### Naufrages et sauvetages

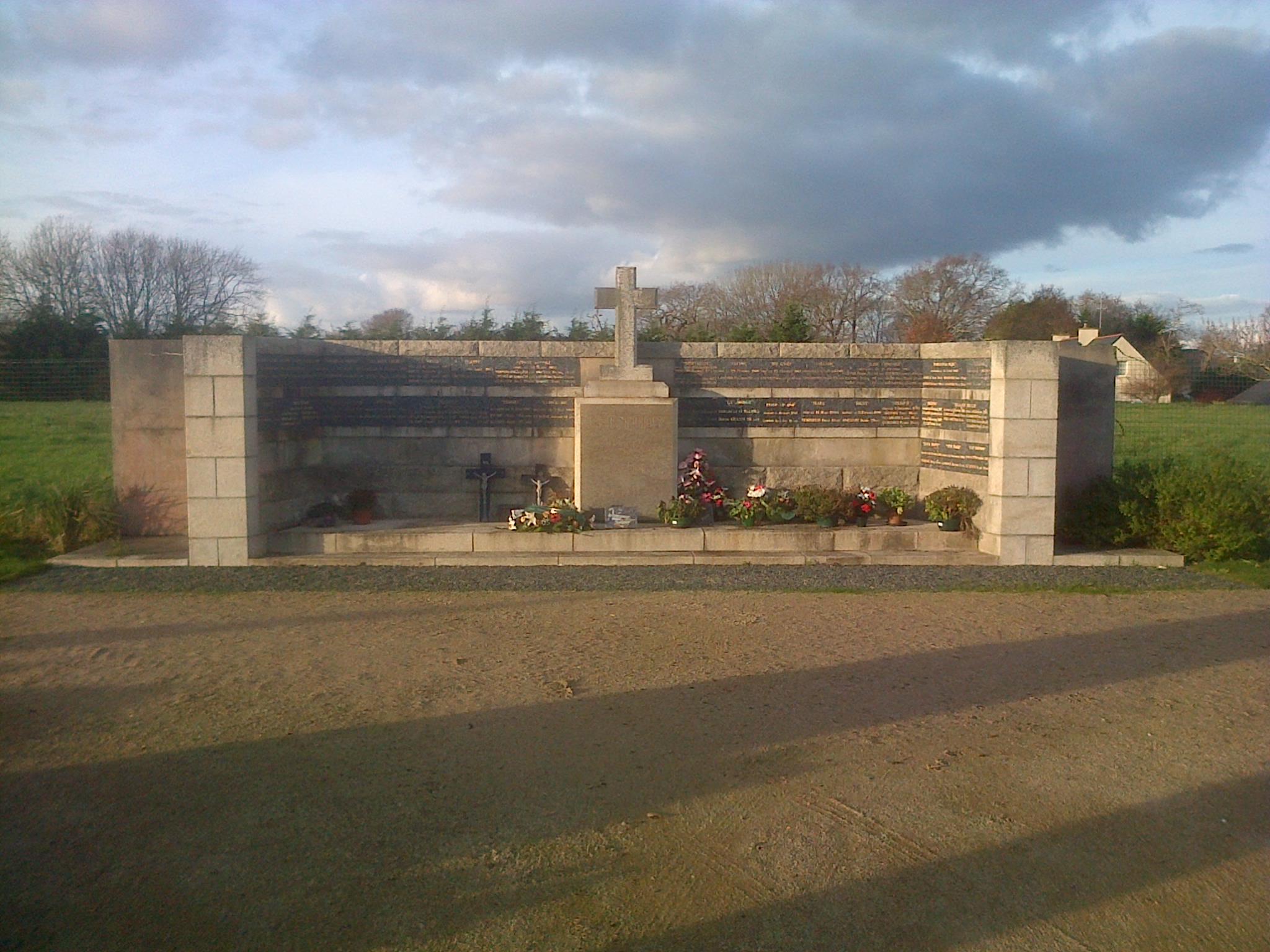
Loctudy : le monument aux marins péris en mer.

Le 2 décembre 1909, le bateau de pêche Léontine sombre à trois milles au large du sémaphore de Loctudy (l'équipage est sauvé) et le même mois, le canot de pêche Marguerite, de Loctudy, chavire en baie de Bénodet sous la violence du vent alors qu'il revenait de la pêche à la crevette. Les trois hommes à bord sont sauvés par un autre bateau, le Saint-Antoine.
Le 21 février 1911, le canot de pêche Carmen, de Loctudy, est jeté par la tempête sur la grève de Penmorvan en Bénodet ; le patron, Caoudal, seul à bord, est noyé.
Le 1er décembre 1909, le bateau de pêche Marguerite, de Loctudy, chavire à la suite d'un coup de vent entre Bénodet et l'Île-Tudy ; les trois marins naufragés, exténués de froid, furent recueillis par un bateau de pêche de l'Île-Tudy, commandé par Jean-Yves Guinvarch, et ramenés à Loctudy.
Le 23 mai 1924, la chaloupe Jeanne Augustine, de Loctudy, s'échoue sur la roche Vérez à l'entrée de Bénodet. L'Augustin Carré, bateau de sauvetage de l'Île-Tudy, vient la secourir en dépit du gros temps, mais ne trouve que quelques épaves, la chaloupe venant de disparaître. Son équipage s'était sauvé au moyen d'une petite embarcation.
Le 28 juin 1924, Jean Péron, pêcheur originaire de Loctudy, mais seul à bord du Scrogneu, du Guilvinec, tombé à l'eau, à un mille au sud de la tourelle Men Du qui borde la sortie du chenal de Bénodet, est repêché par Armel Mariel et Yves Jaouen, deux pêcheurs de Lesconil, à bord du bateau de pêche Le nom est changé. En novembre 1925, des tonneaux de rhum, provenant d'un naufrage non identifié, s'échouent en plusieurs points du littoral cornouaillais, notamment à Loctudy.
Le trois-mâts goélette Le Dustu, de Pleubian, ayant 6 hommes d'équipage (tous de Tréguier ; ils furent sains et saufs), coula au large de Loctudy le 22 juillet 1930. Son épave a été retrouvée et déclarée par des plongeurs de l'Association maritime bretonne de recherche d'épaves (AMBRE) du Guilvinec en 2023.
Le 17 novembre 1940, un canot de pêche coule face à la plage de Bénodet, à environ 3 milles de la côte : le pêcheur à bord, de Loctudy, est sauvé par deux marins de Sainte-Marine.

#### LaBelle Époqueet l'essor du tourisme

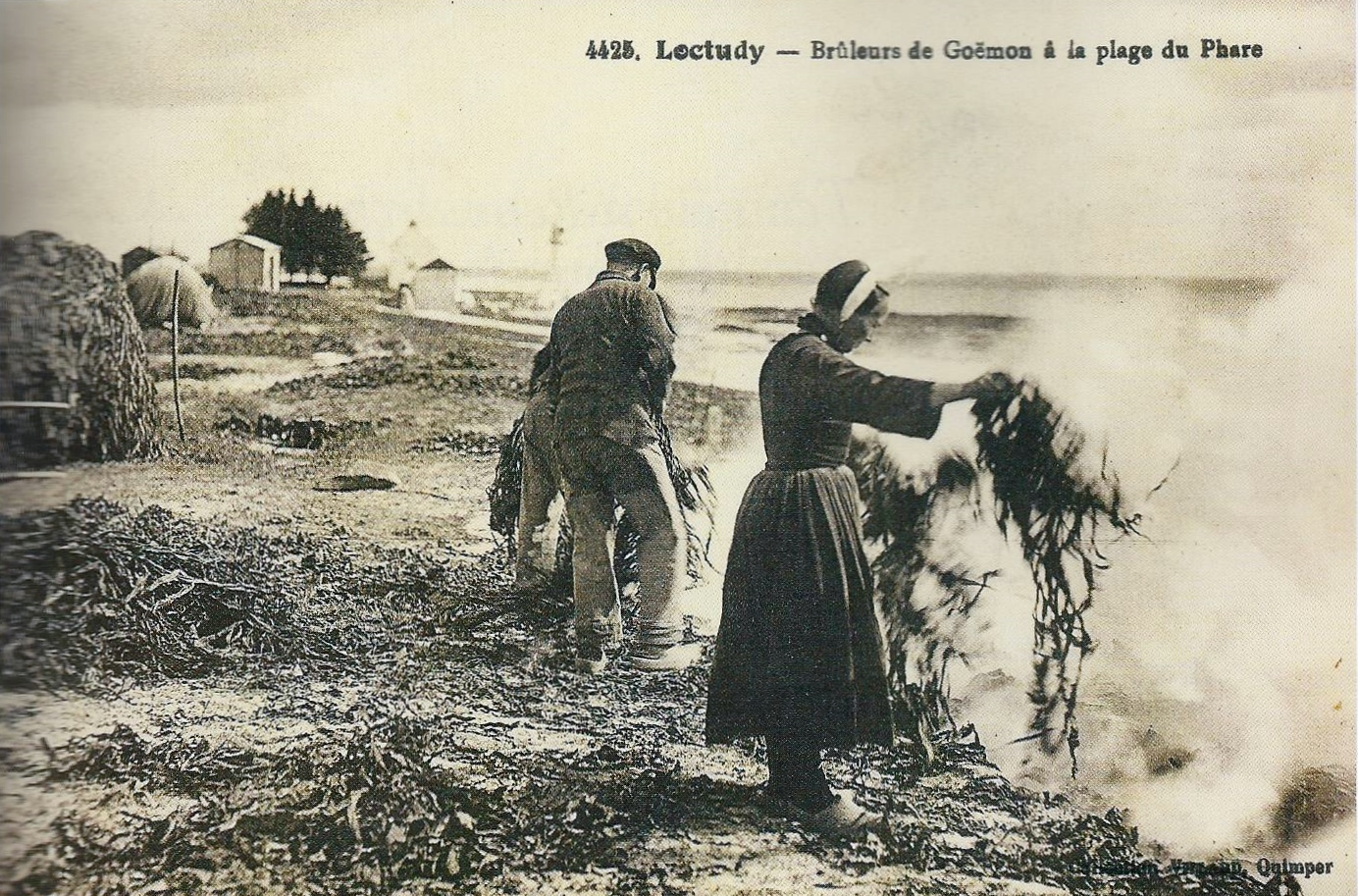
Loctudy : brûleurs de goémon sur la plage du phare (vers 1920).

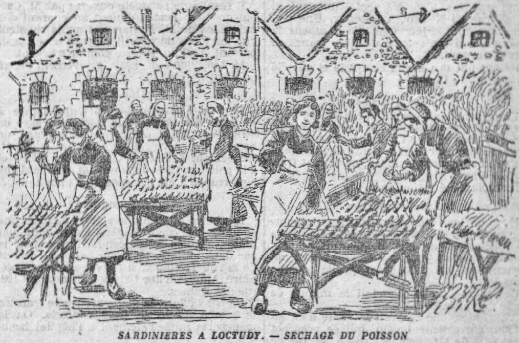
Sardinières à Loctudy. Séchage du poisson (dessin de 1903).
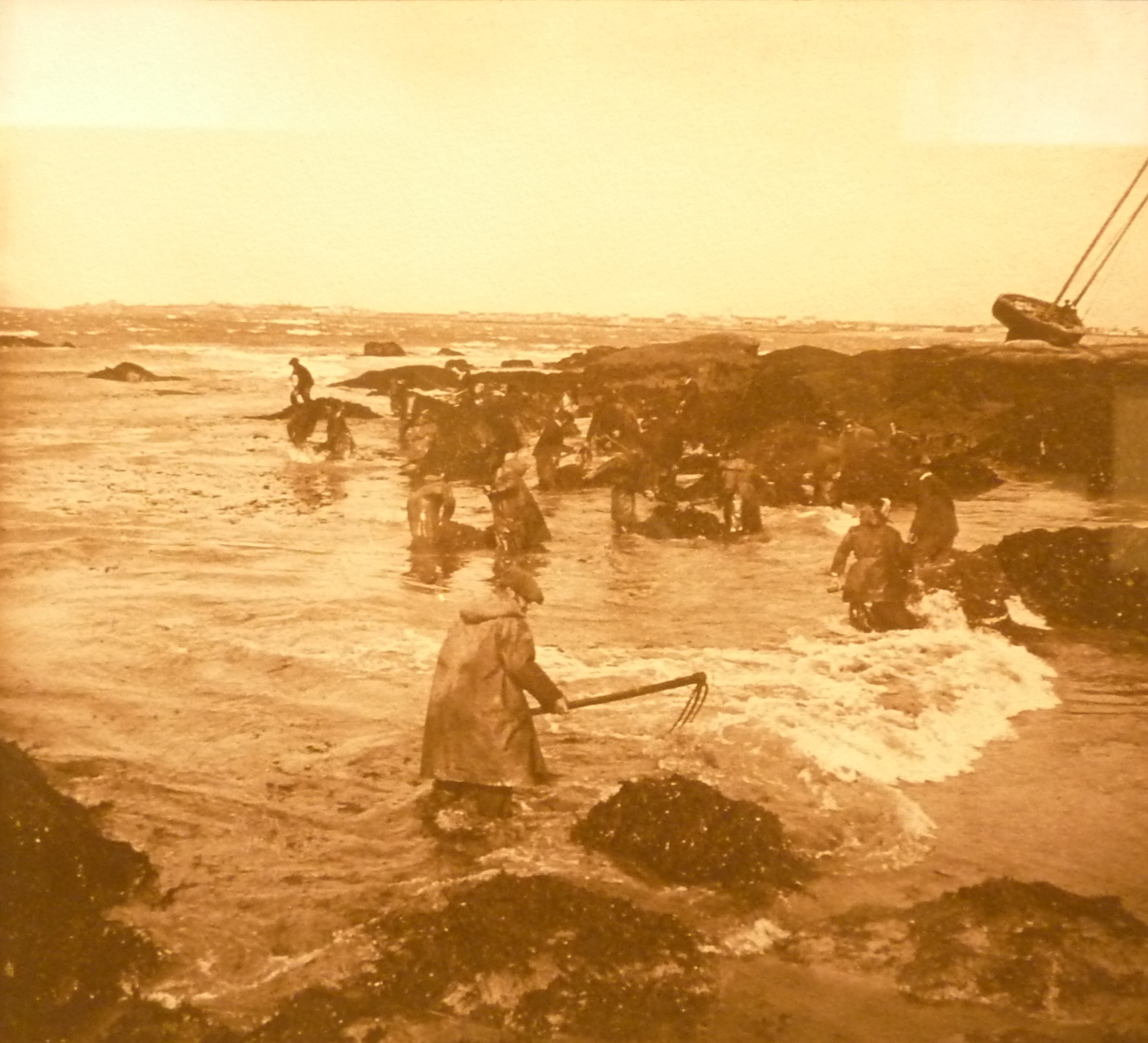
Les ramasseurs de goémon à la palue du Cosquer en Loctudy (photographie d'André Dauchez, début XXe siècle).
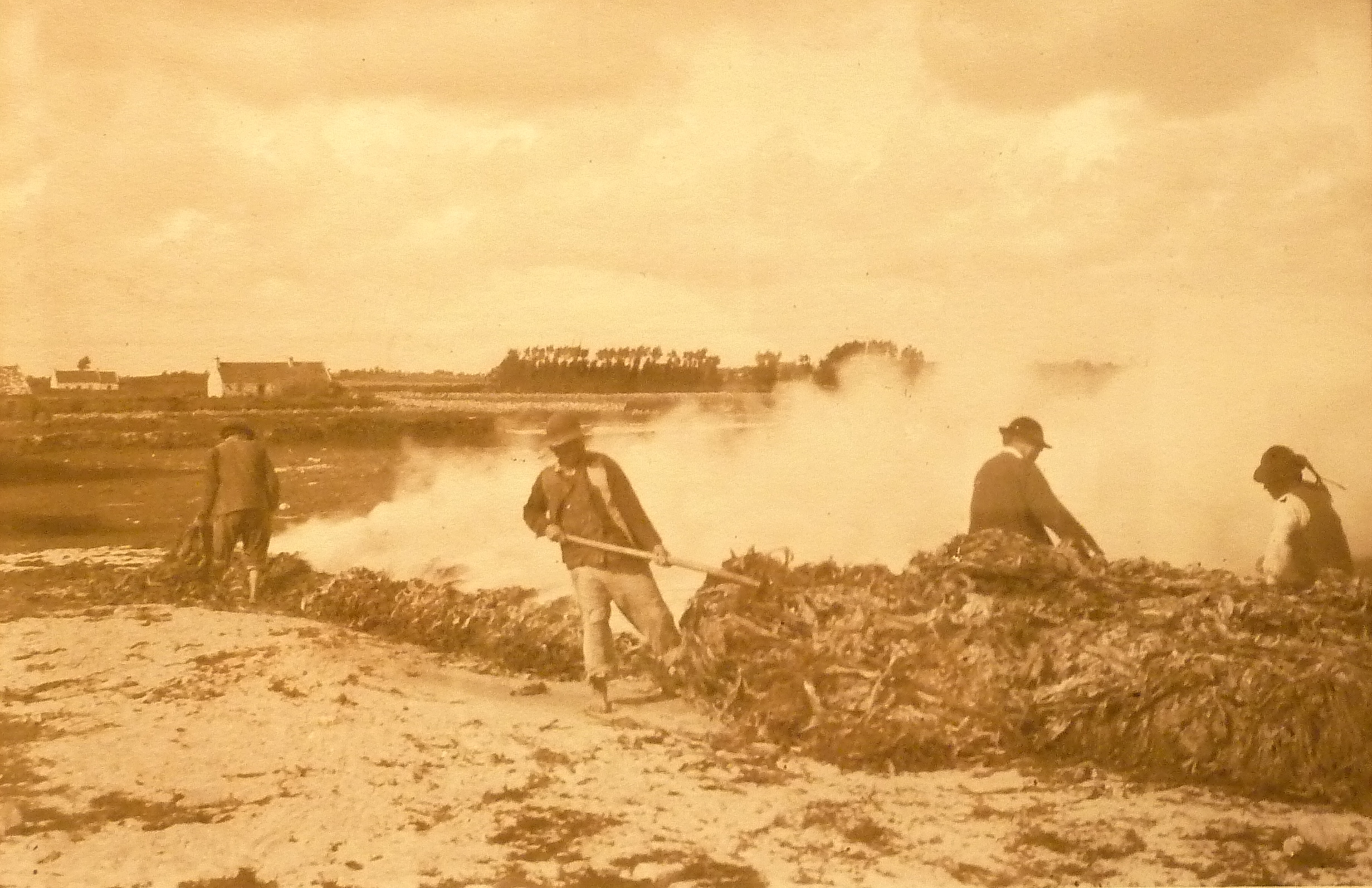
Les brûleurs de goémon à la palue du Cosquer en Loctudy (photographie d'André Dauchez, début XXe siècle).
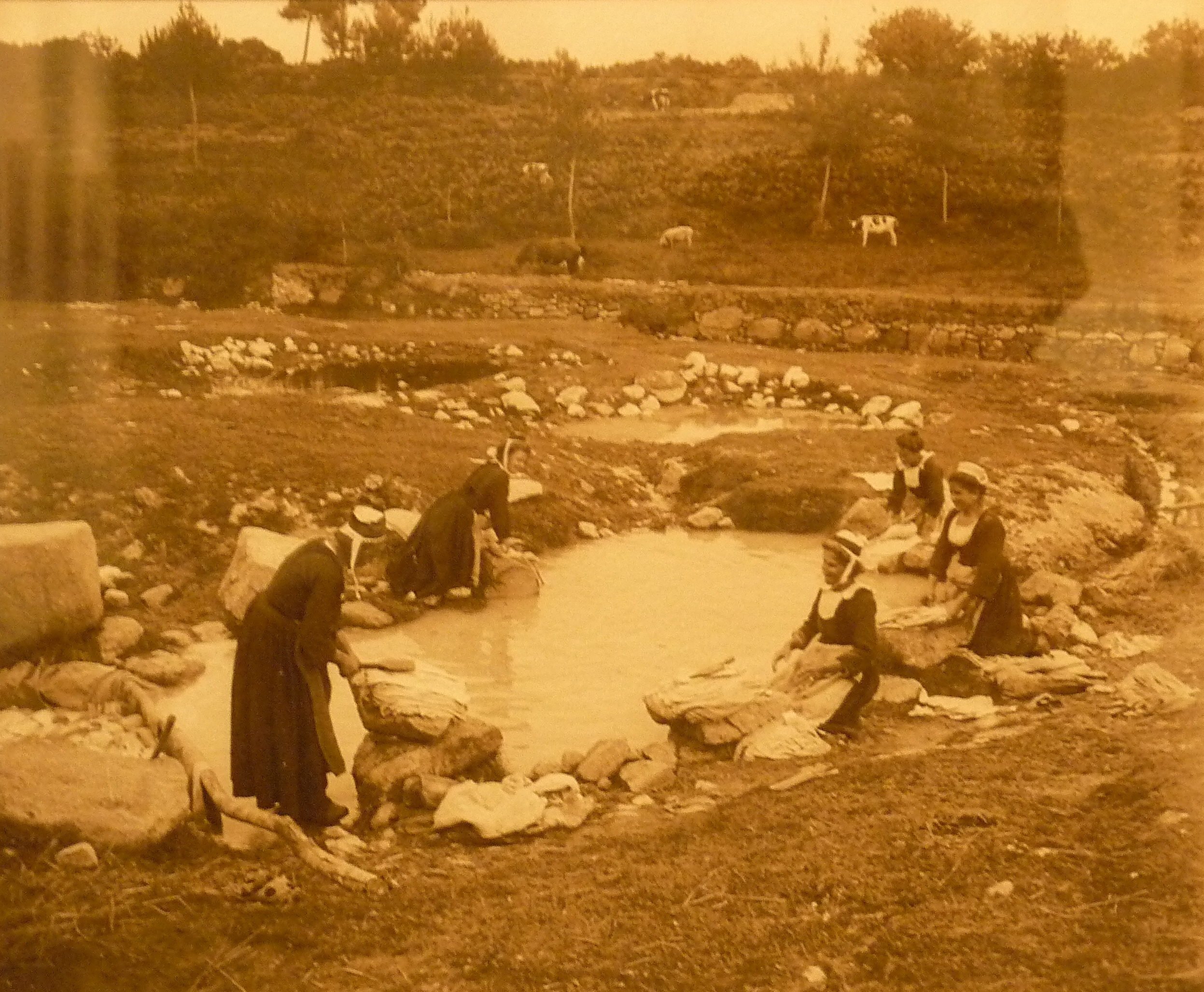
Les lavandières (probablement à Loctudy, photographie d'André Dauchez, début XXe siècle).

La région de Loctudy exportait au début du XXe siècle des pommes de terre : « le sol sableux étant très favorable à cette production et le goëmon à très bon marché (...). La récolte (...) se fait en juillet ». Par exemple, le journal Ouest-Éclair du 20 juin 1903 indique que le 18 juin 1903 « Mr Moysan, négociant à Pont-l'Abbé, vient faire à la cale de Loctudy le premier chargement de pommes de terre de l'année. Les prix varient entre 7 et 8 francs les 50 kilos. Les gelées du mois de mai ayant occasionné de grands dégâts dans la commune de Loctudy, celle-ci, réputée pour ses primeurs, s'est vue obligée de retarder de près d'un mois ses expéditions. C'est principalement les paysans de Treffiagat qui ont fourni les premières pommes de terre du canton pour l'exportation ».

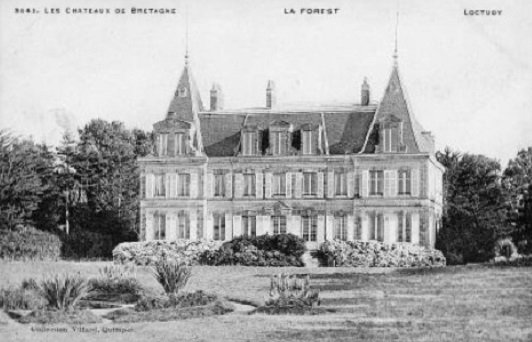
Le château de la Forêt (la Forest) au début du XXe siècle.

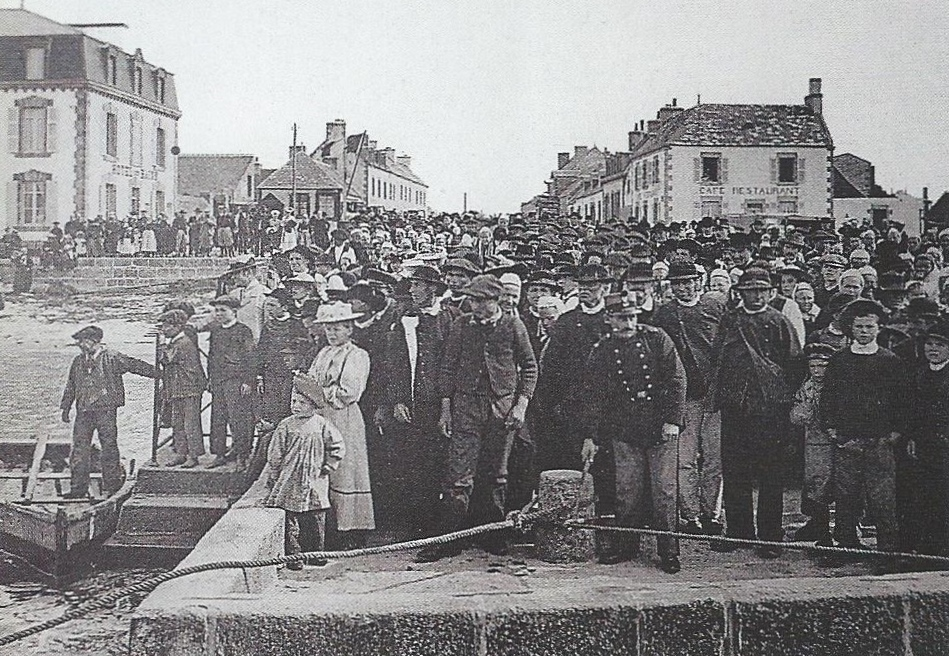
Le départ des régates de Loctudy au début du XXe siècle.

Le pardon de la chapelle du Croaziou, dénommé par l'auteur chapelle de Keruno, est ainsi décrit en 1904 par Henri Reverdy : « Tout Loctudy aujourd'hui est en l'air (...). La grande route, l'unique rue, est sillonnée par des groupes de promeneurs qui viennent à la fête, des paroisses voisines : les femmes de Pont-l'Abbé, au bonnet de velours pailleté, aux plastrons éclatants ornés d'étranges arabesques jaunes, aux jupes superposées bordées d'un liseré orange, coudoient les élégantes de Bénodet aux coiffes blanches sur transparent rose ou bleu, aux grandes collerettes plissées, aux jupes sombres uniquement parées de bandes de velours noir. Les hommes ont de petites vestes courtes ouvertes sur des gilets brodés, de lourds chapeaux laissant pendre vers l'arrière des rubans de velours ; quelques-uns, venus de l'intérieur des terres, ont encore des vestes bleues à grands boutons. (...) Elle est bien pauvre cette chapelle, avec ses grands murs blanchis à la chaux et ses dalles de pierre. Il y a foule cependant. (...) ».
Les dernières décennies du XIXe siècle et le début du XXe siècle virent de début de l'essor du tourisme dans la région avec la construction de nombreuses villas, certaines de véritables châteaux, habitées par des notables, parfois des aristocrates, souvent fortunés, comme Marie de Kerstrat (qui fit construire vers 1890 un ensemble de trois villas au Suler pour accueillir des touristes, ce qui est considéré comme le premier « village de vacances » de Basse-Bretagne), Marie-Thérèse de Cabarrus [épouse de Claude Saint-Armand Martignon] (qui fait construire en 1881 le château de Langoz), les familles Le Normant des Varannes, Briant de Laubrière, etc. auxquelles il faut ajouter la famille Penfentenyo, loctudiste depuis longtemps.

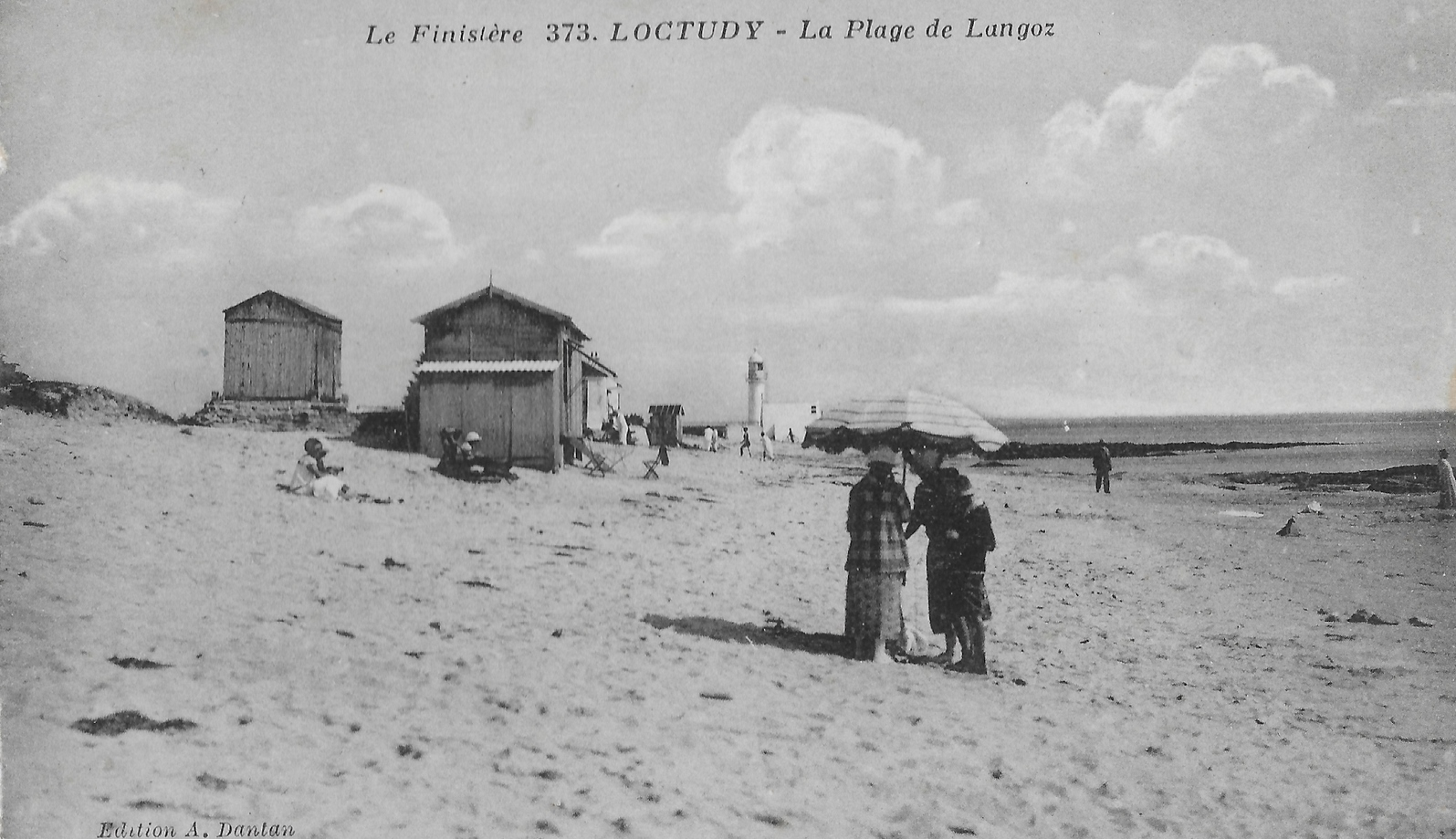
Loctudy : la plage de Langoz vers 1922 (carte postale).

Loctudy est alors une station balnéaire « plutôt aristocratique »; la plage de Langoz notamment est fréquentée dès la fin du XIXe siècle. De nombreux peintres (par exemple Maurice Denis, Maxime Maufra, Tito Salas, ...) séjournent aussi à Loctudy. Depuis 1884, la Société des régates de l'Île-Tudy-Loctudy, animée entre autres par Maurice Briant de Laubrière et le comte Arthur de Coëtlogon, propriétaire du manoir de La Forest en Loctudy, organisa des régates pour les estivants, ce qui a continué pendant l'Entre-deux-guerres. Une importante vie mondaine existe alors chez les notables de Loctudy, comme l'illustre par exemple le journal Le Figaro du 8 août 1910 qui décrit une réception chez le comte et la comtesse Le Nepvou de Carfort dans leur manoir de la Forest.

#### La Première Guerre mondiale

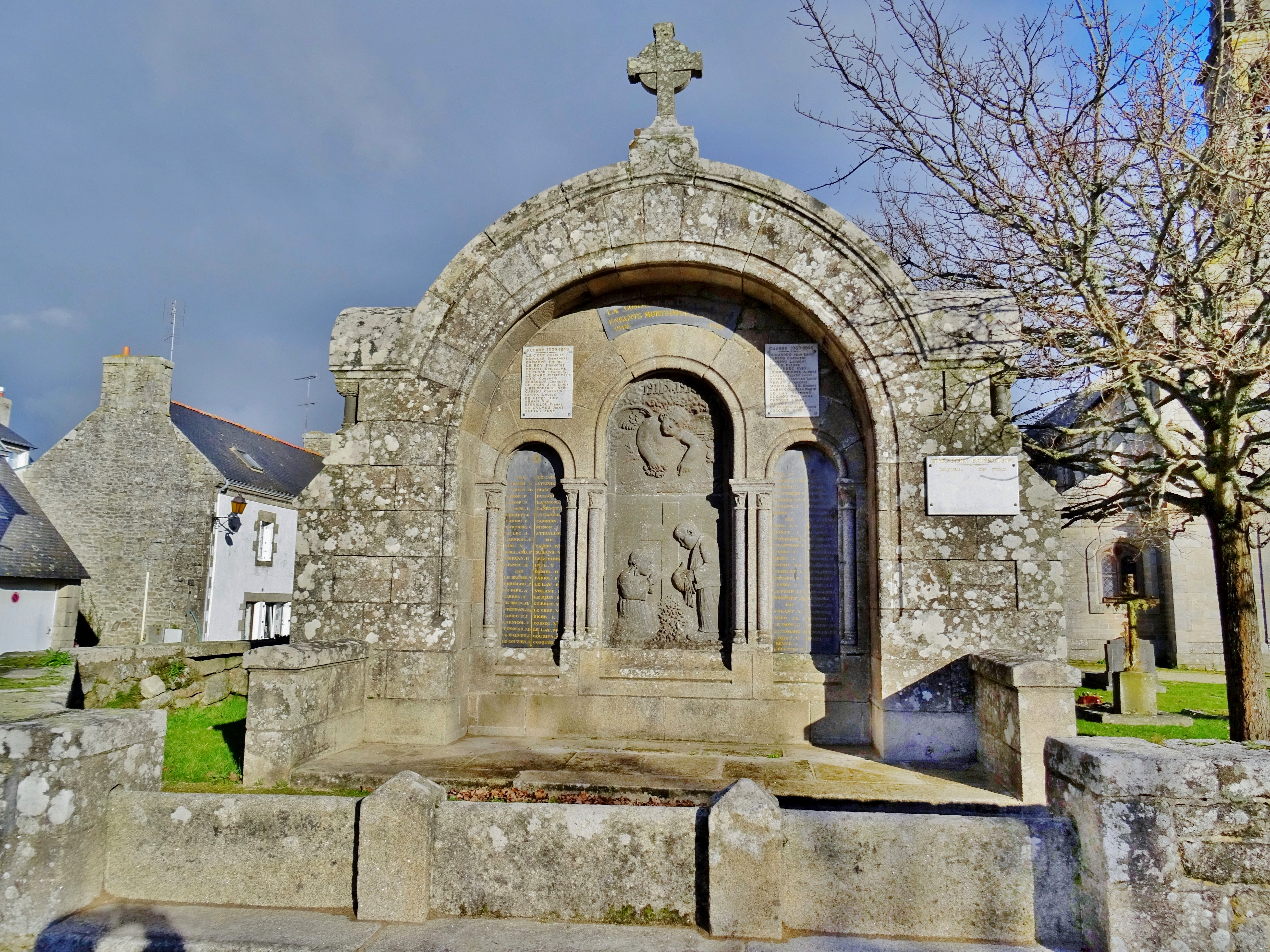
Le monument aux morts de Loctudy (sculpteur : Émile Bickel).

Le monument aux morts de Loctudy, édifié en 1920 par l'architecte Charles Chaussepied et le sculpteur Émile Bickel, porte les noms de 109 soldats morts pour la France pendant la Première Guerre mondiale ; parmi eux, deux au moins (André Le Pape, Yves Riou) sont morts en Belgique, huit marins au moins (Sébastien Cossec, Grégoire Goascoz, Auguste Le Guirriec, Noël Le Pape, Jean Le Pempe, Jean Le Roux, Isidore Monot, Yves Paul) sont morts en mer, un marin est décédé à Ferryville (Tunisie), un autre marin (Corentin Le Tareau) dans l'île de Lemnos (Grèce), un autre marin (Pierre Cariou) a été tué à Bitola, alors dénommée Monastir, en Macédoine ; deux soldats au moins (Jean Thomas, Pierre Le Cloarec) sont morts alors qu'ils étaient prisonniers en Allemagne. La plupart des autres sont des soldats décédés sur le sol français ; parmi eux Corentin Cochou a été décoré de la Médaille militaire et de la Croix de guerre avec étoile de vermeil.
Grégoire-Vincent Goasgoz, marin à bord de l' Inkerman, un chalutier armé de la classe Navarin, venant d'être construit par les Canadiens à Fort William, fait partie des victimes de la disparition de l' Inkerman et du Cerisoles lors de leur traversée du Lac Supérieur alors qu'ils s'apprêtaient à rejoindre la France le 24 novembre 1918.

#### La conserverie Le Gall

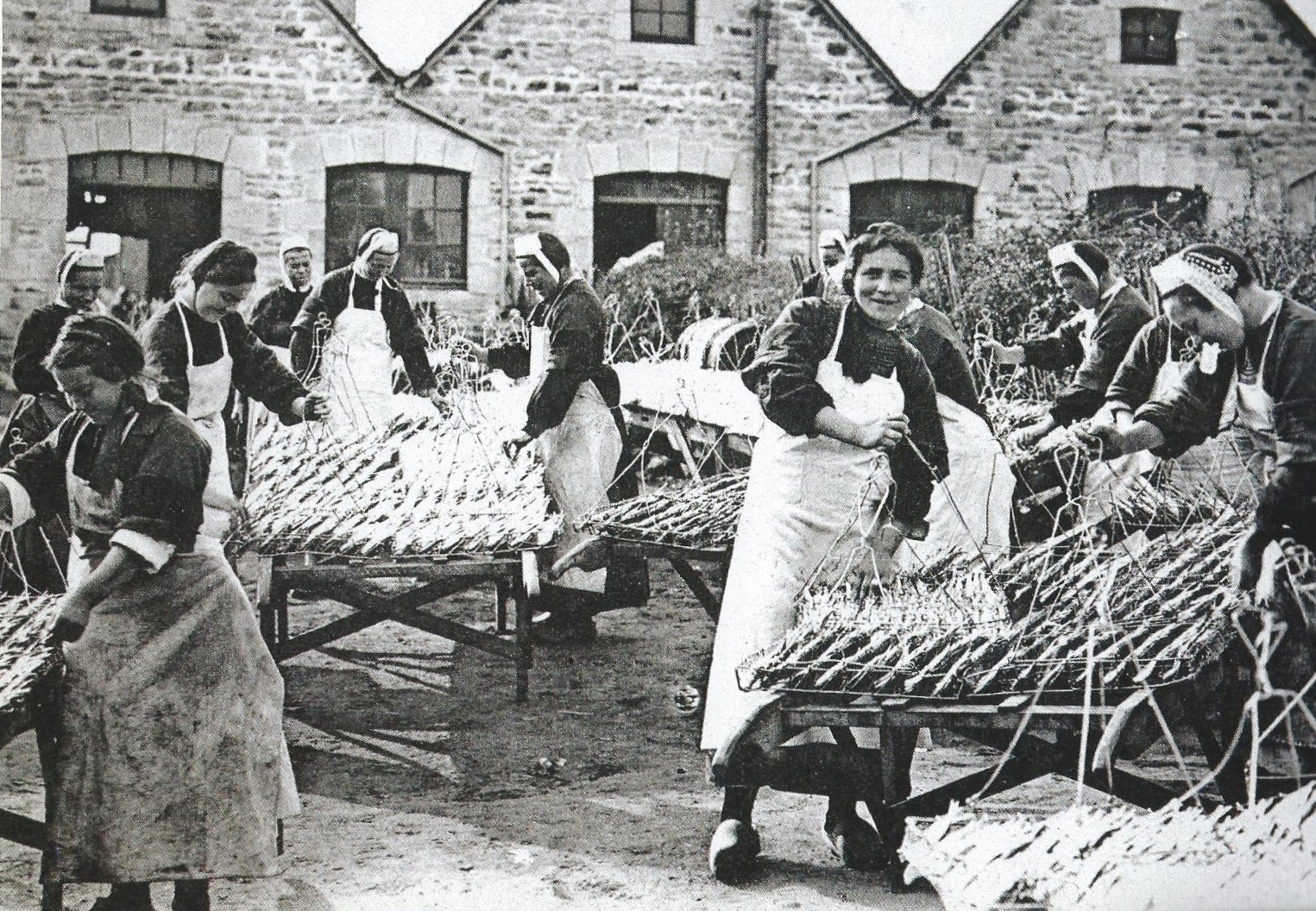
La conserverie Vallière de Loctudy en 1906.

Au début du XXe siècle, la conserverie de sardines Vallière, crée en 1901 par un exportateur de pommes de terre, Jean-Marie Vallière de Fillières, et devenue conserverie Veuve Vallière-Desfilière, employait près de 60 ouvrières. Une première grève dure éclate en 1906. Le 22 septembre 1909, le journal L'Aurore écrit que « les friteuses de l'usine Vallière se sont mises en grève, réclamant 20 centimes de l'heure à partir de l'instant où elles arrivent à l'usine, qu'il y ait ou non du poisson à mettre en boîtes ». Cette usine doit cesser provisoirement son activité en 1916 en raison de problèmes d'approvisionnement. Elle est rachetée par un armateur et mareyeur d'origine douarneniste, Alexis Le Gall, et reprend son activité en 1919. L'usine est prospère pendant la décennie 1920, l'usine est agrandie, dotée d'un étage supplémentaire, d'un séchoir, de sertisseuses et d'un autoclave.

« Une cloche avertit de l'entrée des bateaux au port. Les ouvrières signalent leur arrivée à la contre-maîtresse, car il n'y a pas de pointage : une confiance absolue règne au sein de l'entreprise. La plupart des ouvrières sont adroites, honnêtes et généreuses et doivent suivre un règlement intérieur assez strict, qui leur interdit par exemple de parler pendant les heures de travail, établies de manière suivante : 8h-12h et 14h-19h. Parfois le travail se poursuit jusqu'à minuit, voire une heure du matin : Mme Le Gall prépare alors du café pour les ouvrières et chante avec elles des chansons populaires ou mieux des chants bretons. (...) La production des conserves est importante d'avril à septembre. Durant la saison morte, l'usine ferme. (...) Le poisson arrive à l'usine, livré dans des paniers en osier. Il faut le peser, le laver et le saumurer. Les femmes disposent les sardines sur des tables de séchage en forme de civière, qui sont exposées au soleil à la belle saison pour accélérer le séchage. Ensuite, les ouvrières étêtent les sardines sur de grandes tables et les placent dans des grilles métalliques où les rangées sont inclinées à 45° pour la cuisson. Celle-ci a lieu dans de grandes bassines, dont le fond est garni de gros tuyaux en cuivre dans lesquels circule la vapeur. (...) Viennent alors l'emboîtage, le remplissage d'huile ou de sauces à la composition jalousement gardées et le sertissage. Les boîtes remplies et serties passent alors à l'autoclave pour la stérilisation et dans un « bain de sciure » pour l'essuyage. Il ne reste plus qu'à les disposer dans des caisses en bois pour l'expédition. »

Mais dès la décennie 1930, l'usine a du mal à faire face à la concurrence étrangère et Alexis Le Gall ferme l'usine en 1955. Ses locaux et machines restent entretenus ; un projet de musée existe. L'ensemble est inscrit puis classé au titre de monument historique, respectivement le 24 février 2014, puis le 24 février 2016. Le musée Ancienne conserverie Alexis Le Gall ouvre ses portes le 19 septembre 2021.

#### L'Entre-deux-guerres

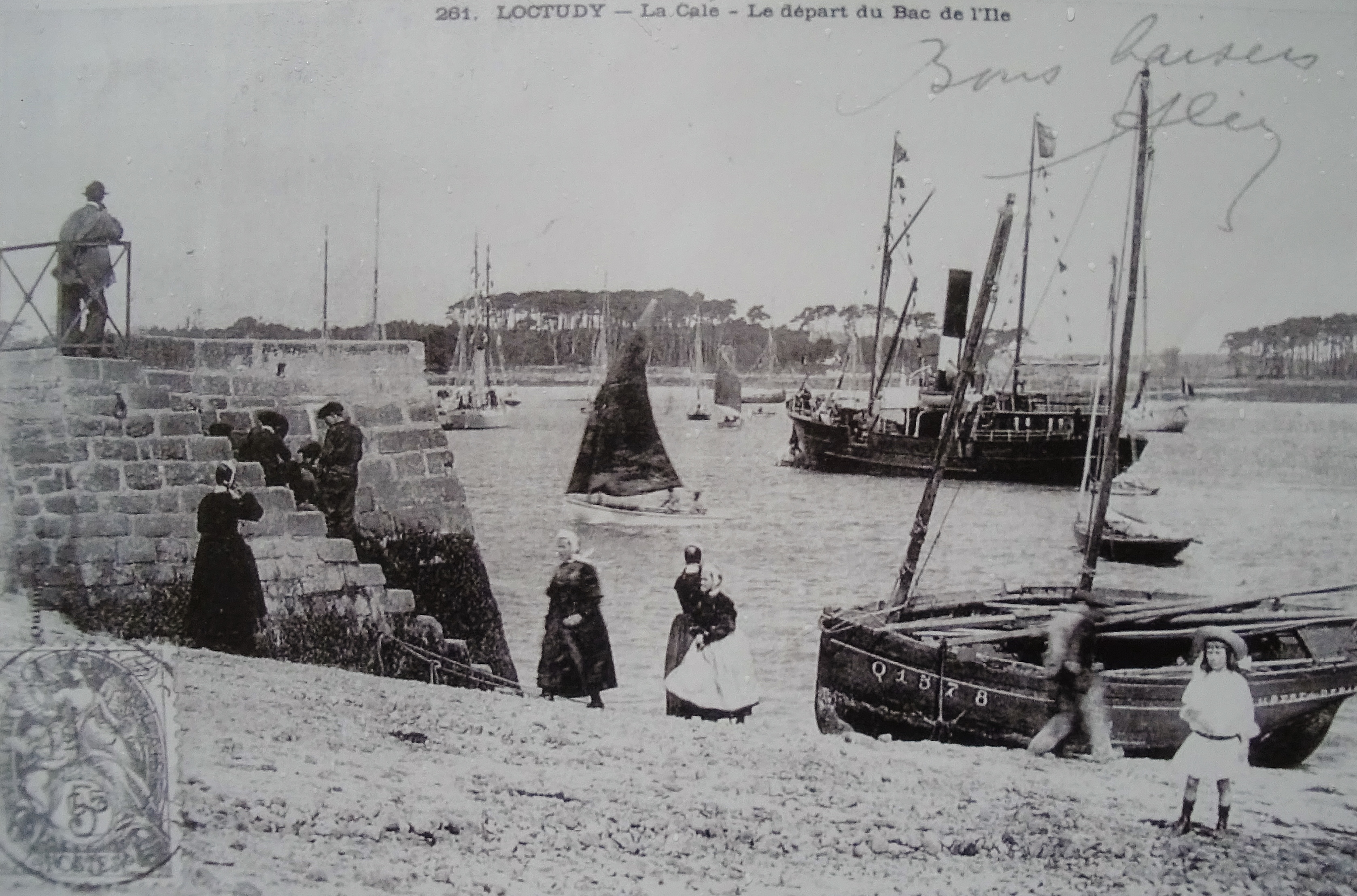
Loctudy : le départ du bac vers l'Île-Tudy vers 1920 (carte postale).

En 1924, un industriel, Roussel, crée à Kéroulizic [Kervilzic], une usine de fabrication d'iode. Une autre usine « Roussel et Thévenin » existait antérieurement à Larvor ; l'un de ses copropriétaires, Louis Thévenin, fut victime d'un accident, l'explosion d'une essoreuse, en juillet 1914. La récolte du goémon est alors une activité importante comme l'illustre cette description datant de 1936 :

« Il faut voir, en décembre, janvier, février, sur les grèves de (...) Loctudy, ces bandes de gamins en sabots pataugeant dans les flaques, les mains rouges, le visage tuméfié à force d'être battu par le vent froid, qui ramassent les grands laminaires, les stipes courts à grosse racine, particulièrement riches en iode. Parfois ils s'en vont les chercher jusque dans la mer, avançant avec peine dans l'eau glacée où ils plongent jusqu'à la taille. Les femmes entassent sur des civières pour les transporter aux lieux de séchage, les grandes brassées lourdes d'eau que les enfants ont rassemblées. »

À la suite d'une fondation créée par Joseph-Georges Astor (fils de Joseph Astor) avant son décès survenu en 1928, une école de broderie (un atelier de tapis ouvrit aussi, mais ce fut un échec) ouvre en 1931 dans le domaine de Kerazan, dépendant de l'Institut de France, afin de procurer un gagne-pain aux jeunes filles du pays.
L'arrivée du doryphore à partir de 1931 provoqua la fin des exportations de pommes de terre ; les agriculteurs (150 exploitations agricoles environ existaient alors) durent se reconvertir vers la culture des primeurs, des céréales et la pratique de l'élevage.
Le 20 juillet 1933, les dockers de Loctudy refusèrent de décharger la cargaison de bois d'un vapeur allemand, le Clare-Gammerto, de Kiel, tant que celui-ci arborait le pavillon hitlérien à croix gammée.
En 1934, Loctudy possède 4 chantiers navals qui construisent cette année-là 25 bateaux de pêche ; les chantiers navals ne sont plus que 3 en 1936 (15 bateaux construits) et en 1945 (17 bateaux construits). Le nouveau quai nord est inauguré en 1939.
En 1935, la construction de la digue de Langoz permit la construction de la route littorale et facilita l'accès à la plage de Langoz, alors très fréquentée par les estivants, mais aussi par les goémoniers. Le 15 juillet 1935, le maire Charles Jehan de Penfentenyo prit un arrêté municipal décidant que « les baigneurs des deux sexes doivent être revêtus d'un costume de bains voilant la partie supérieure des jambes, des bassins et du torse » afin de protéger la moralité publique.
En 1937, le nombre des estivants à Loctudy, séjournant tant à l'hôtel que chez l'habitant, est estimé à 5 à 6 000 personnes. Le « Cercle nautique de Loctudy » est créé en 1937.
L'école privée Saint-Tudy, qui servit de colonie de vacances pendant l'été, fut inaugurée le 30 octobre 1938.
Environ 300 réfugiés républicains espagnols furent hébergés au centre de vacances du Dourdy à partir d'août 1937.

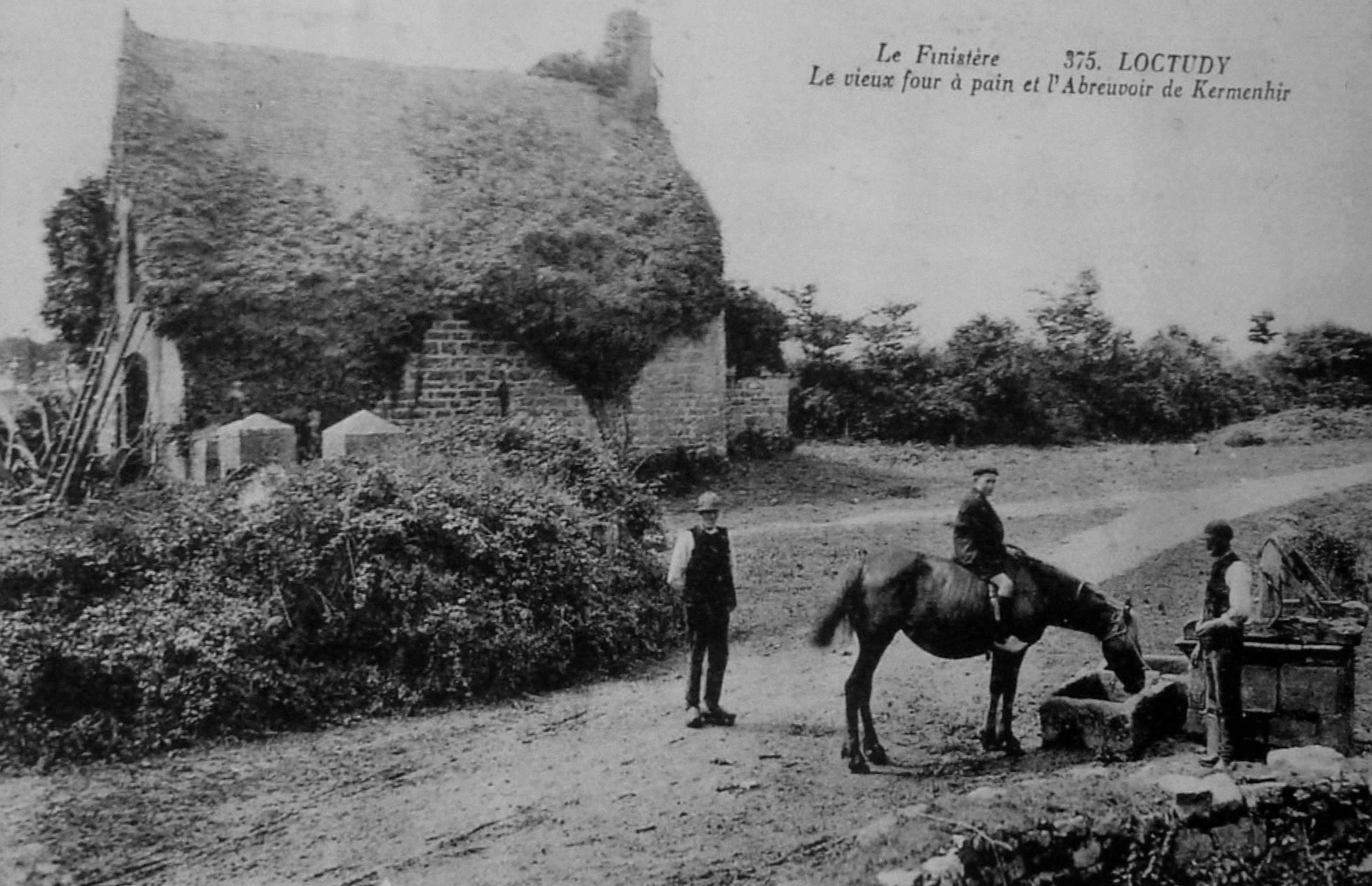
Loctudy : le vieux four à pain et l'abreuvoir de Kermenhir (carte postale A. Danlan, vers 1920).
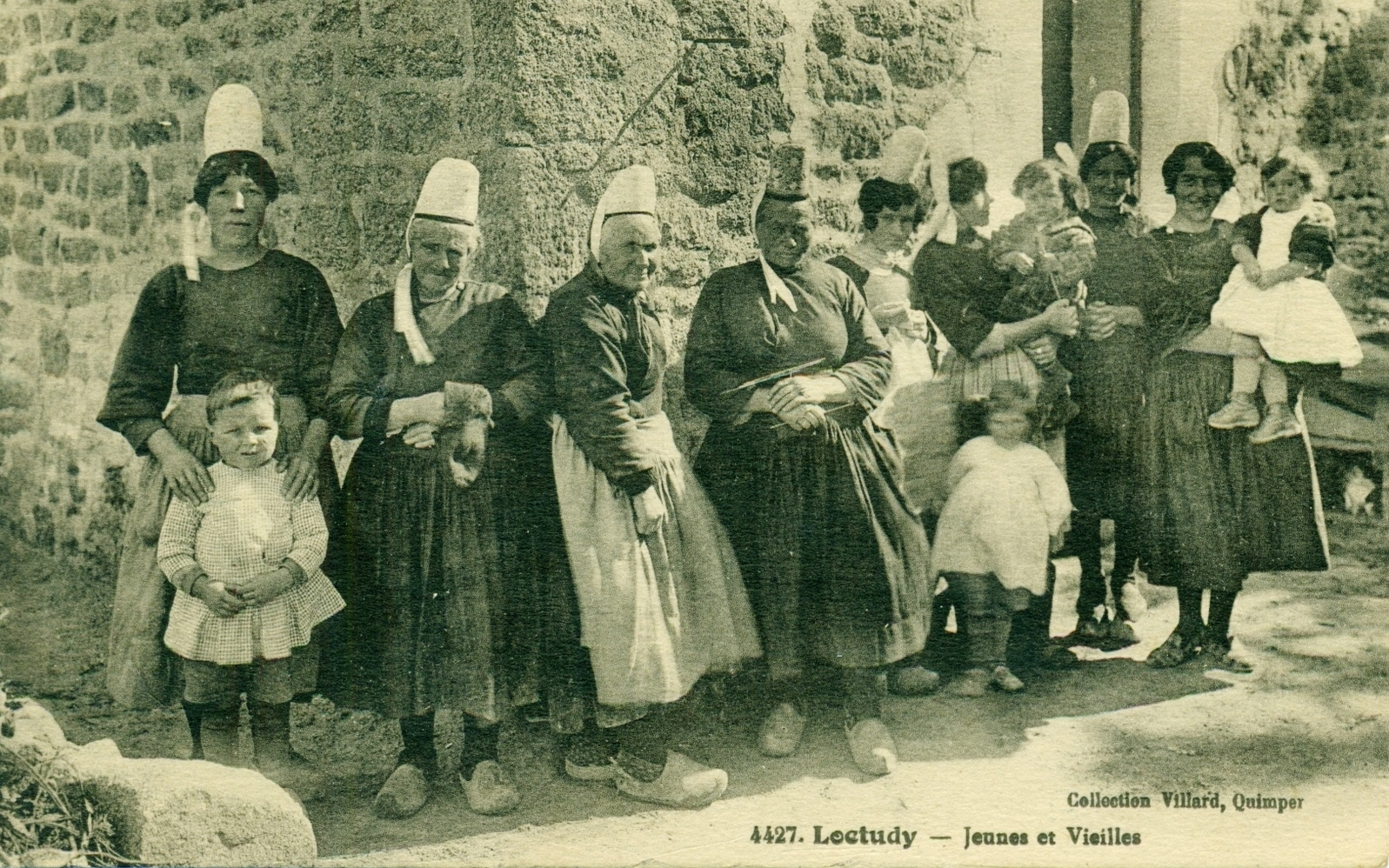
Jeunes et vieilles de Lotudy vers 1930 (carte postale Villard).
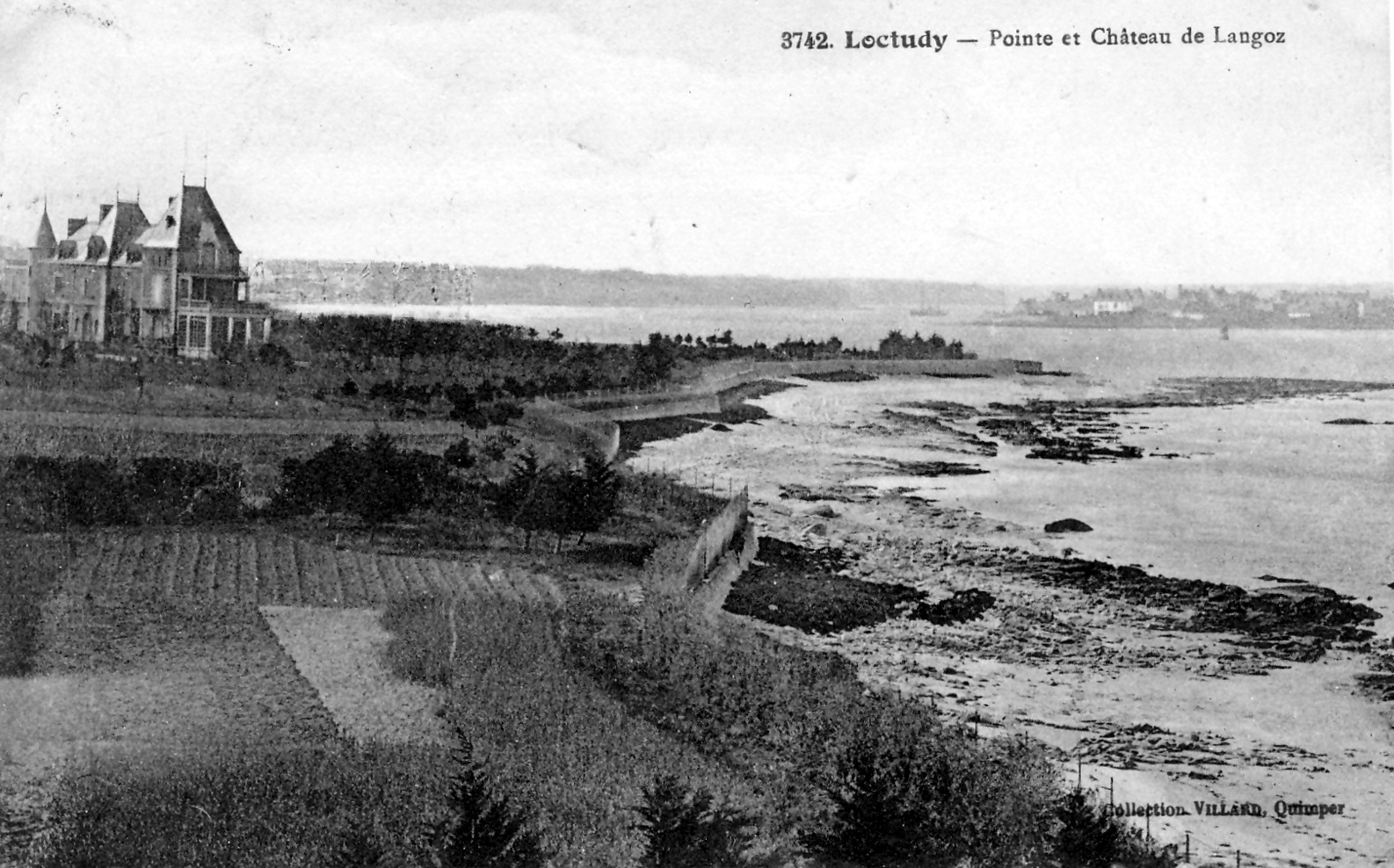
Loctudy : la pointe et le château de Langoz vers 1925 (carte postale Villard).
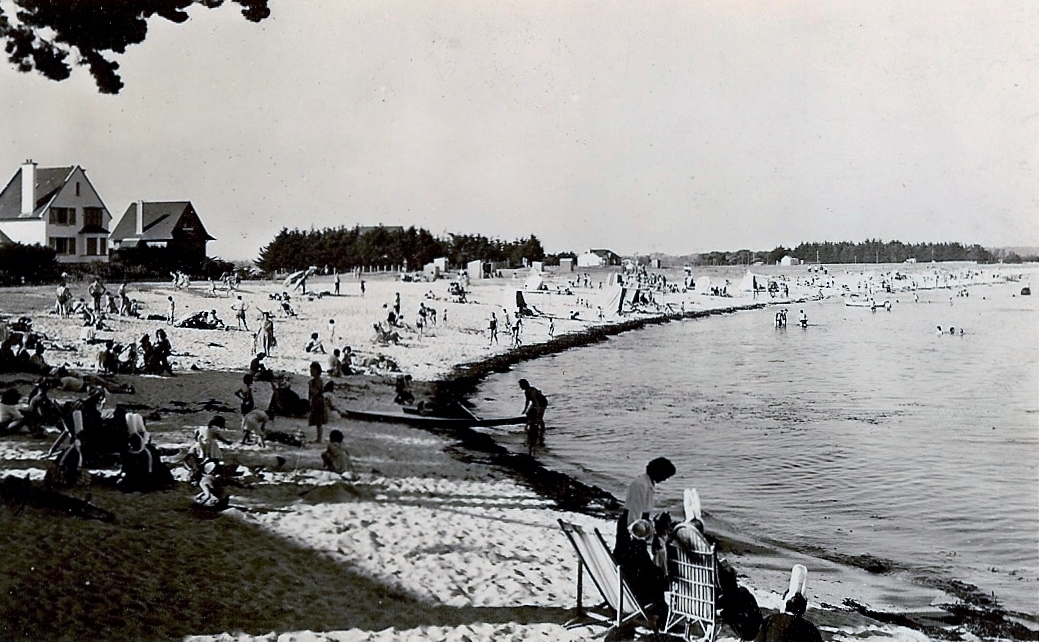
La plage de Kervilzic (Lodonnec) vers 1939 (carte postale).

La collecte des ordures ménagères est inaugurée en juillet 1939 « au moyen d'un tombereau qui passera en été trois fois par semaine (...) et une fois en hiver ».

#### La Seconde Guerre mondiale à Loctudy

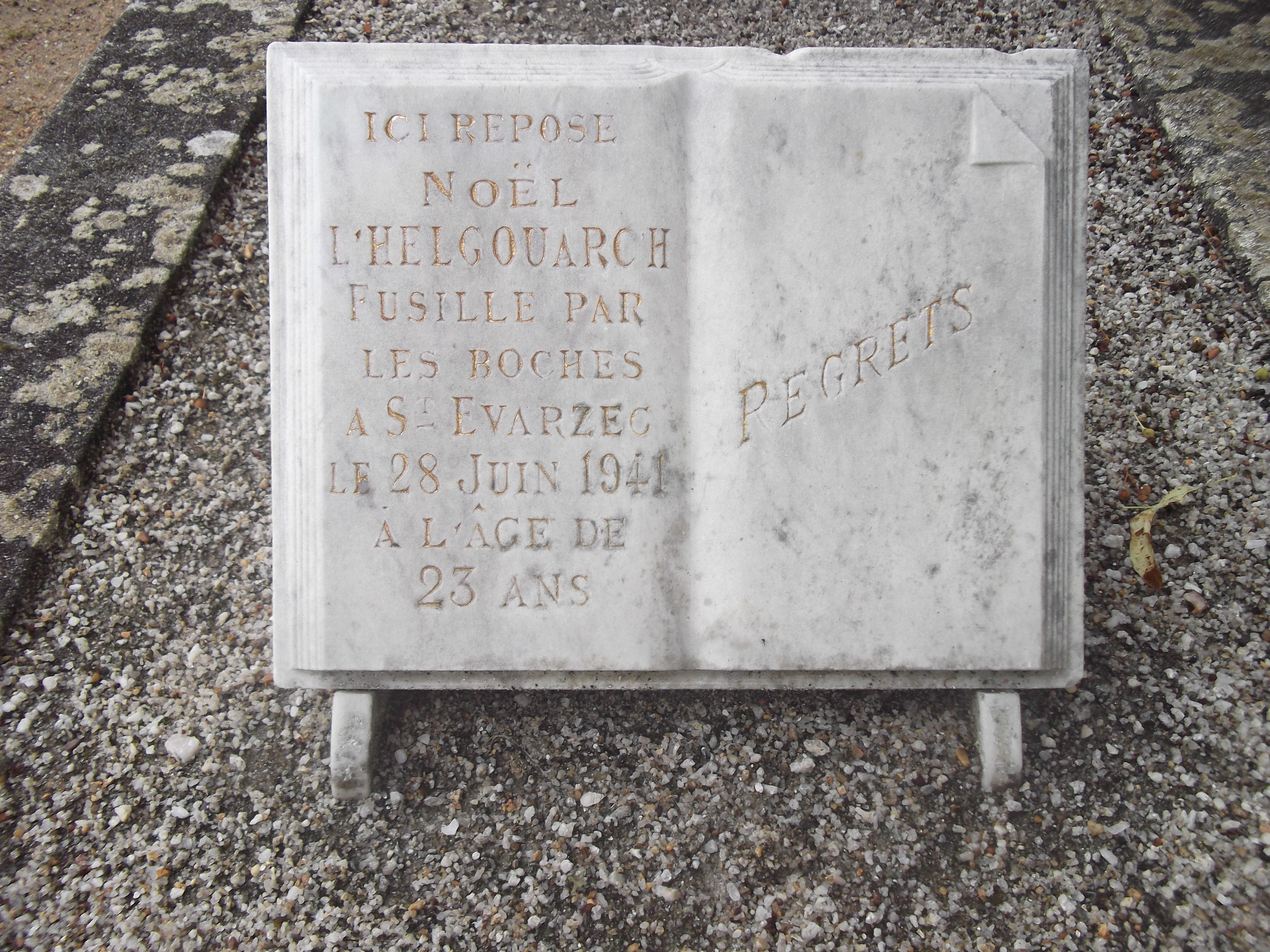
Au nord-ouest du cimetière, dans l'îlot consacré aux victimes des conflits du XX, cette plaque qui rappelle le contexte douloureux et violent de la Seconde Guerre mondiale :
« Ici repose Noël L'Helgouarc'h Fusillé par les Boches à Saint-Evarzec le 28 juin 1941, à l'âge de 23 ans ».

Pendant la drôle de guerre, près de deux mille réfugiés, du Nord de la France pour la plupart, sont logés à Loctudy. Le 20 juin 1940, les Loctudistes virent le premier détachement allemand pénétrer dans la commune, réquisitionner plusieurs hôtels et installer sa kommandantur au château de Langoz. Étant donné l'étendue littorale du territoire communal, les conditions de circulation furent limitées et un Ausweis indispensable pour qui voulait en sortir, la pêche fut limitée à certains secteurs et rendue encore plus difficile du fait du manque de carburant.
Le 10 juillet 1940, le député de la circonscription de Loctudy, Albert Le Bail, refuse d'accorder les pleins pouvoirs au maréchal Pétain.
Le monument aux morts de Loctudy porte les noms de 46 personnes mortes pour la France pendant la Seconde Guerre mondiale. Au cours de la campagne de France, quatorze Loctudistes trouvèrent la mort, un (Pierre Biger) décédant au Luxembourg. Cent neuf combattants de l'armée de terre furent prisonniers en Allemagne et plusieurs y trouvèrent la mort, par exemple Guillaume Friant, Corentin Gueguen, Joseph Le Lay. La Marine nationale étant maintenue malgré les clauses drastiques de l'armistice du 24 juin 1940, les marins furent généralement démobilisés, mais plusieurs marins loctudistes moururent toutefois pendant ce conflit tels Pierre Cariou, Louis Chever, Emmanuel Daoulas, Hervé Le Dizet, Georges Le Faou, François Le Floc'h, Sébastien Le Taro, Henri Pochic, Laurent Quiniou, Pierre Quéméré. Charles Lecerf est décédé le 13 décembre 1941 en Suisse. Trois Loctudistes gagnèrent les rangs de la France libre. Six Loctudistes maintenus en service subirent, le 3 juillet 1940, l'attaque anglaise de Mers-El-Kébir, jetant la population locale dans l'incompréhension, le Royaume-Uni étant considéré par beaucoup, malgré l'armistice du 22 juin 1940, l'allié de la France.

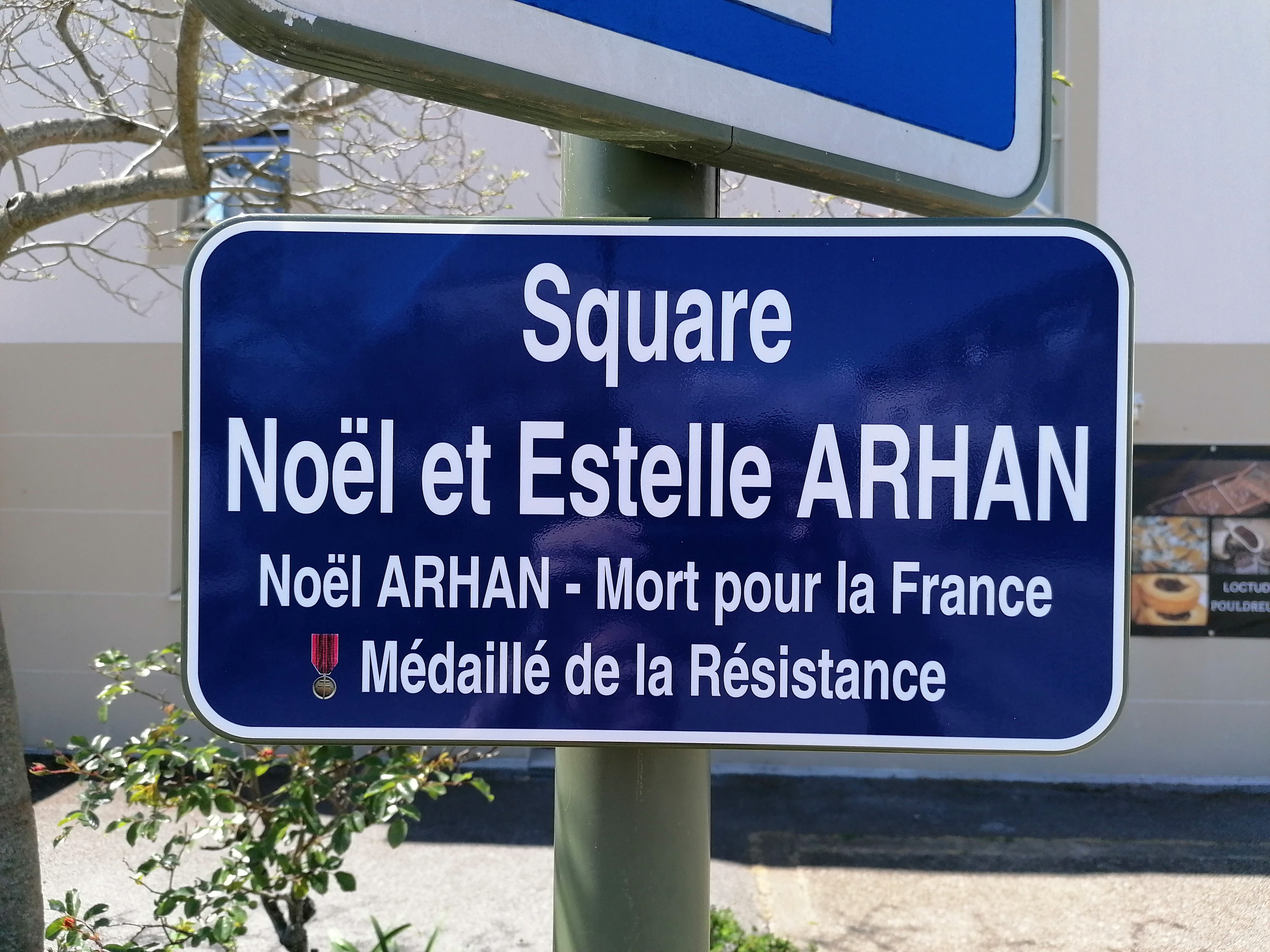

Noël Arhan, à peine sorti de l'adolescence, et sa mère Estelle Arhan, firent partie du réseau de résistance Buckmaster, puis de la Confrérie Notre-Dame. Noël Arhan organisa le recueil de renseignements stratégiques transmis à Londres et œuvra dans le sauvetage d'aviateurs américains. Pourchassé par la Gestapo, il dut se cacher et mourut à la suite d'une septicémie à l'hôpital Necker le 6 avril 1944, n'ayant pas encore 20 ans.
En leur hommage, un square est inauguré le dimanche 8 mai 2022.
Deux résistants originaires de Loctudy portent le même nom, Corentin Cariou : l'un, Corentin Cariou, né le 13 décembre 1898 à Loctudy, militant syndical CGTU et conseiller municipal communiste du 19e arrondissement de Paris pendant l'Entre-deux-guerres, est arrêté en 1940, transféré au camp de Châteaubriant, puis en février 1942 au camp de Royallieu à Compiègne et fusillé le 7 mars 1942 ; son homonyme, Corentin Marie Cariou, né à Loctudy le 21 décembre 1922, est arrêté comme résistant, il est déporté de Compiègne-Royallieu le 14 décembre 1943. Il arrive à Buchenwald le 16. Il meurt peu après, le 25 janvier 1944, à 21 ans, au camp de concentration de Dora. Une résistante est aussi morte en déportation : Louise Coupa, déportée à Ravensbrück, puis à Sachsenhausen, décédée le 10 mai 1945 à Bergen-Belsen ; un autre résistant, Noël L'Helgouarch, âgé de 23 ans, a été fusillé le 28 juin 1941 à Saint-Evarzec (Finistère).
Un lycée fonctionna provisoirement pendant la Seconde Guerre mondiale à Ker-Kerrek, afin de scolariser les nombreux adolescents réfugiés à Loctudy.
Le phare de Langoz, occupé par les Allemands à partir du 22 juin 1940 fut décapité par la Kriegsmarine le 4 août 1944 ; il fut restauré après la guerre.

#### L'après Seconde Guerre mondiale
L'électrification de la commune, commencée en 1923, s'achève en 1950 dans le quartier de Larvor et la construction du réseau d'eau potable quelques années plus tard.
Entre 1945 et 1960, après la destruction de Brest, l'École nationale des mousses et maistranciers s'est installée dans le domaine du Dourdy sur les bords de la rivière de Pont-l'Abbé. Quelque 8 000 jeunes y ont été formés aux métiers du pont.
Jean Le Reun, maréchal des logis-chef, est mort pour la France le 8 avril 1946 à Saïgon pendant la Guerre d'Indochine.
En 1953, Suzanne Masson fait construire sur la corniche de Penhador en Loctudy un village d'enfants de l'association Fondation Mouvement pour les Villages d'Enfants.
Loctudy a connu entre 1950 et 1983 une profonde mutation faite du déclin de l'agriculture (60 exploitations agricoles seulement subsistent en 1975) et du petit
commerce. Le port de pêche est né seulement après la Seconde Guerre mondiale. Ce sont les paysans-marins de Larvor qui se sont lancés les premiers à l'assaut des mers. Les pêcheurs locaux vendirent d'abord leur pêche à Guilvinec et à Concarneau, la criée de Loctudy étant inaugurée seulement en 1965. En raison de l'expansion de la pêche (grâce à l'utilisation de bateaux plus performants, les malamocks, Loctudy devint pendant les décennies 1950 à 1970 le cinquième port de pêche de France) et du tourisme (vers 1970, Loctudy, dont la population permanente est alors de 3 500 habitants, s'élève à environ 20 000 personnes pendant la saison estivale. Le premier hangar à poissons est construit en 1955 et la criée en 1965.
Marcel Cariou, originaire de Larvor, ancien patron de chantier naval, fut adjoint au maire de Loctudy pendant 4 mandats successifs entre 1965 et 1989. Sa vie et celle des habitants de Larvor à cette époque est racontée dans le livre Itinéraire d'un enfant de Larvor.
Vers 1969 le frère Girard, frère de Saint-Gabriel, fit au moins 14 victimes d'abus sexuels parmi les élèves de l'École Saint-Tudy de Loctudy. Ce n'est que plus de 50 ans après les faits que la parole des victimes se libéra ; une journée de reconnaissance a été organisée le 12 mai 2023 au siège de la congrégation des Frères de Saint-Gabriel à Saint-Laurent-sur-Sèvre.
Certaines de ces victimes ont été reçues par le pape François le 28 novembre 2023 ; celui-ci leur a demandé pardon.
Le transfert à Brest en 1960 des Écoles des mousses et de maistrance qui étaient depuis 1945 implantées au Dourdy, fut vécu douloureusement à Loctudy.
La première discothèque bigoudène, « Le Trou », ouvre à Loctudy le 4 juillet 1962.
Commune traditionnellement paysanne, Loctudy a connu une urbanisation importante à partir de la décennie 1960, aux alentours du bourg, mais aussi par mitage généralisé de l'espace agricole, et surtout par la prolifération des constructions le long du front de mer, où les maisons se succèdent désormais presque sans interruption depuis le bourg jusqu'à la palue du Cosquer, la bétonnisation du littoral y étant presque totale.

### LeXXIesiècle

#### Le naufrage duBugaled Breizh
Le Bugaled Breizh (« Enfants de Bretagne ») est un chalutier de Loctudy qui a coulé subitement le 15 janvier 2004 au large du Cap Lizard, provoquant la mort de ses cinq marins.

#### Le déclin du port de pêche
Au début des années 2000, on comptait encore une quarantaine de bateaux de pêche en exploitation à Loctudy. La société Hent ar Bugale a été créée en 2010 par des mareyeurs locaux dans le but d'assurer la pérennité du port de pêche. Mais en 2020, il ne subsistait plus que 8 bateaux vieillissants (dont 6 hauturiers) qui embarquaient 35 navigants. L'effondrement des prix lié à la crise sanitaire de la Covid-19 et le Brexit ont aggravé les difficultés.
De 2006 à 2012, la valeur des ventes sous criée passe de 31,2 à 10 millions €, soit une baisse de 67,9 %. En 2012, Loctudy se situe en valeur à la 21e place des ports français. La production de l'année représente 2 992 t (- 4 % par rapport à 2011) pour une valeur de 10 millions € (- 13 %) et un prix moyen au kilo de 3,35 € (-10 %).
En 2012, les principales espèces vendues en criée sont :
- l'églefin (541 t, pour une valeur de 0,6 million €, à un cours moyen de 1,16 €) ;
- le cabillaud (527 t, pour une valeur de 1,5 million €, à un cours moyen de 2,89 €) ;
- la lotte (413 t, pour une valeur de 2 millions €, à un cours moyen de 4,92 €) ;
- la langoustine sud (230 t, pour une valeur de 2,1 millions €, à un cours moyen de 9,32 €) ;
- la raie (205 t, pour une valeur de 0,4 million €, à un cours moyen de 1,99 €)[149].

En 2018, la criée de Loctudy a commercialisé 2 877 tonnes de poissons pour une valeur de 11 805 000 euros. En 2019, 2 599 tonnes ont été débarquées et seulement 2 004 tonnes en 2020.
En 2023, la crainte de la fermeture de la criée, en raison de la diminution des apports de poissons dû à un plan de sortie de pêche, mobilise les professionnels : 300 emplois locaux sont directement concernés. En 2023 seulement 2 222 tonnes de poissons ont été débarquées à Loctudy (-19,68 % par rapport à 2022) pour une valeur de 10 426 000 euros ; l'existence même de la criée est menacée, car son exploitation est gravement déficitaire. En raison du plan de sortie de pêche de 2023, le nombre des bateaux hauturiers débarquant à Loctudy est passé de 8 à 5.

## Politique et administration

### Liste des maires
| Période                                  | Période  | Identité                           | Étiquette | Qualité |
| ---------------------------------------- | -------- | ---------------------------------- | --------- | --- |
| 1790                                     | 1790     | Pierre Alain Denis                 |           | |
| 1790                                     | 1791     | Yves Le Brun                       |           | |
| 1791                                     | 1792     | Jean Le Roux                       |           | |
| 1792                                     | 1795     | Michel Le Coader                   |           | Cultivateur |
| 1795                                     | 1795     | Jean Péron                         |           | |
| 1795                                     | 1797     | Michel Le Coader                   |           | Cultivateur ; déjà maire de 1792 à 1795                                                                                      |
| 1797                                     | 1799     | Michel Le Corre                    |           | |
| 1799                                     | 1800     | Jacques Daniel                     |           | |
| 1800                                     | 1823     | Jean René Furic de Kerguiffinan    |           | Propriétaire terrien; résidait au manoir de Kerguiffinan                                                                     |
| 1823                                     | 1839     | Pierre Jean Le Cléac'h             |           | Cultivateur ; décédé dans l'exercice de ses fonctions.                                                                       |
| 1839                                     | 1843     | Guillaume Le Cléac'h               |           | Cultivateur ; demi-frère de Pierre Jean Le Cléac'h, le maire précédent.                                                      |
| 1843                                     | 1852     | Alphonse de Penfentenyo            |           | Commissaire de marine |
| 1853                                     | 1861     | Corentin Monfort                   |           | Marchand. Il lance les travaux du port de Poulavillec et soutient la poldérisation des marais du Ster Kerdour.               |
| 1861                                     | 1869     | Aimé Briant de Laubrière           |           | Nommé maire par arrête préfectoral ; habitait le manoir de la Forest                                                         |
| 1869                                     | 1871     | Louis Toulemont                    |           | Cultivateur. |
| 1871                                     | 1875     | Aimé Briant de Laubrière           |           | Nommé maire par arrête préfectoral                                                                                           |
| 1875                                     | 1876     | Laurent Le Cléac'h                 |           | |
| 1876                                     | 1911     | Louis Toulemont                    |           | Déjà maire entre 1869 et 1871. Révoqué en 1877, mais premier maire élu en 1878, les précédents étaient nommés par le Préfet. |
| 1911                                     | 1925     | Marcel Derrien                     | DVD       | Directeur d'une usine de fabrication d'iode                                                                                  |
| 1925                                     | 1926     | Pierre Biger                       | DVG       | Décède dans l'exercice de ses fonctions                                                                                      |
| 1926                                     | 1935     | François Bargain                   | DVG       | |
| 1935                                     | 1950     | Charles Marie Jehan de Penfentenyo | DVD       | Général de division ; maire pendant l'Occupation, il protégea la population. Il meurt dans l'exercice de ses fonctions.      |
| 1950                                     | 1983     | Sébastien Guiziou                  | DVD       | |
| 1983                                     | 1995     | Joël Andro                         | RPR       | Il fit démarrer les travaux de construction du port de plaisance de Loctudy.                                                 |
| 1995                                     | 2001     | Gustave Jourdren                   | DVD       | Commissaire général de division aérienne. Son nom a été donné à la médiathèque de Loctudy créée pendant son mandat.          |
| 2001                                     | 2014     | Joël Piété                         | DVD       | Retraité Fonction publique                                                                                                   |
| 2014                                     | 2022     | Christine Zamuner                  | DVD       | Retraitée Fonction publique. Démissionne le 26 décembre 2022 pour raisons personnelles.                                      |
| 2023                                     | en cours | Serge Guilloux                     | Centriste | Élu maire le 6 janvier 2023.                                                                                                 |
| Les données manquantes sont à compléter. |          |                                    |           | |

### Jumelages
- Fishguard (Pays de Galles)
- Ribadeo (Espagne)

## Population et société

### Démographie
L'évolution du nombre d'habitants est connue à travers les recensements de la population effectués dans la commune depuis 1793. Pour les communes de moins de 10 000 habitants, une enquête de recensement portant sur toute la population est réalisée tous les cinq ans, les populations de référence des années intermédiaires étant quant à elles estimées par interpolation ou extrapolation. Pour la commune, le premier recensement exhaustif entrant dans le cadre du nouveau dispositif a été réalisé en 2007.
En 2022, la commune comptait 4 043 habitants, en évolution de −0,2 % par rapport à 2016 (Finistère : +2,16 %, France hors Mayotte : +2,11 %).
| 1793 | 1800  | 1806  | 1821  | 1831  | 1836  | 1841  | 1846  | 1851  |
| ---- | ----- | ----- | ----- | ----- | ----- | ----- | ----- | ----- |
| 999  | 1 060 | 1 103 | 1 222 | 1 330 | 1 455 | 1 538 | 1 600 | 1 672 |

| 1856  | 1861  | 1866  | 1872  | 1876  | 1881  | 1886  | 1891  | 1896  |
| ----- | ----- | ----- | ----- | ----- | ----- | ----- | ----- | ----- |
| 1 789 | 1 865 | 1 910 | 1 954 | 2 040 | 2 154 | 2 322 | 2 154 | 2 348 |

| 1901  | 1906  | 1911  | 1921  | 1926  | 1931  | 1936  | 1946  | 1954  |
| ----- | ----- | ----- | ----- | ----- | ----- | ----- | ----- | ----- |
| 2 550 | 2 722 | 2 903 | 2 950 | 3 036 | 3 157 | 3 017 | 3 667 | 4 021 |

| 1962  | 1968  | 1975  | 1982  | 1990  | 1999  | 2006  | 2007  | 2012  |
| ----- | ----- | ----- | ----- | ----- | ----- | ----- | ----- | ----- |
| 3 238 | 3 410 | 3 544 | 3 560 | 3 622 | 3 659 | 4 045 | 4 101 | 4 001 |

| 2017  | 2022  | - | - | - | - | - | - | - |
| ----- | ----- | - | - | - | - | - | - | - |
| 4 073 | 4 043 | - | - | - | - | - | - | - |

### Enseignement
L'enseignement de premier degré à Loctudy est dispensé dans trois écoles élémentaires : l'école publique Jules Ferry, l'école publique de Larvor, et l'école catholique Saint-Tudy (dans l'ordre d'importance).
Klaxon Rouge, une école pour les métiers du spectacle et de l'animation touristique et gérée par la Chambre de commerce et d'industrie de Quimper Cornouaille, délivre des titres certifiés de niveaux III et IV.

### Sports
Le club nautique organise annuellement des régates de niveau national voire mondial dans des catégories dériveur.

## Économie

### Pêche

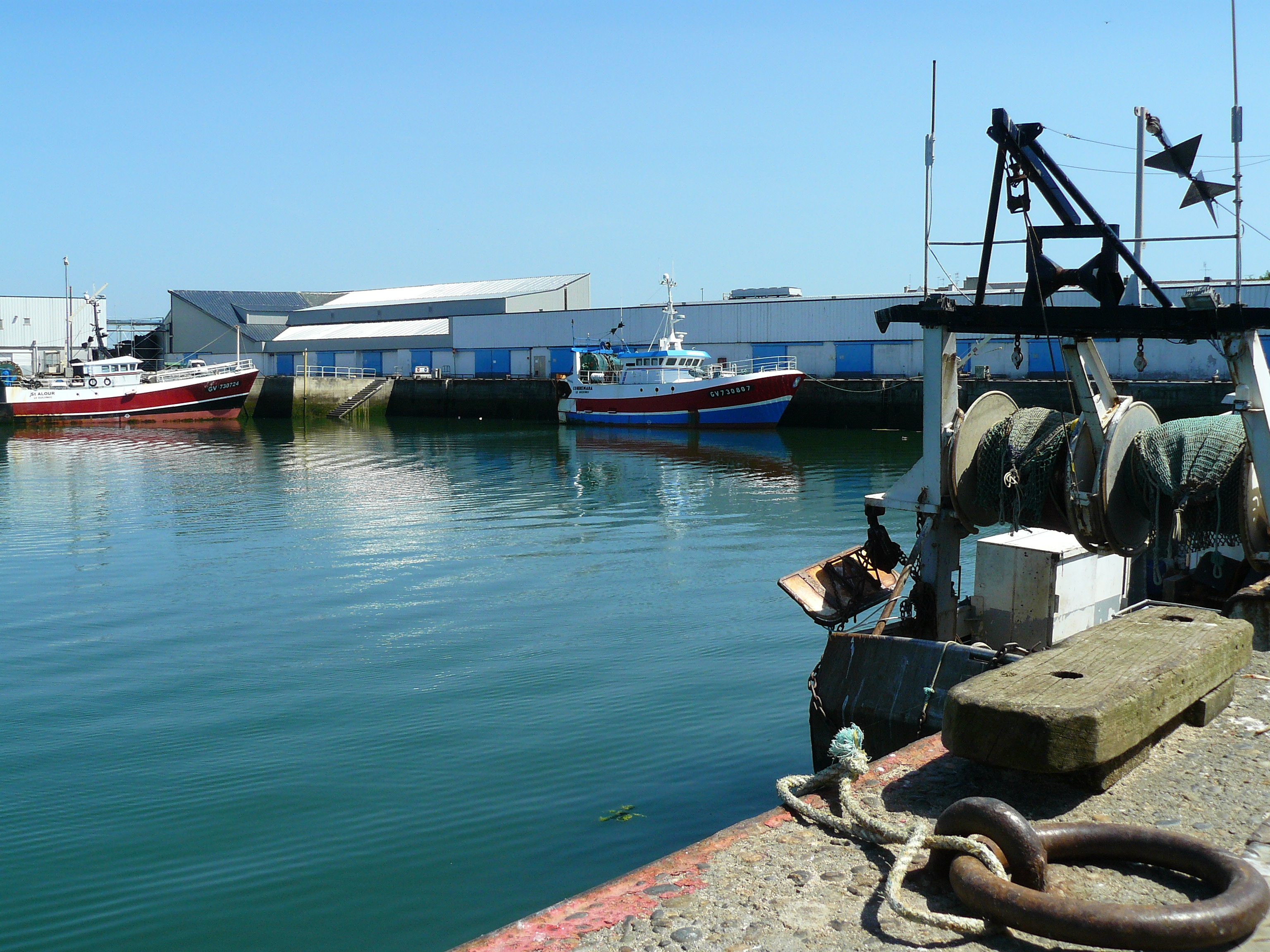
Chalutiers devant la criée.

Loctudy est un port de pêche artisanale qui a pour produit phare la langoustine, baptisée « La demoiselle de Loctudy ».
Il était le port d'attache du Bugaled Breizh, chalutier qui a coulé en mer dans des circonstances controversées en janvier 2004.

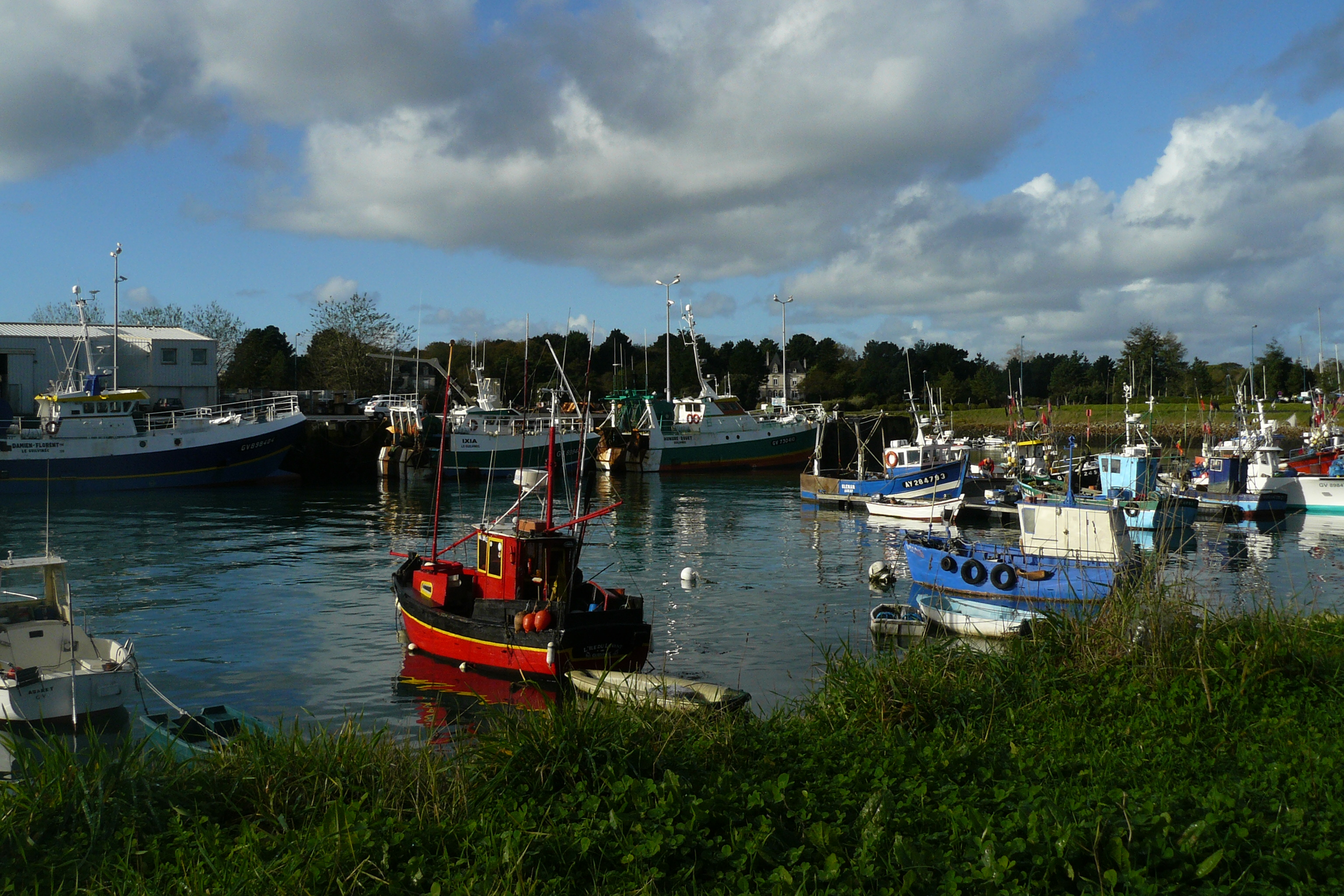
Canots et chalutiers hauturiers.
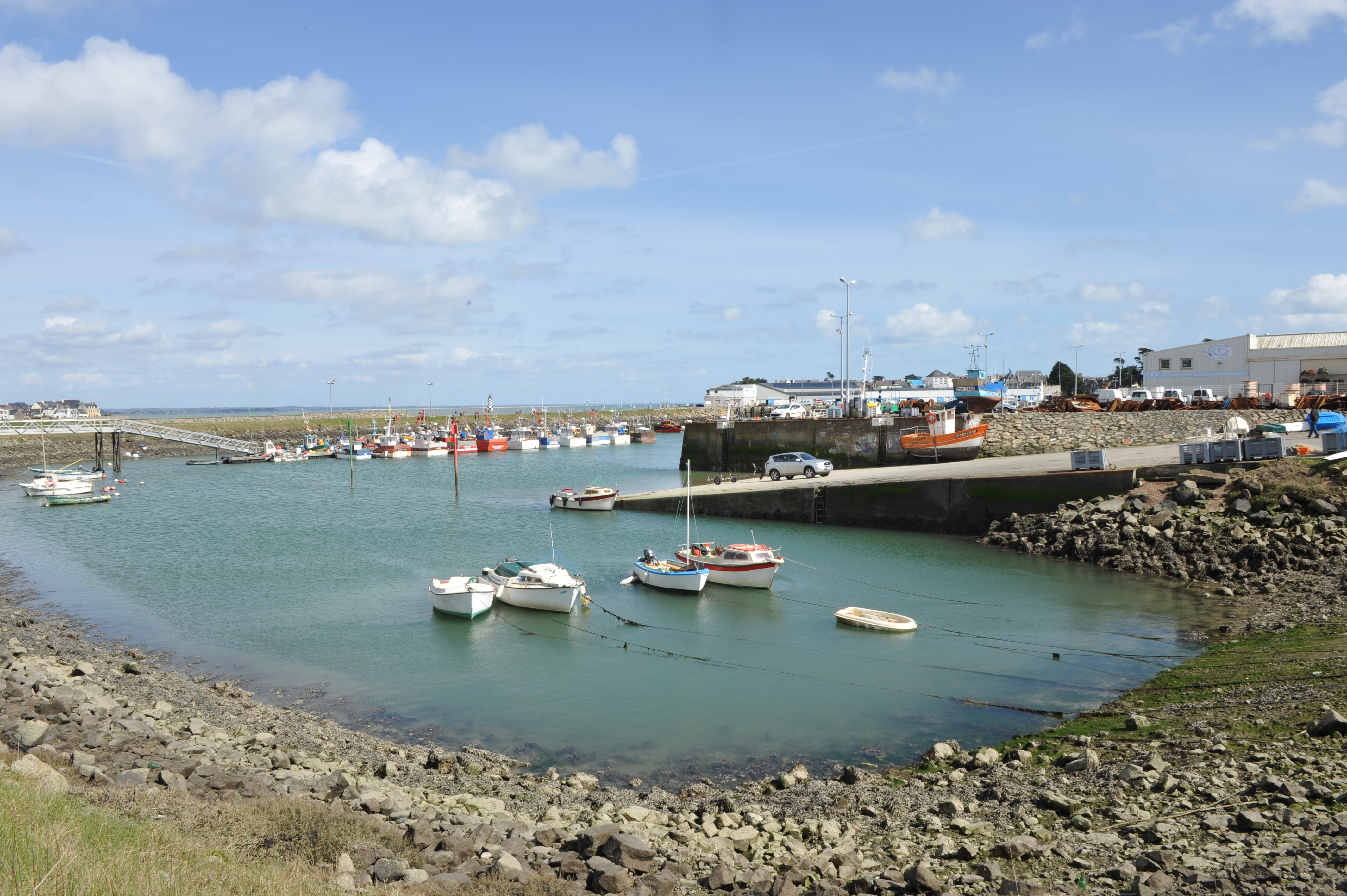
La cale raide du port de pêche.
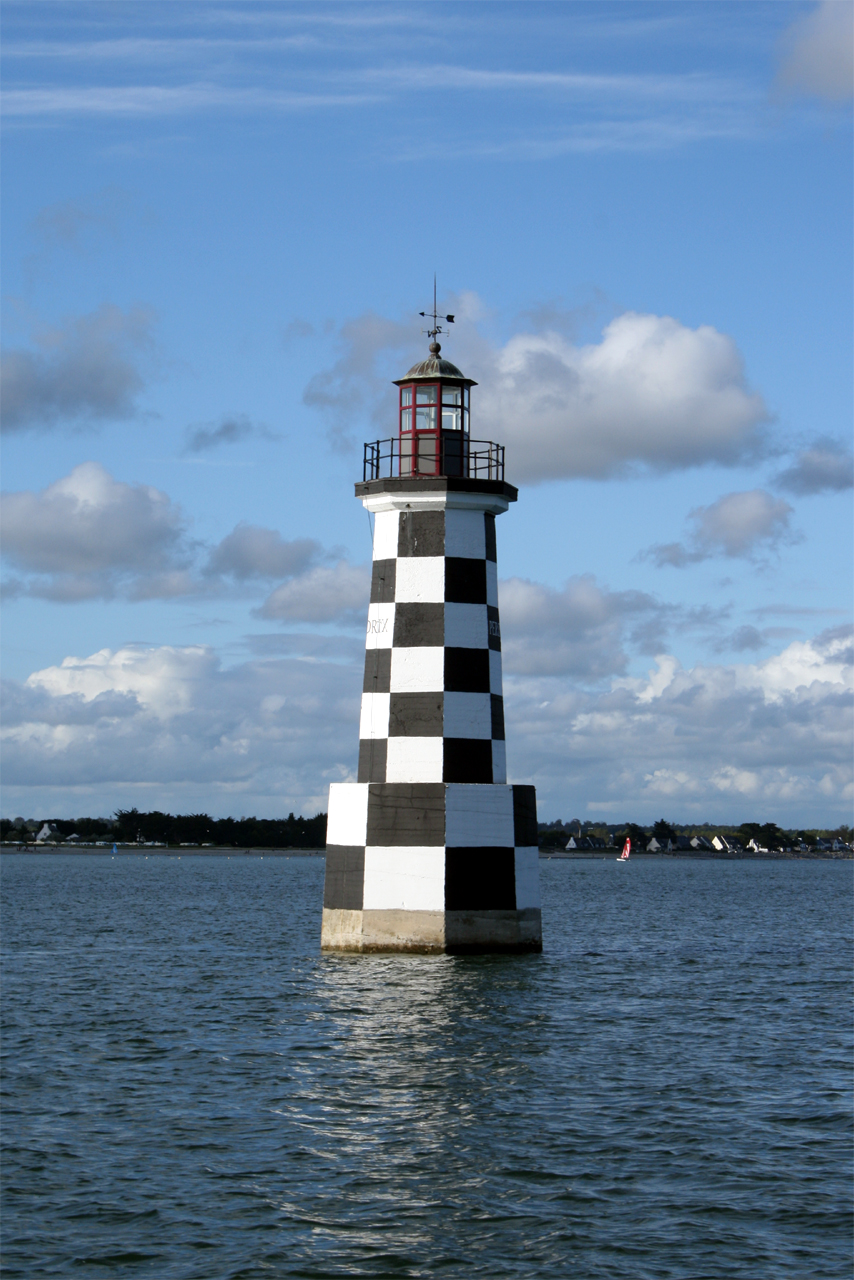
La tourelle des Perdrix, emblème de Loctudy et de l'île-Tudy.
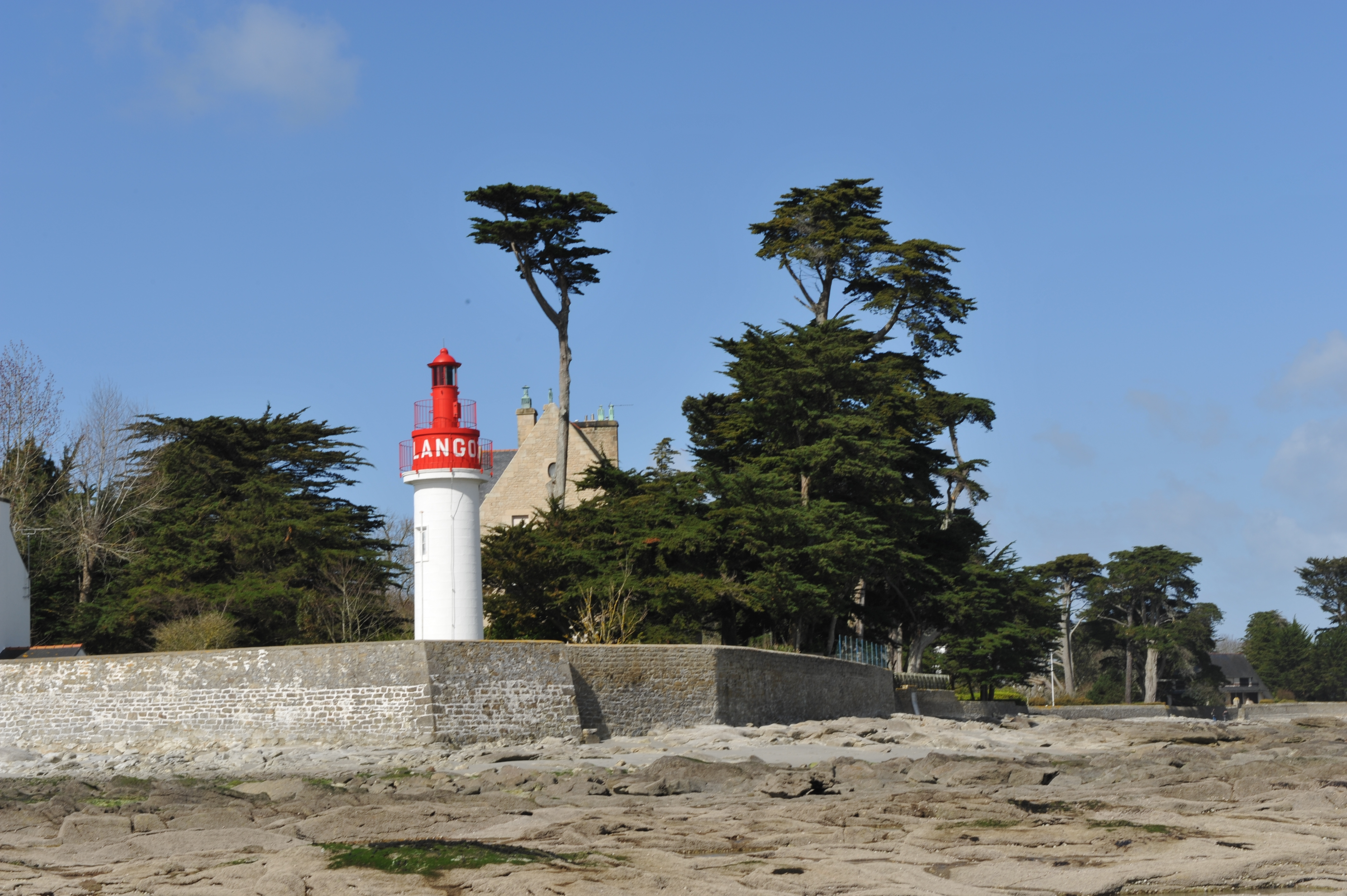
Le feu de Langoz.

### Plaisance
Le port de plaisance existe depuis 1991 et a été agrandi en 1998. Sa capacité d'accueil est de 585 places sur pontons et 76 sur bouées.
C'est, après celui d'Audierne, le port de plaisance le plus à l'ouest de la côte sud de la Bretagne. Pour passer sur la côte ouest du Finistère, le navigateur doit passer la pointe de Penmarc'h puis le Raz de Sein et la Pointe du Raz ; en les passant on peut atteindre Camaret-sur-Mer ou Douarnenez. En longeant la côte vers l'est on atteint Bénodet et Concarneau (Konkerne) ; en partant au sud on approche les îles de l'archipel des Glénan.
Un petit port (cale et bouées) existe aussi à Larvor, animé par l'Association des plaisanciers et utilisateurs du port de Larvor.

### Tourisme
Le tourisme représente une forte activité économique et Loctudy affirme son statut de station balnéaire.

## Culture locale et patrimoine

### Lieux et monuments

#### L'église Saint-Tudy
« Saint-Tudy est l'une des rares églises romanes à déambulatoire et chapelles rayonnantes qui subsiste en Bretagne, et c'est de loin celle qui nous est parvenue dans le meilleur état de conservation. A l'exception de la façade occidentale, reconstruite au XVIIIe siècle, elle n'a pas subi de modifications majeures (...). »
Cette église romane du XIe siècle à trois nefs sans transept offre une élévation à deux étages, arcades et fenêtres hautes. Les chapiteaux et les bases des colonnes présentent des décors sculptés variés. Le chœur, le déambulatoire et les chapelles sont voûtés en pierre, tandis que les nefs ont des charpentes de bois soutenues par des arcs-diaphragmes en pierre.

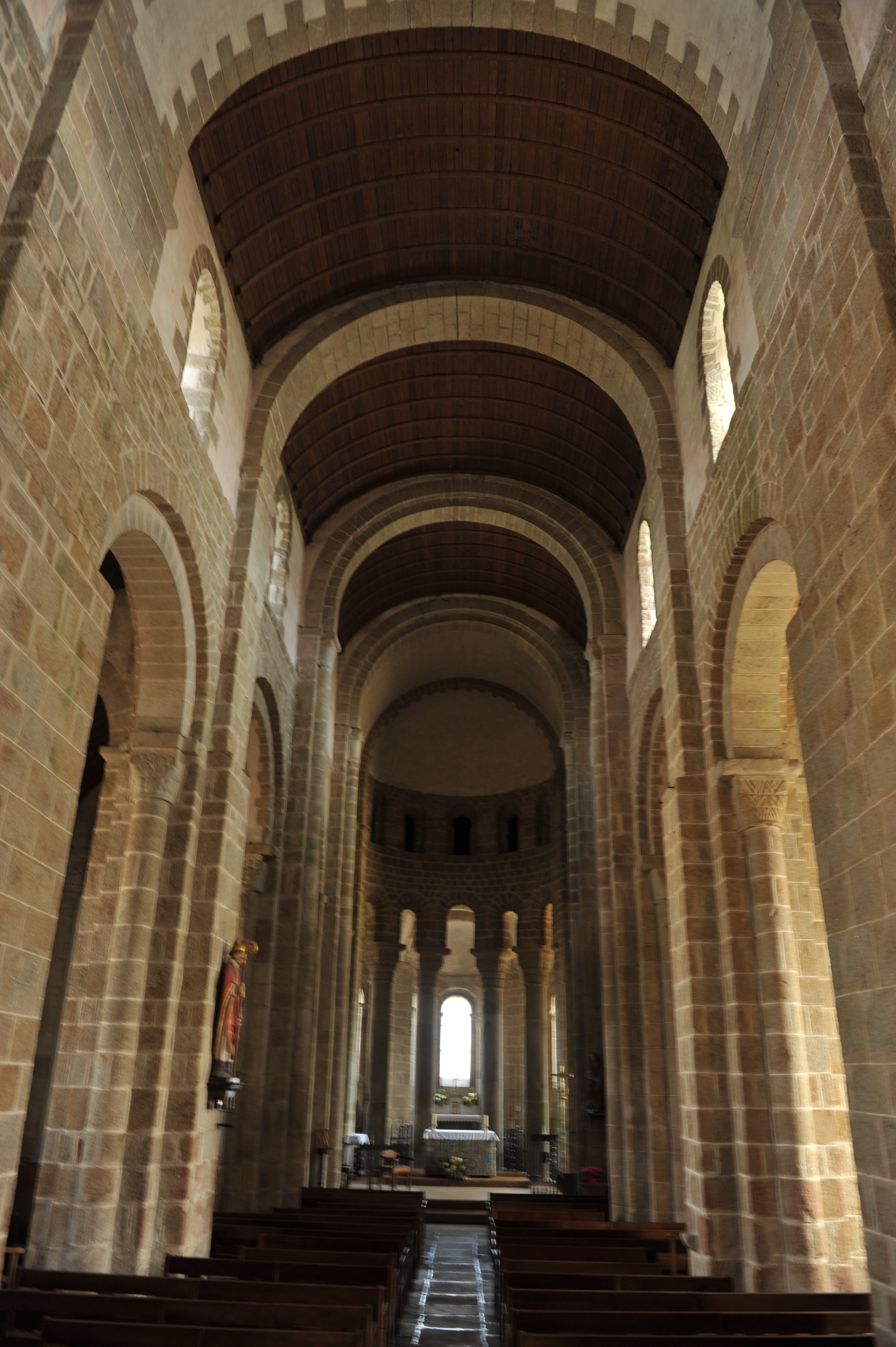
La nef.
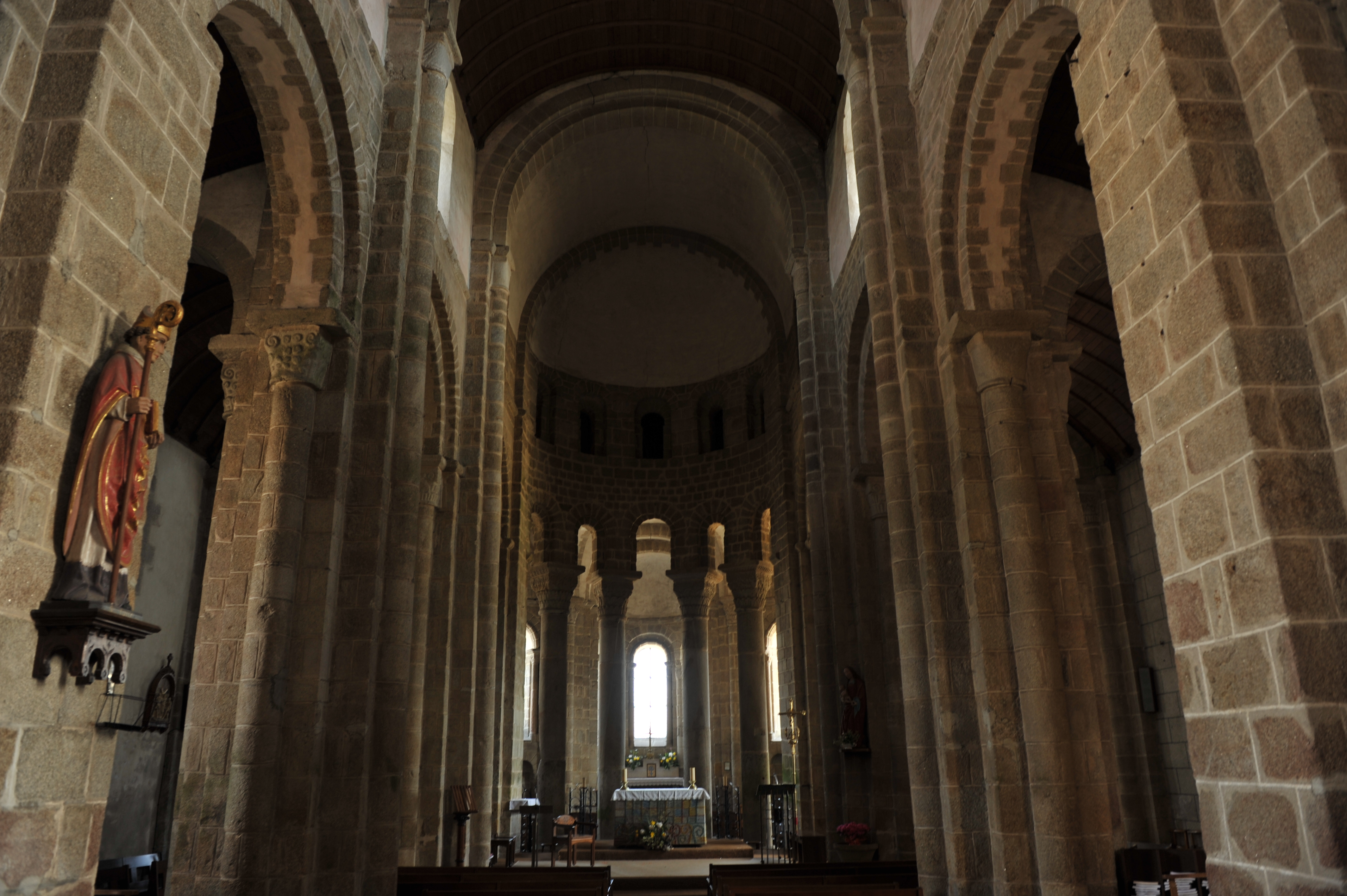
La nef.
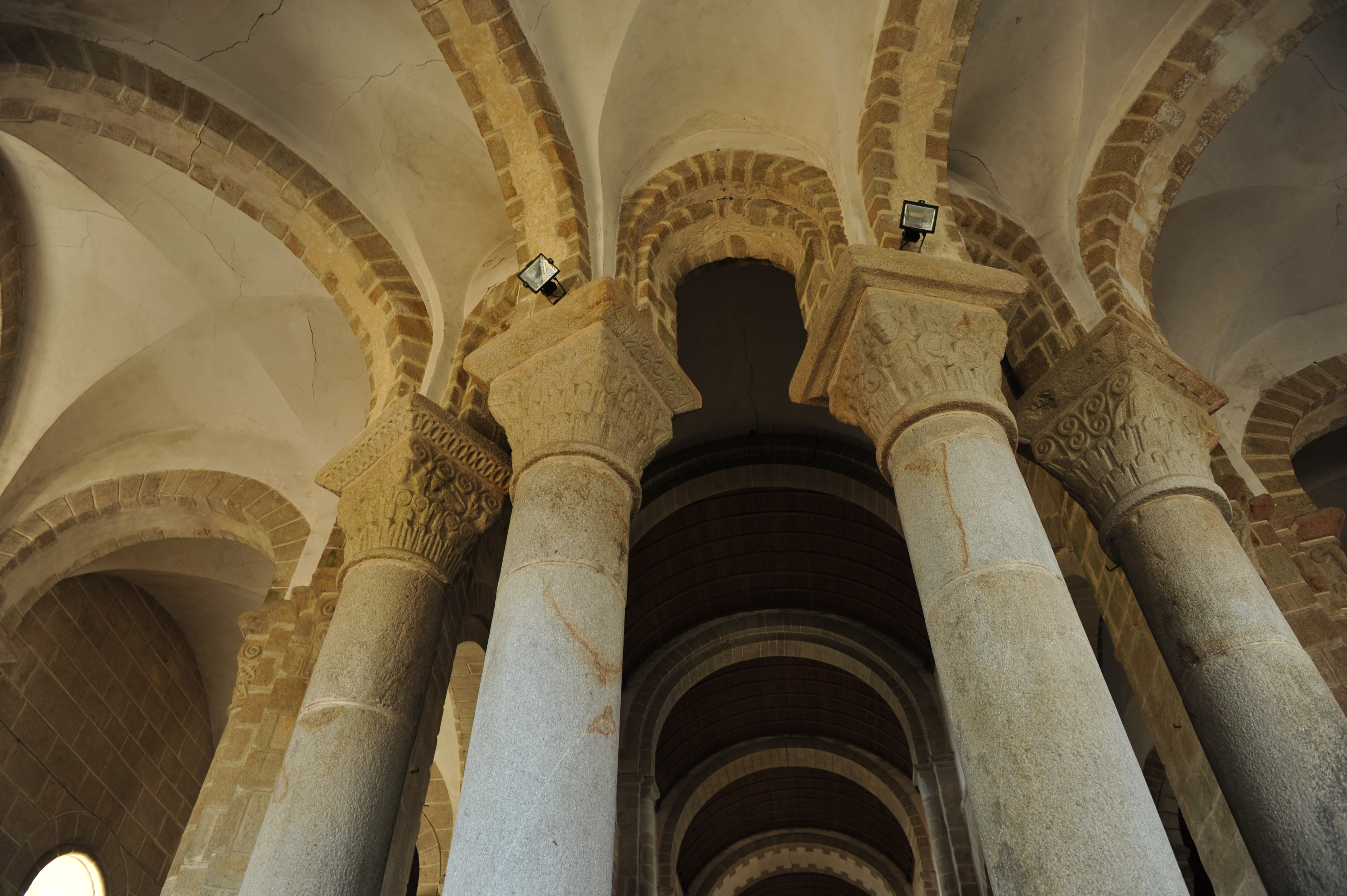
Les chapiteaux.
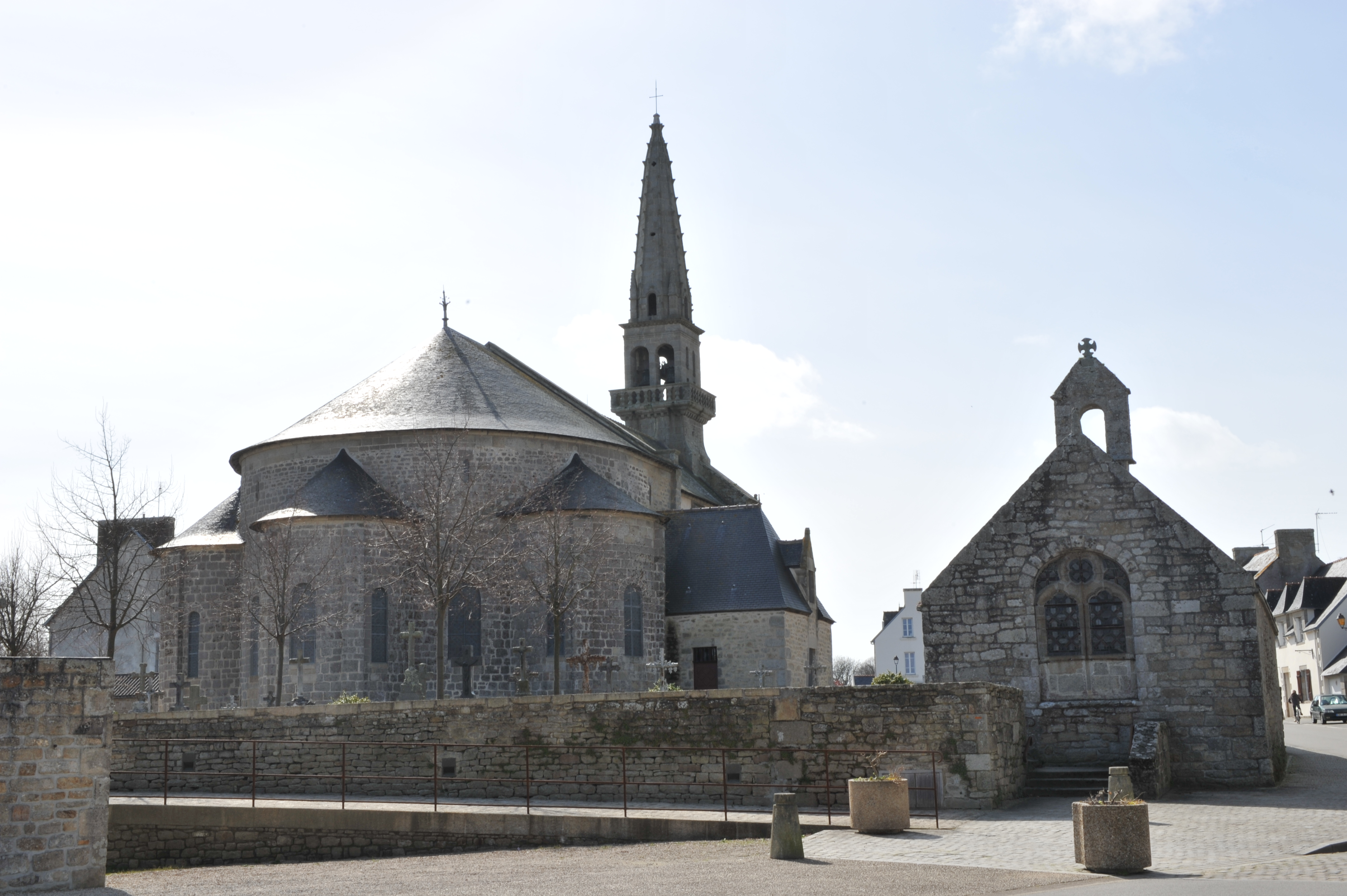
Vue du chevet.

#### L'enclos paroissial

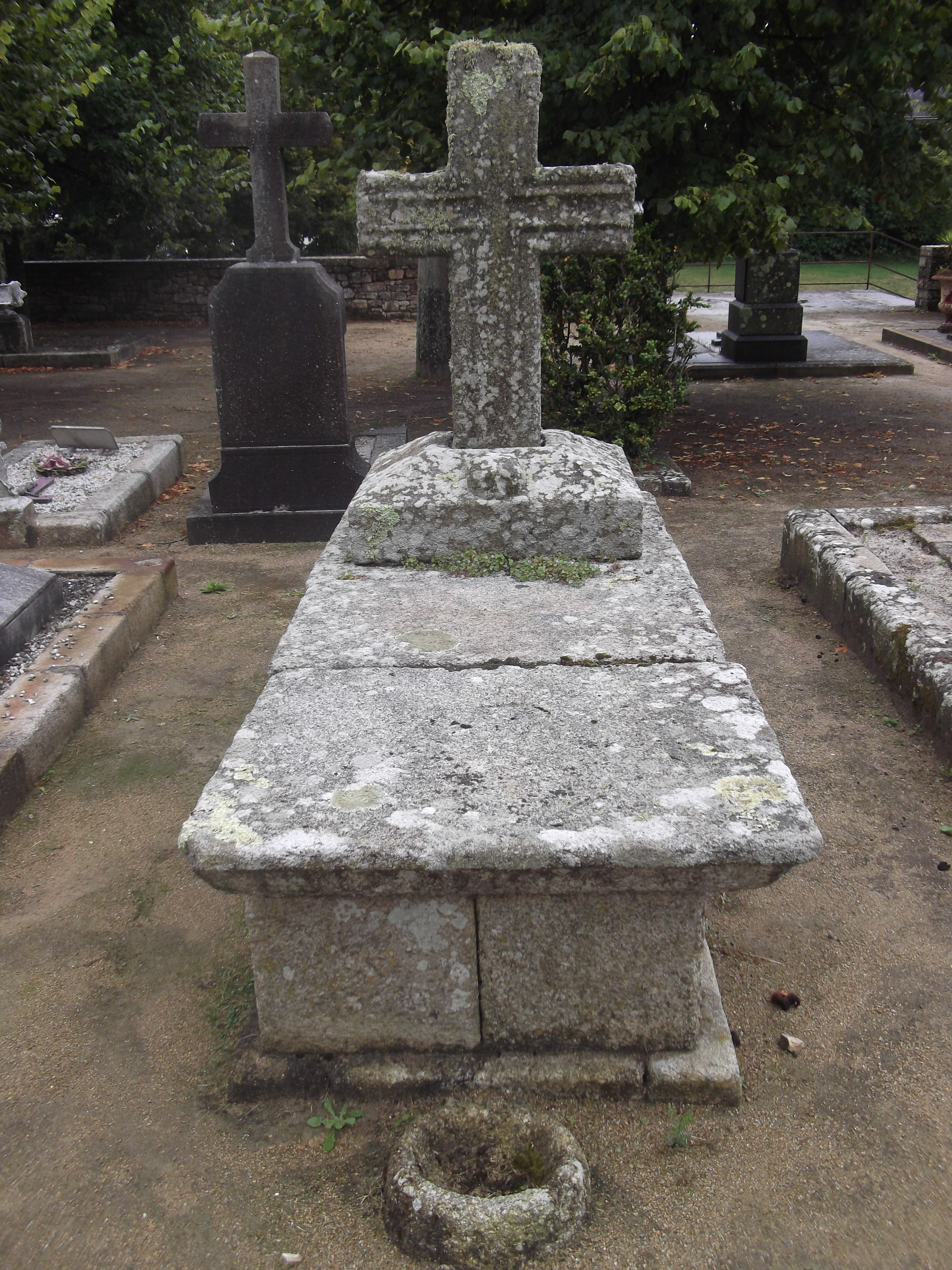
Tombe de prêtre en granite, avec bénitier à l'avant (XVIII), au chevet de l'église.

Même s'il ne ressemble en rien aux magnifiques enclos paroissiaux que l'on rencontre dans le nord du Finistère notamment, il n'est pas erroné d'employer ce vocable s'agissant de Loctudy. En effet, nombre des éléments nécessaires pour qualifier un lieu d'enclos sont présents sur le placître :
- l'église ;
- le mur d'enceinte ;
- la porte triomphale - quoique fort modeste - avec de part et d'autre un échalier, à l'ouest ;
- l'ossuaire, au sud-ouest de l'enclos - bien que désaffecté ;
- le calvaire, une simple croix de mission en réalité, déplacée dans le nouveau cimetière[38] au cours des années 1970 ;
- le cimetière autour de l'église, réaménagé à la suite du projet voté par la municipalité le 6 juin 1997[180] ;
- on peut aussi évoquer la chapelle de Porz Bihan, dans le placître, mais rien n'indique qu'elle soit une chapelle reliquaire comme on peut en rencontrer dans les enclos plus majestueux.

Le projet de réaménagement du cimetière prévoit que simplement trois îlots de tombes demeurent dans le cimetière :
- les tombes des ecclésiastiques de Loctudy qui y sont décédés, au sud de l'église (à l'exception de la tombe d'un prêtre du XIXe siècle originaire du Massif Central, honoré par les paroissiens d'une tombe en pierre de Volvic sise derrière le monument aux morts, difficilement déplaçable par sa facture, et de celle d'un prêtre du XVe siècle, tombe située quasi parfaitement dans l'alignement central de l'église, en son chevet ; le choix de cet emplacement étant certainement symbolique et honorifique). Une imposante dalle de schiste placée sur le mur d'enceinte sud dresse la liste des vicaires, prêtres et curés de Loctudy depuis 1669 ;

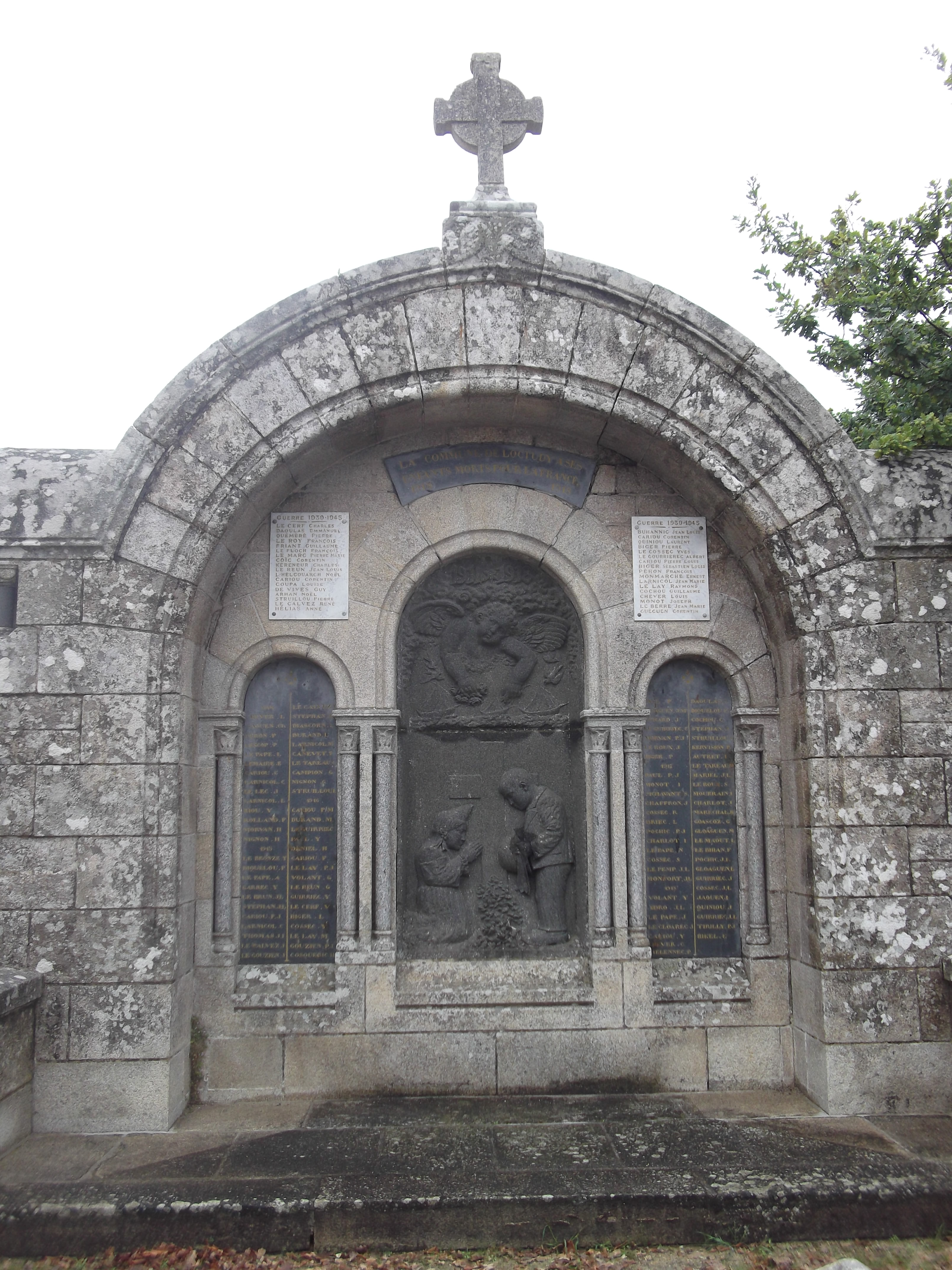
Monument aux morts de Loctudy.

- au chevet de l'église, les tombes de personnalités marquantes de l'histoire de Loctudy (certains maires, Gustave Moussion, à l'origine du château du Dourdy, Maurice de Laubrière, yachtman de la Belle Époque...). À proximité de l'ossuaire est visible la tombe mausolée de la famille Astor, dernière famille propriétaire du manoir de Kérazan, dont hérita l'institut de France en 1928 ;
- au nord-ouest de l'église, près le monument aux morts, les tombes des victimes de guerres. La Première Guerre mondiale faisant 102 victimes (sur 2 900 habitants avant 1914) sur Loctudy, la municipalité dirigée par Marcel Derrien décide par la délibération du 18 mai 1919, de la construction d'un monument honorant ses soldats morts pour la France. L'architecte quimpérois Charles Chaussepied fut responsable du projet et confia la construction du monument au sculpteur parisien Emile Bickel, installé au Suler, et ayant lui-même perdu un enfant au cours de ce conflit. À sa demande, il fut inhumé derrière son monument, situé au nord-ouest de l'enclos, à son décès en 1937.

Dans cet enclos, au chevet de l'église romane est dressée une stèle gauloise tronconique à la datation précise difficile (Ier millénaire av. J.-C.), christianisée par les premiers chrétiens aux alentours du Ve siècle.

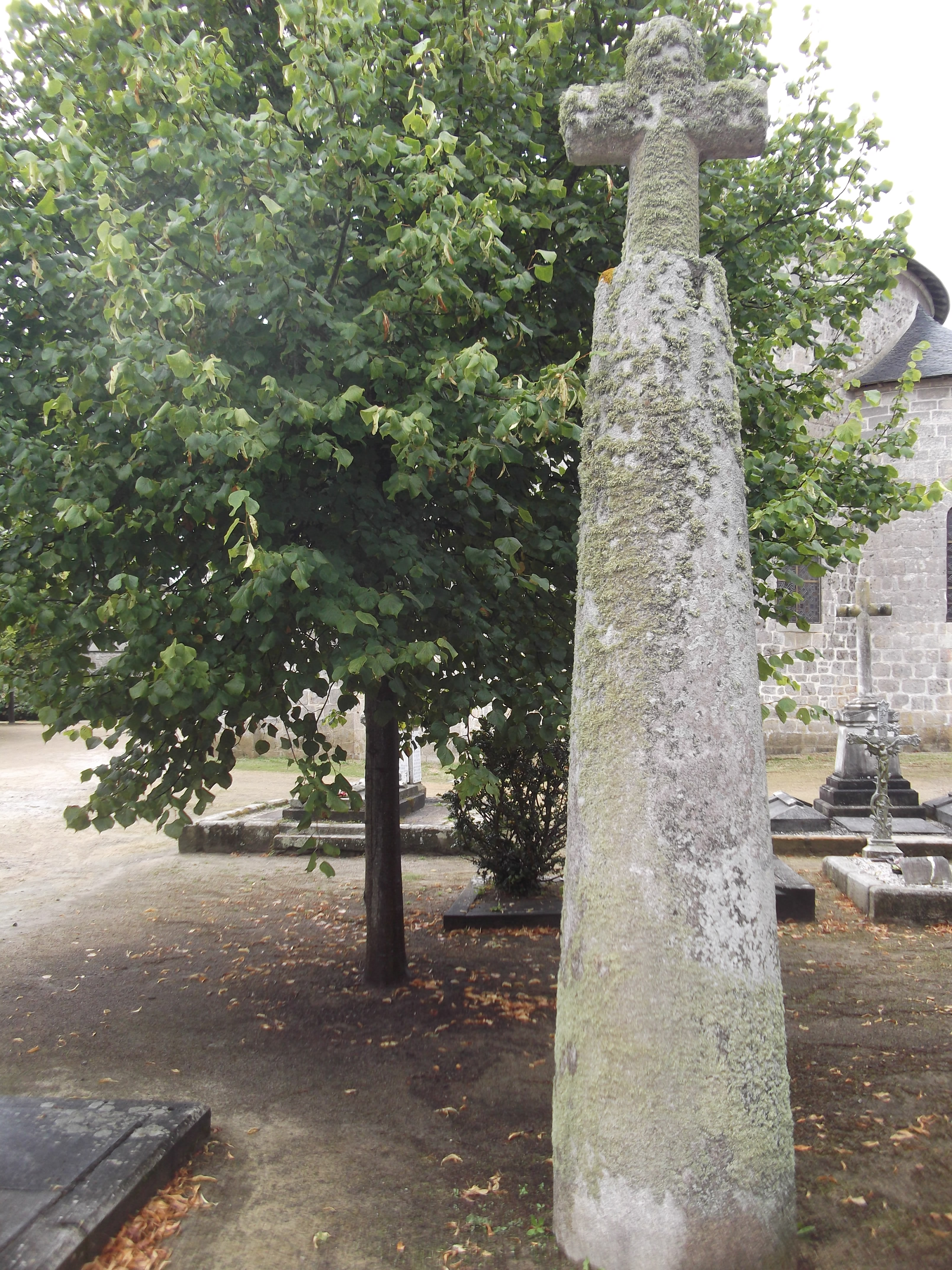
Stèle tronconique cannelée (Ier millénaire av. J.-C.) ; granite, enclos paroissial.

Cet enclos est classé par arrêté le 21 avril 1938.

#### Les chapelles et fontaines
- La chapelle Notre Dame de Pors Bihan (petit port en breton) à proximité de l'église Saint-Tudy, dans l'enclos paroissial (XIVe siècle, modifiée au XXe siècle)[182].
- La chapelle Saint-Quido, à Tréguido (XVIIe siècle).
- La chapelle Saint-Oual, à Lodonnec (XVIIe siècle). De taille modeste, approximativement 50 m², elle est de forme rectangulaire et fut entièrement refaite au XVIIIe siècle. Elle a été construite au bout d'un marais salant (Loc'h Sali en breton ) qui a été drainé en 1849 pour laisser place à une prairie où étaient cultivés des légumes. Par la suite, cette prairie est transformée en quartier résidentiel. La fontaine était réputée guérir la coqueluche ; elle a été déplacée. Menacée de ruines dans les années 1960, la chapelle est restaurée grâce a l'intervention de la paroisse - qui organise des fêtes caritatives - de la commune et de nombreux bénévoles, dont les voisins Paul Friant et Jean Desmants. Au chevet se trouve un fenestrage, repris du XVe siècle, dans lequel fut installé en 1975 un vitrail de style contemporain créé par  Suzanne Masson. De part et d'autre du vitrail sont placés deux anciennes statues du XVIIe siècle, dont la restauration a été financée par la commune de Loctudy, le conseil départemental du Finistère et le conseil régional de Bretagne, sous la direction d'Isabelle Gargadennec, conservatrice en chef des antiquités et objets d'art du Finistère. Il s'agit des statues de Saint-Jean l'évangéliste et de l'apôtre Mathieu avec son Évangile. Le calendrier fixe la date de Saint-Oual le 30 novembre, mais le pardon de la chapelle est célébré le deuxième dimanche d'août.

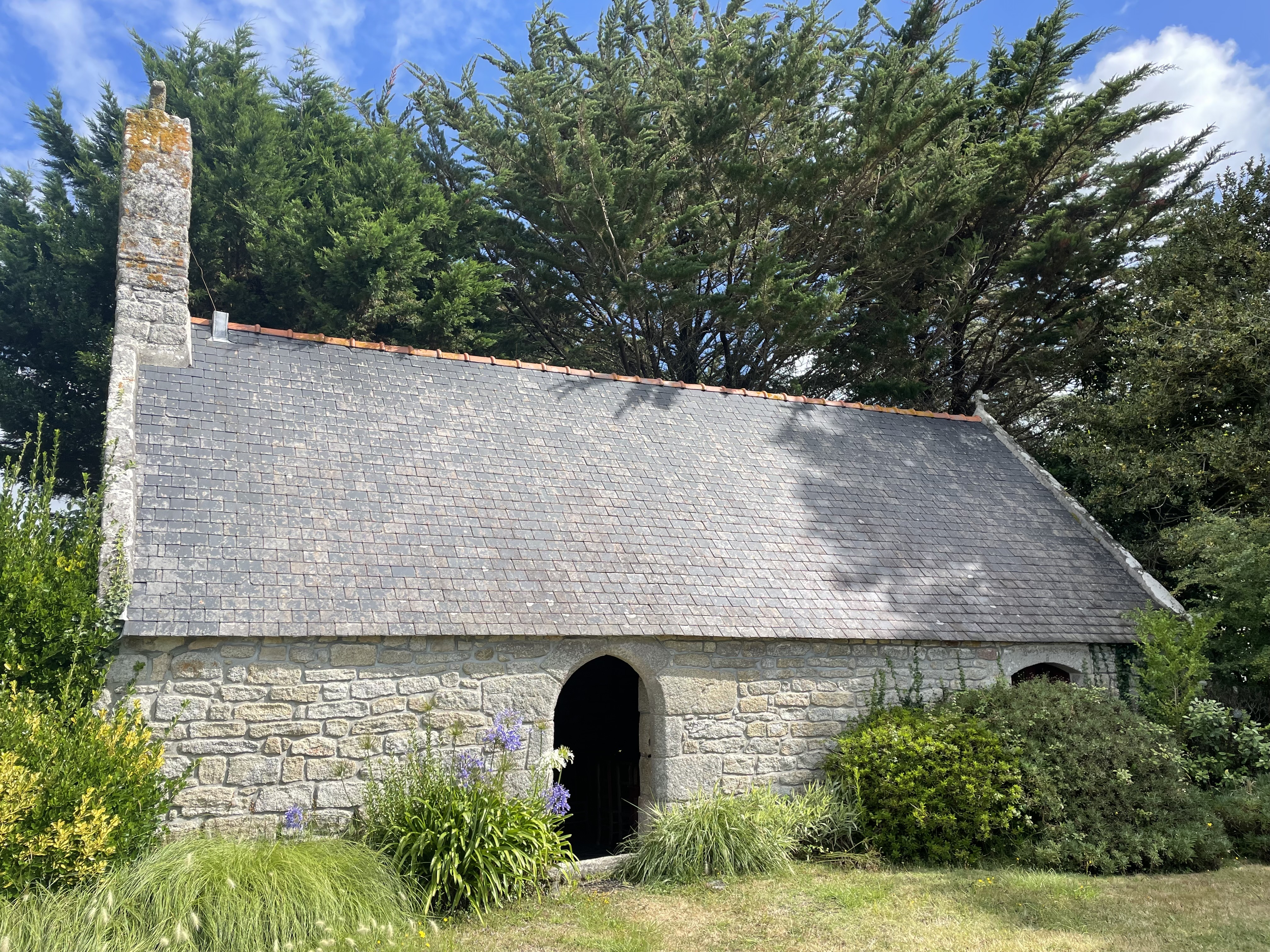
Chapelle Saint-Oual de Loctudy.
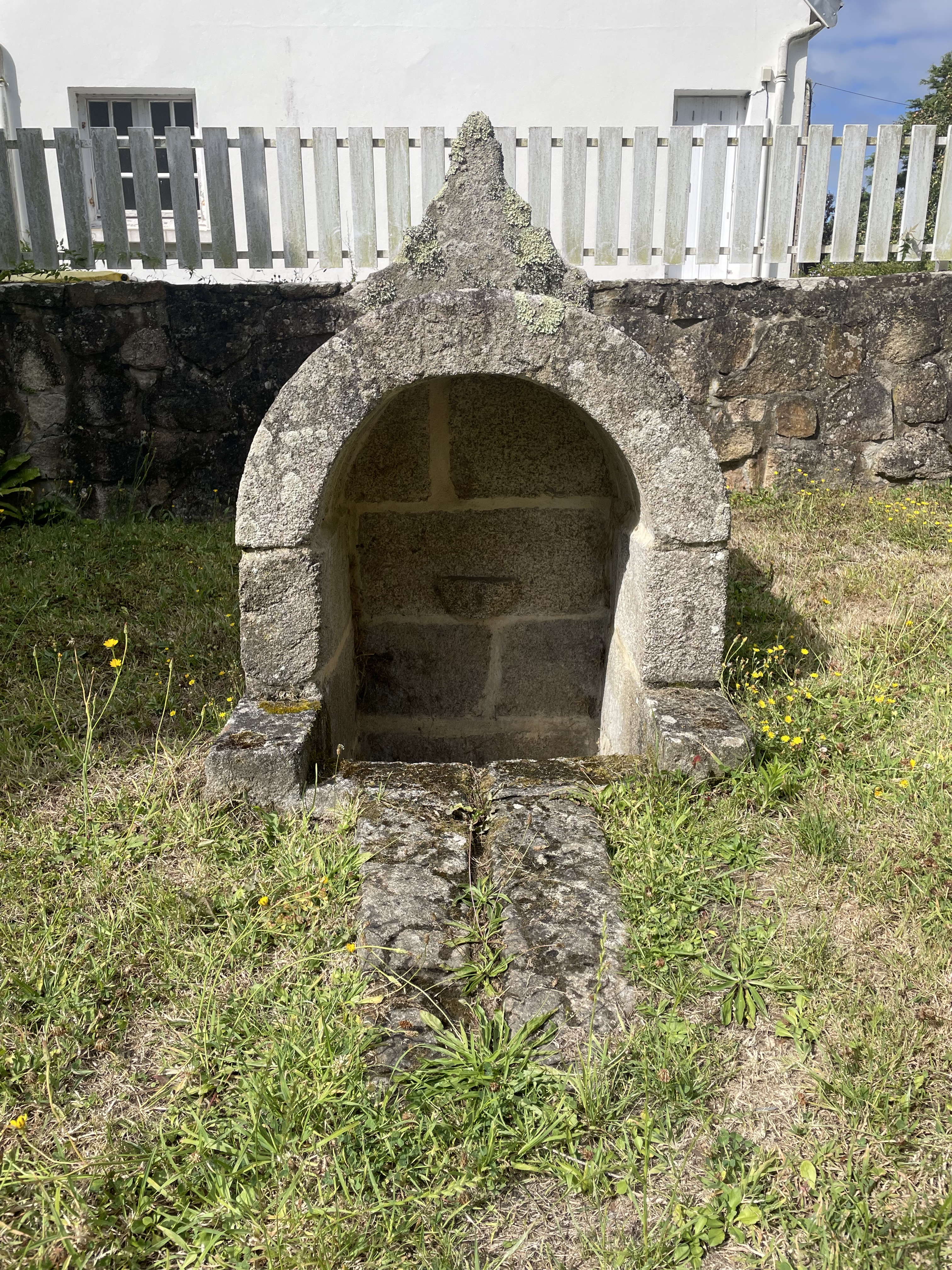
Fontaine de la chapelle Saint-Oual de Loctudy.
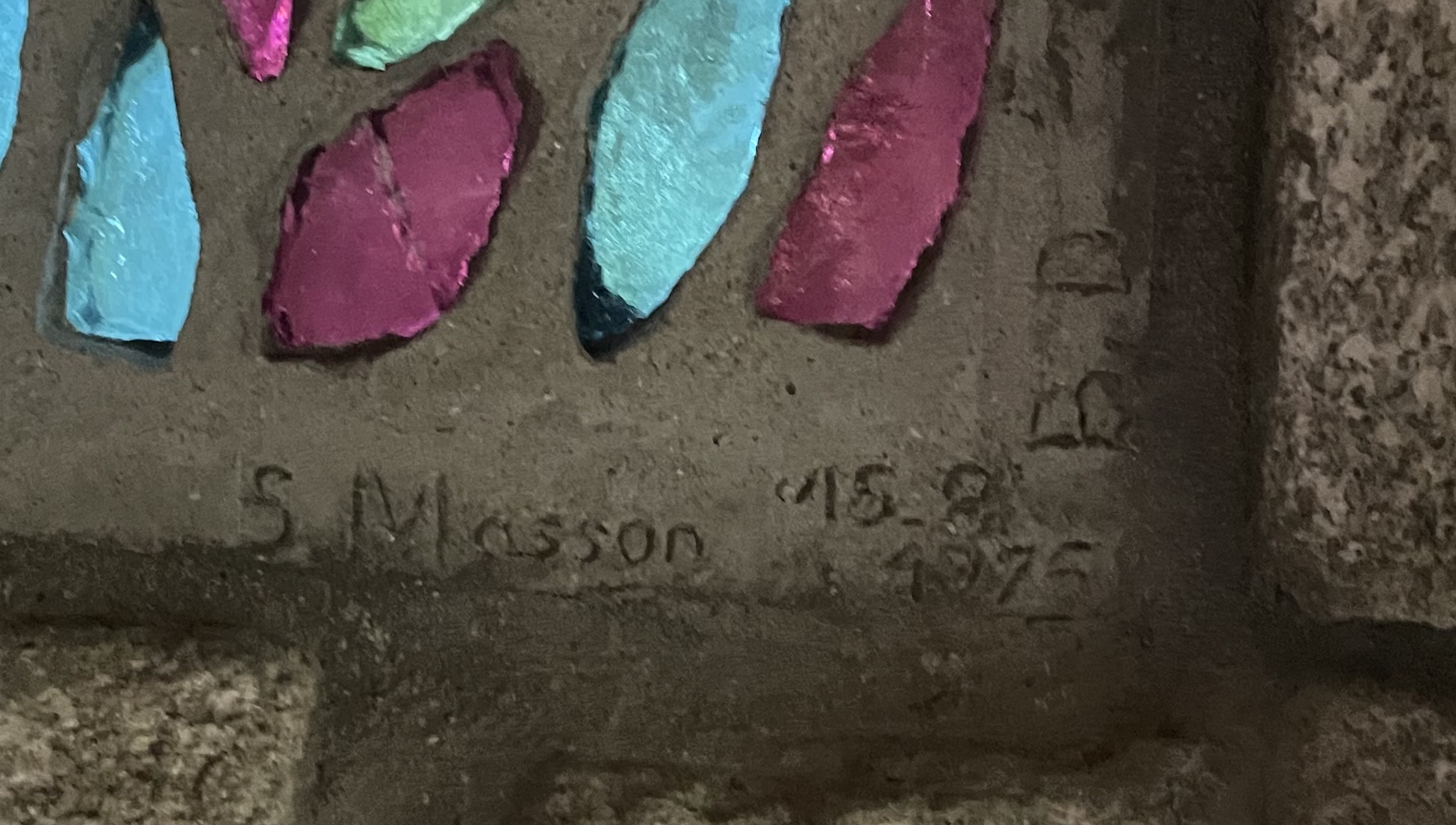
Signature de Suzanne Masson dans le coin inférieur droit du vitrail au chevet de la chapelle. Les initiales B. D. signifient Bernard Descamps.
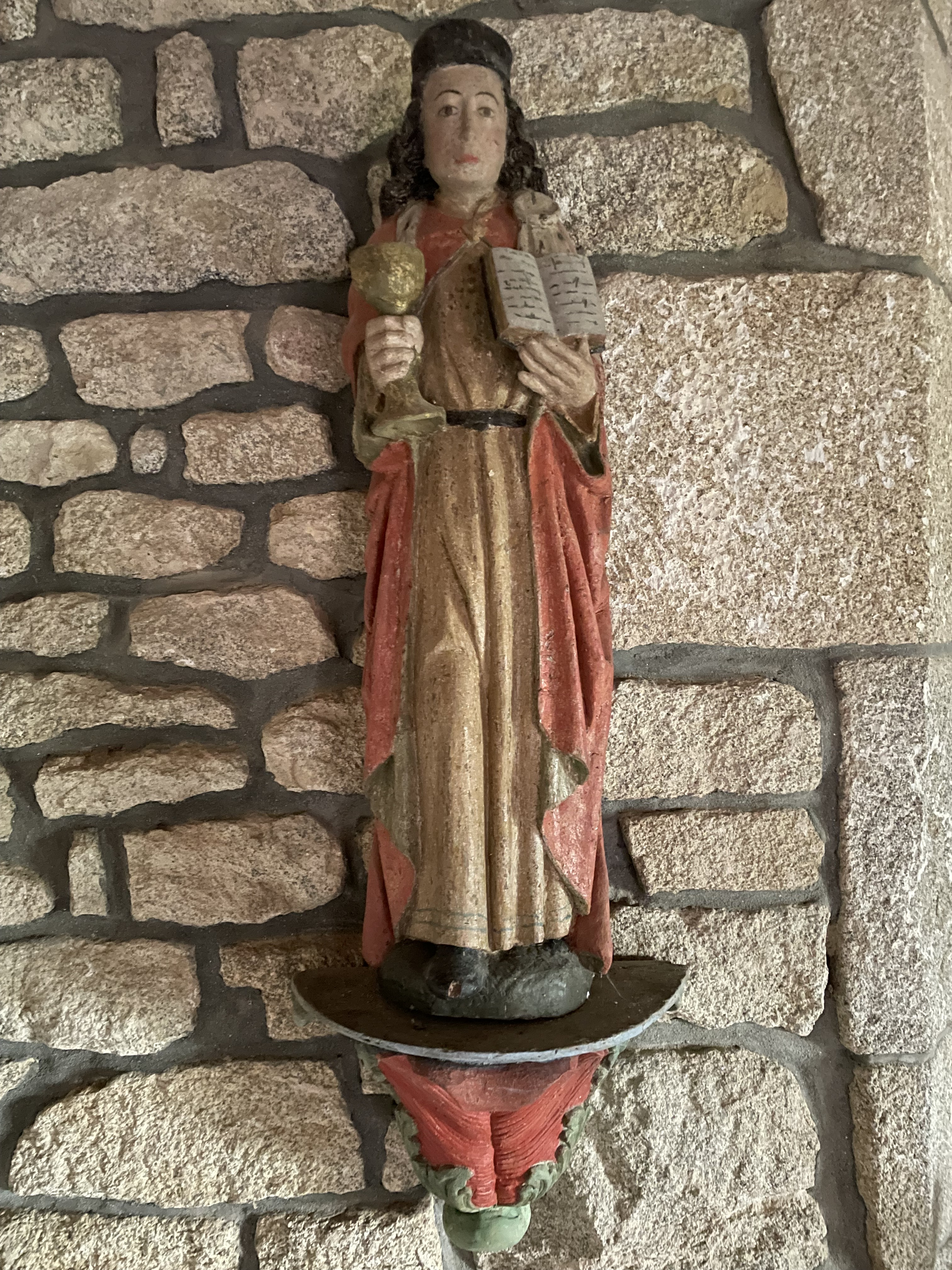
Saint-Jean, chapelle Saint-Oual.
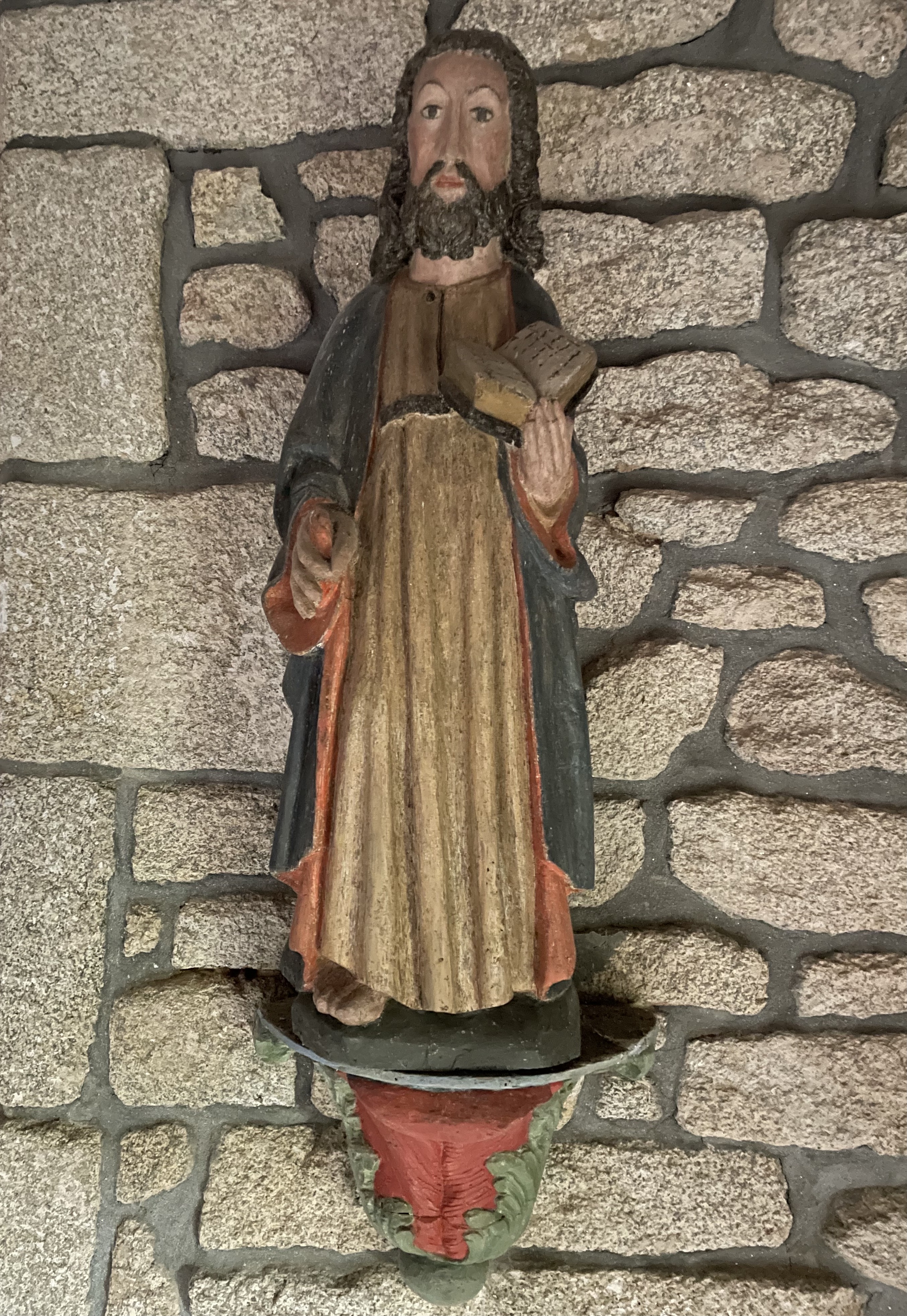
Saint-Matthieu, chapelle Saint-Oual.

- La chapelle contemporaine de La Porte Ouverte, à Lodonnec (1965), par l'architecte Jean Heckly, ami de la propriétaire Suzanne Masson.
- La chapelle Notre-Dame-des-Croix (du Croiziou) au lieu-dit Le Croiziou (entrée de Loctudy) (XIVe siècle, puis agrandissement au XVIIe siècle, en 1649).

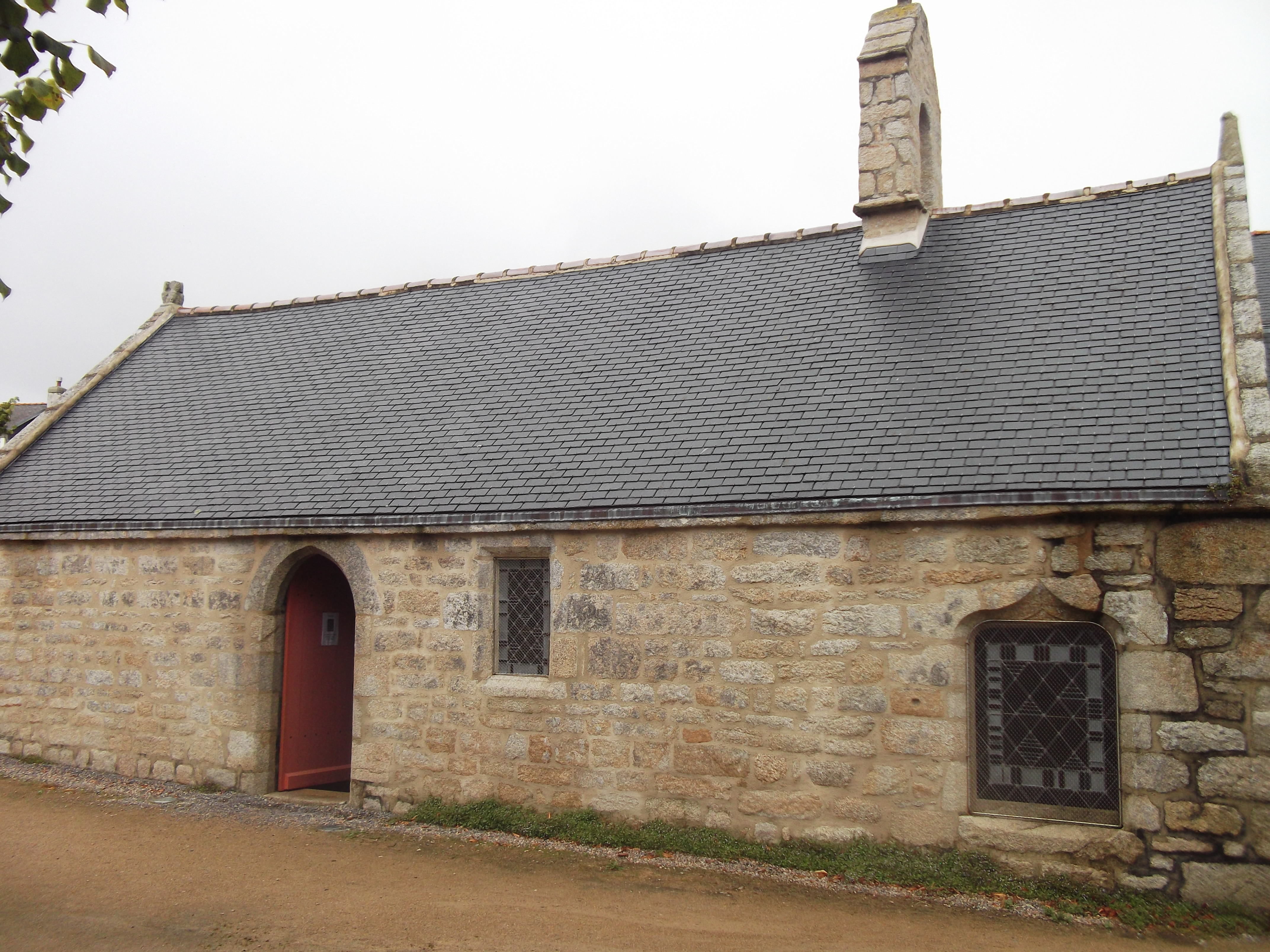
La chapelle de Porz-Bihan (dans l'enclos paroissial).
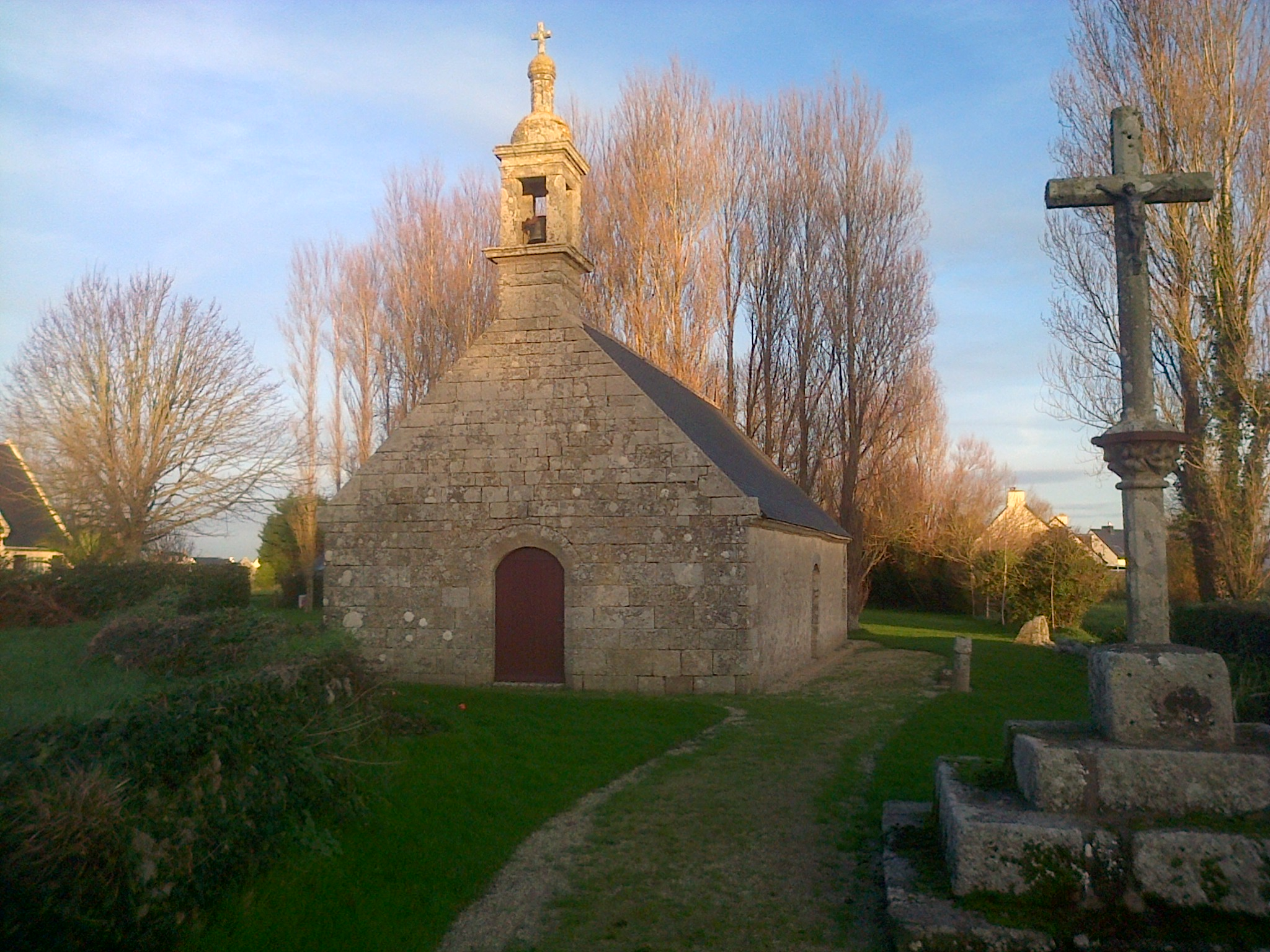
La chapelle Saint-Quido et son calvaire (à Larvor).

- Plusieurs fontaines :

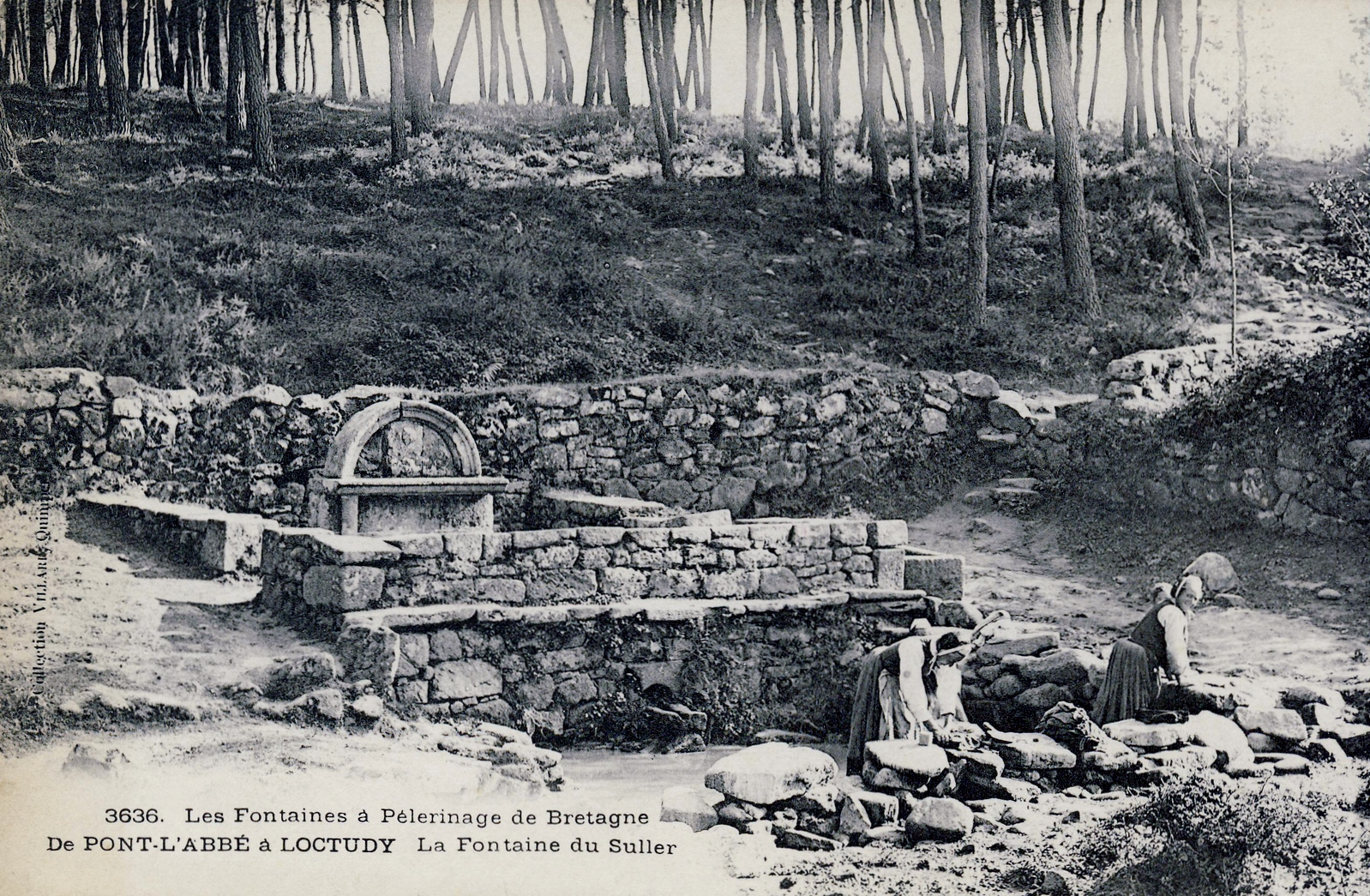
Loctudy : la fontaine de dévotion du Suler au début du XXe siècle (carte postale Villard).
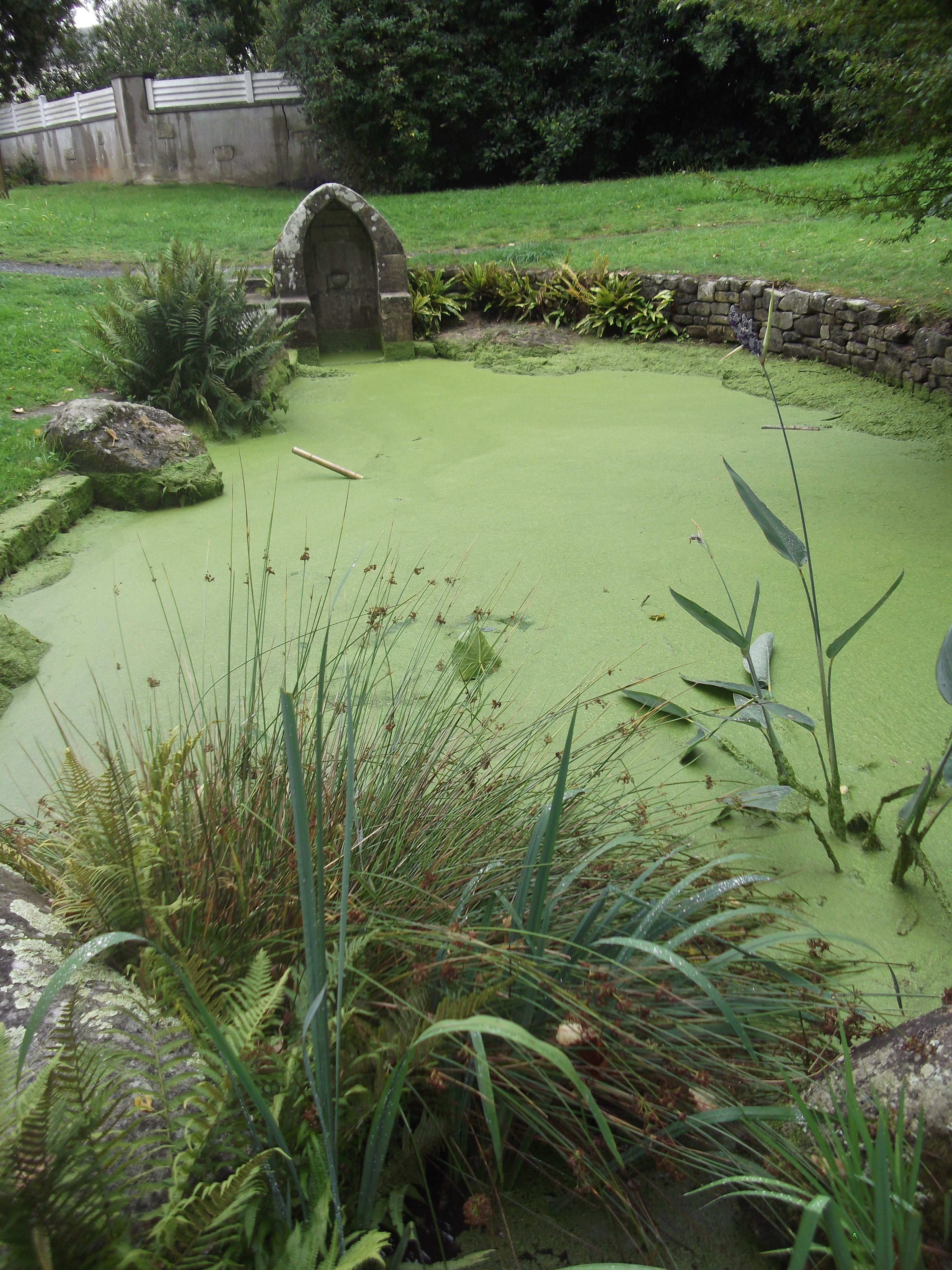
Loctudy : la fontaine Saint-Tudy, vue d'ensemble.
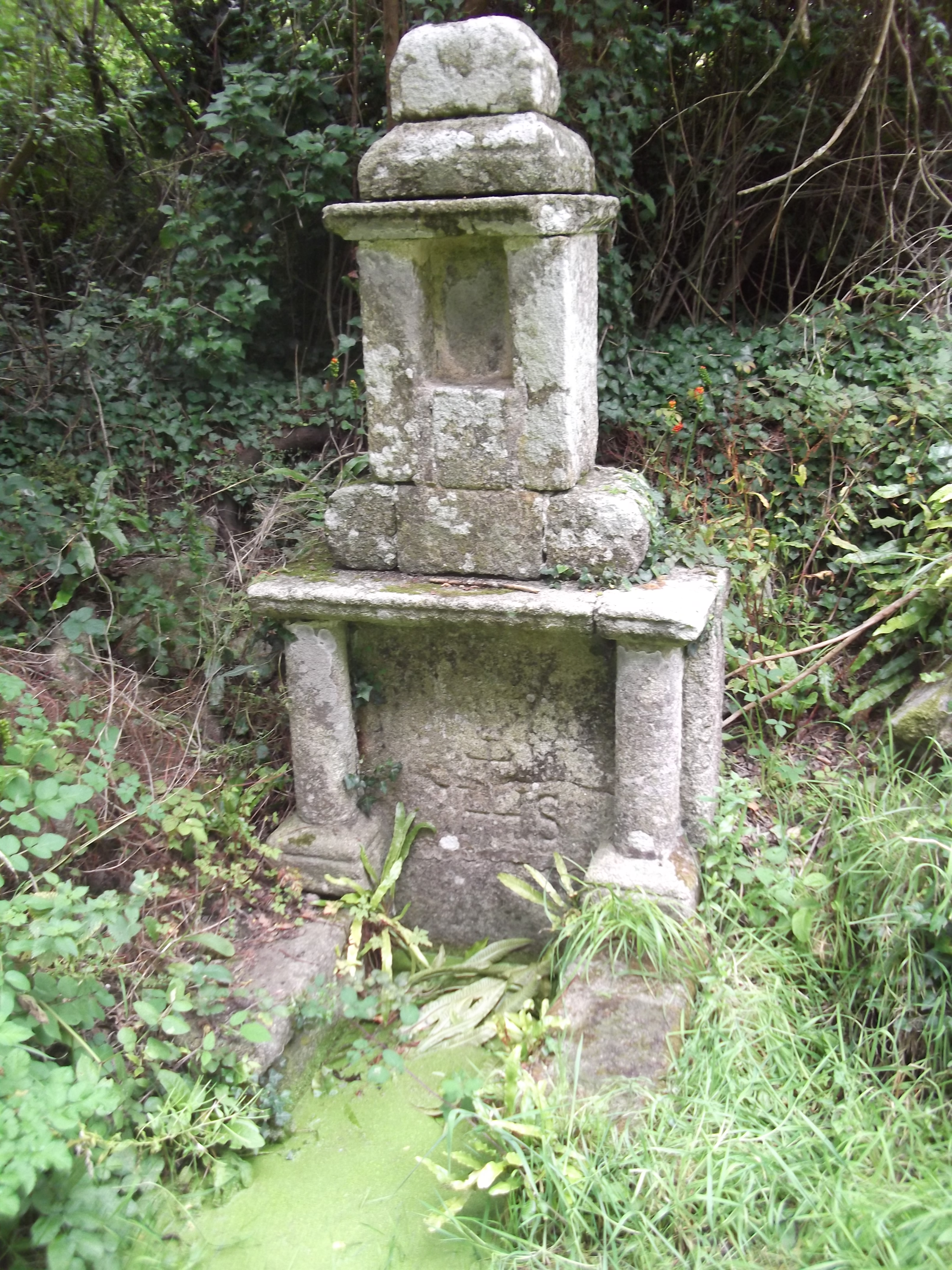
La fontaine de Coz Castel.

#### Les manoirs et châteaux
De nombreux manoirs, dont le plus connu est celui de Kerazan.

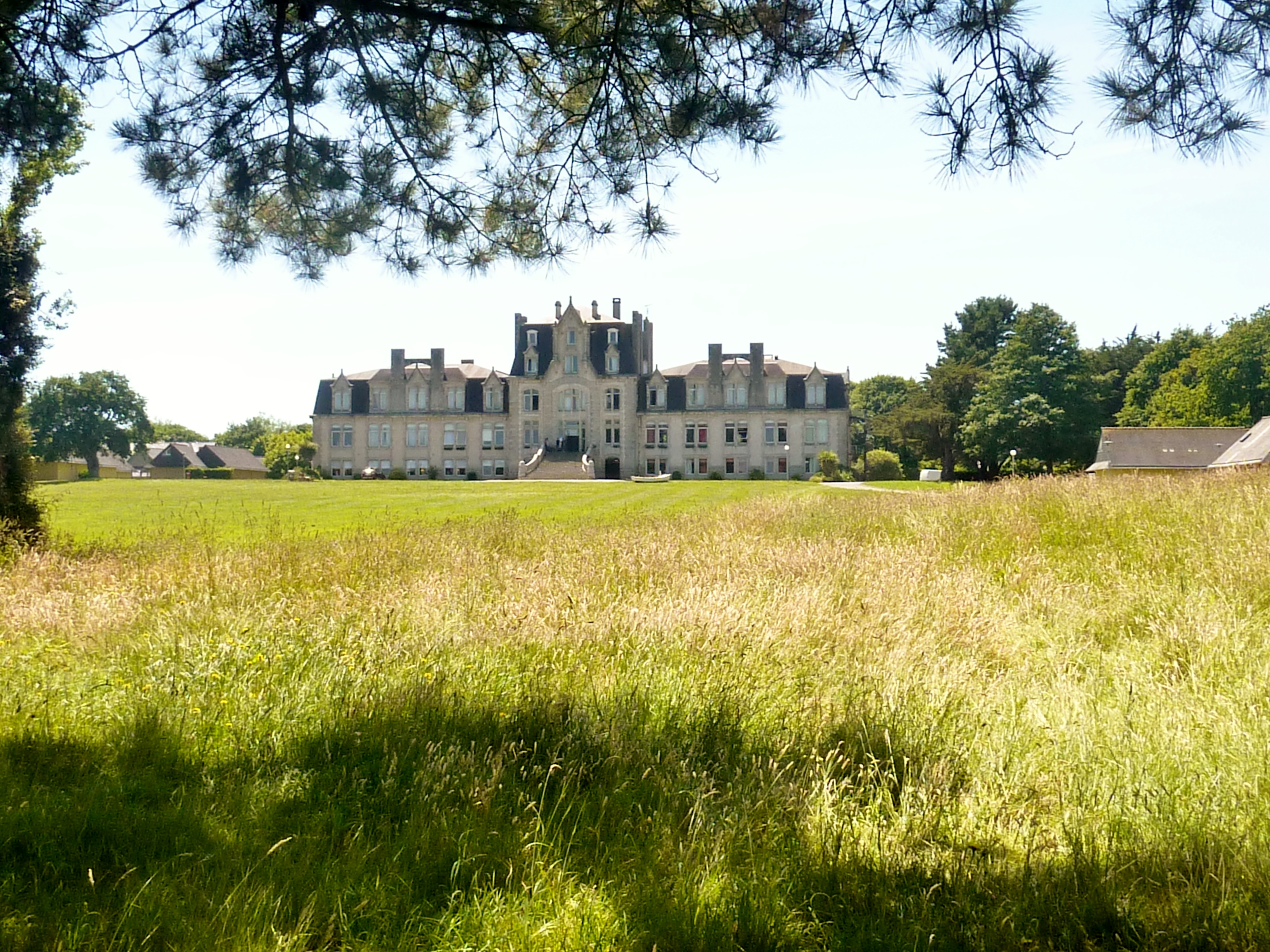
Le château du Dourdy.

Autres manoirs et châteaux :
- le château du Dourdy[183] : construit en 1913 par l'architecte alsacien Swartz pour le comte Gustave Moussion[184] ; il servit d'hôpital militaire en 1918, accueillit des réfugiés républicains espagnols à partir de 1937, fut occupé par les Allemands pendant la Seconde Guerre mondiale et servit d'école pour les mousses[185] et les officiers mariniers ente 1945 et 1960 ; il fut transformé en centre de vacances pour tourisme social par la Caisse d'allocations familiales puis en centre de vacances ouvert à tous géré par l'association Cap Bretagne à partir de 2004 ; il a fermé en 2014[186],[187] ;
- le manoir de Coadigou ;
- le château de Kerpaul (appelé château par tradition locale) a été construit en 1894 par Léon Ruaulx de La Tribonnière[Note 14] ; le château fut réquisitionné et pillé pendant la Seconde Guerre mondiale ; la famille Ruaulx de La Tribonnière en est toujours propriétaire[188] ;
- le manoir de Kerenez, propriété du sculpteur Eugène Cyrille Brunet entre 1869 et 1890.
- le manoir de Kervereguen, un des plus anciens édifices civils du Pays Bigouden, construit entre 1242 et 1272. Il est toujours habité par des membres de la famille qui en est à l'origine, d'abord la famille de Kervéréguen, puis en raison du mariage le 9 août 1651 de Marguerite de Kervéréguen avec Sébastien de Penfentenyo, la famille de Penfentenyo ;
- le manoir de Kergolven (il date du XVIIe siècle) ;
- le château rose, en Langoz, lieu réquisitionné pour faire office de kommandantur de 1940 à 1944 ;
- le manoir de Moor Braz (Grande Mer), en Langoz, propriété de la famille Montgolfier, depuis le mariage de Berthe de Montgolfier (1905-2004), arrière-petite-fille d'Étienne, en 1934 ;
- le château de la Forêt (la Forest), construit vers 1875, est désormais un centre de vacances[189] ; son parc abrite notamment le plus haut Phoenix canariensis de Bretagne[190] ;
- le manoir de Briemen, construit en 1901 par l'architecte Charles Chaussepied pour le yatchman Maurice Briant de Laubrière.

### Patrimoine culturel
Dans cette commune habitent encore en 2010 quelques femmes qui portent la coiffe typique du Pays Bigouden. Ce pays, rappelons-le, regroupe trois cantons : Guilvinec, Pont-l'Abbé et Plogastel-Saint-Germain, c'est-à-dire une vingtaine de communes. Ce sont ces femmes que l'on peut voir médiatisées, à tort ou à raison, pour des produits commerciaux divers.
Le musée de la Conserverie Le Gall présente une ancienne conserverie fermée en 1954, dont l'essentiel des locaux et des machines (classées monuments historiques en 2016) a été conservé grâce à l'action de Jean-Philippe Chapalain, époux de la petite fille d'Alexis Le Gall. Le site, désormais propriété de la commune, a bénéficié de crédits en provenance du Loto du patrimoine en 2018.
Les vestiges de l'ancien moulin à marée de Pen ar Veur, au Suler (attesté pour la première fois dans un aveu du seigneur de Kerazan datant du 23 janvier 1609) ont presque totalement disparu, à l'exception de la digue. Un projet de reconstruction existe, soutenu par l'« Association pour la reconstruction du moulin de Pen Ar Veur ».

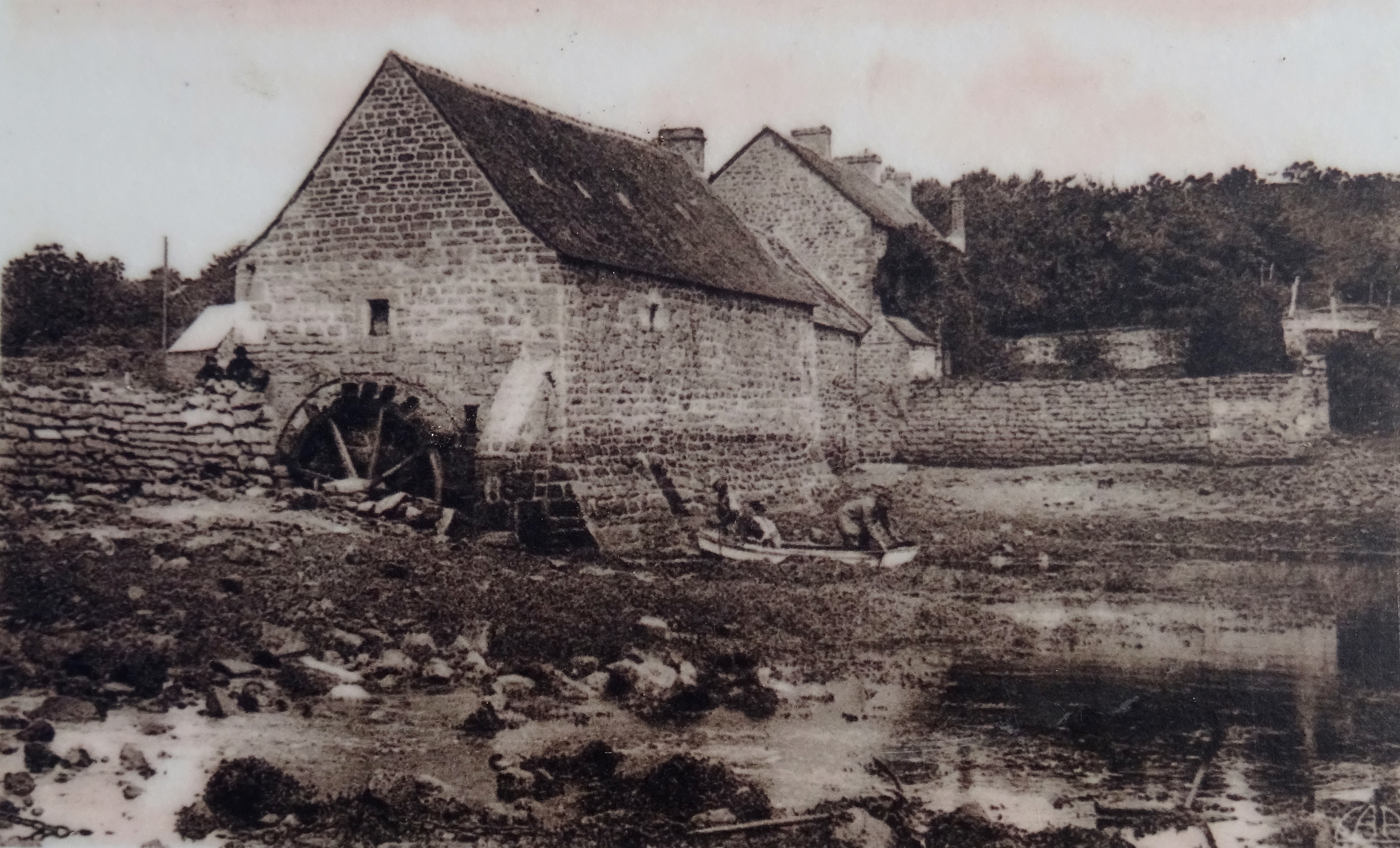
Loctudy : l'ancien moulin à marée du Suler vers 1930 (carte postale).
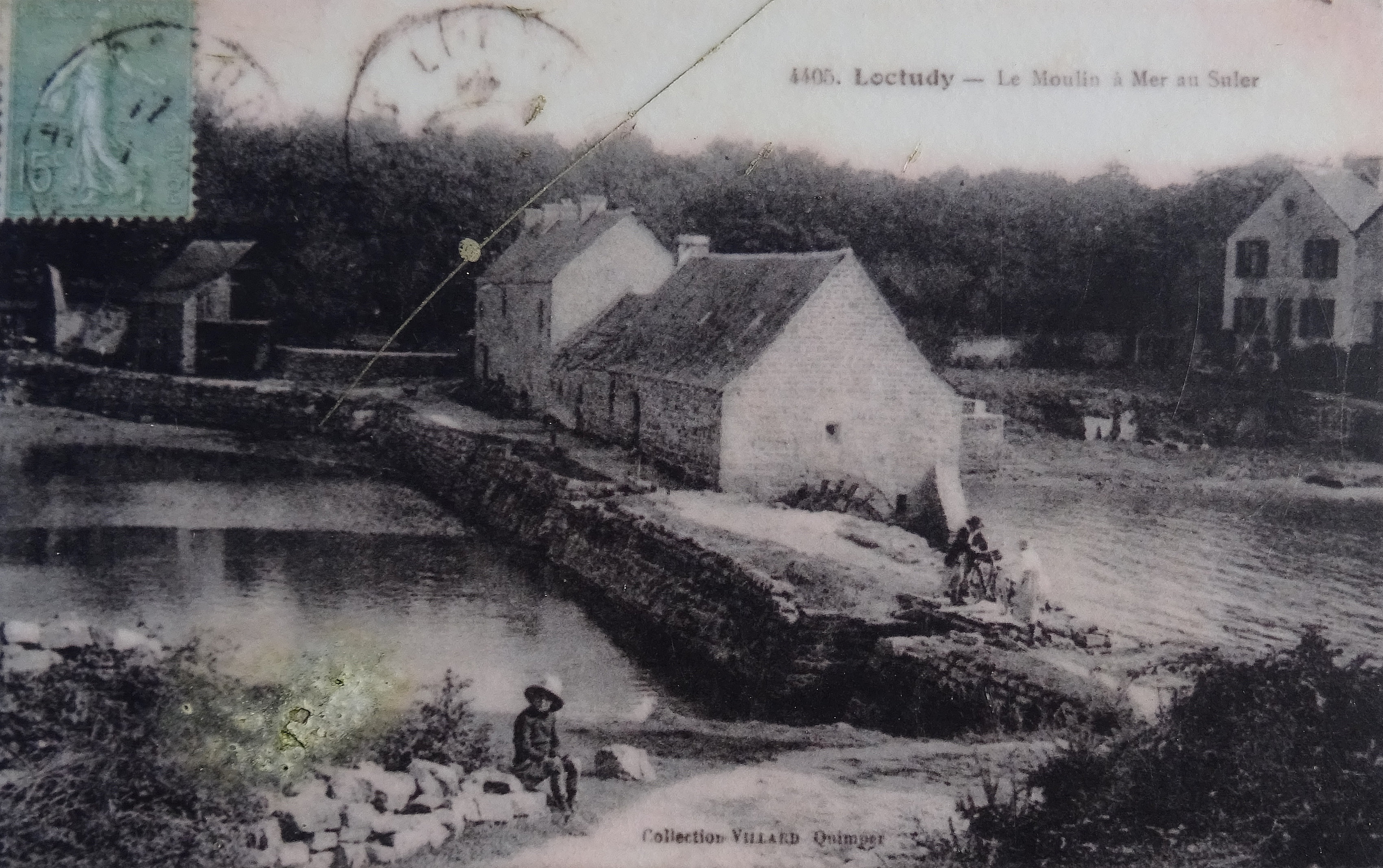
Loctudy : l'ancien moulin à marée du Suler (Pen ar Veur) vers 1930 (carte postale).
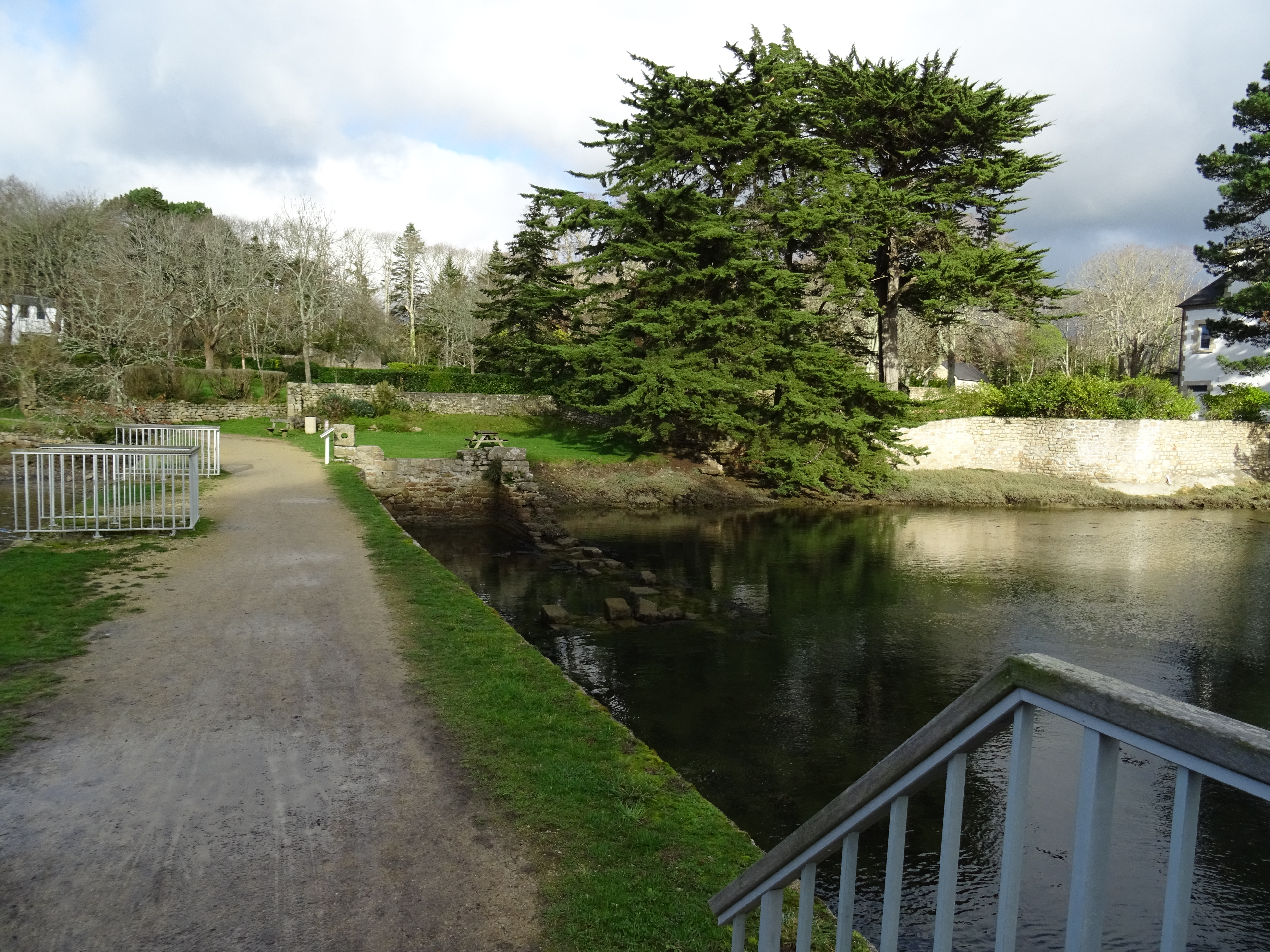
La digue de l'ancien moulin à marée du Suler (le GR 34 y passe désormais).

### Personnalités liées à la commune

#### Les autres personnalités liées à la commune

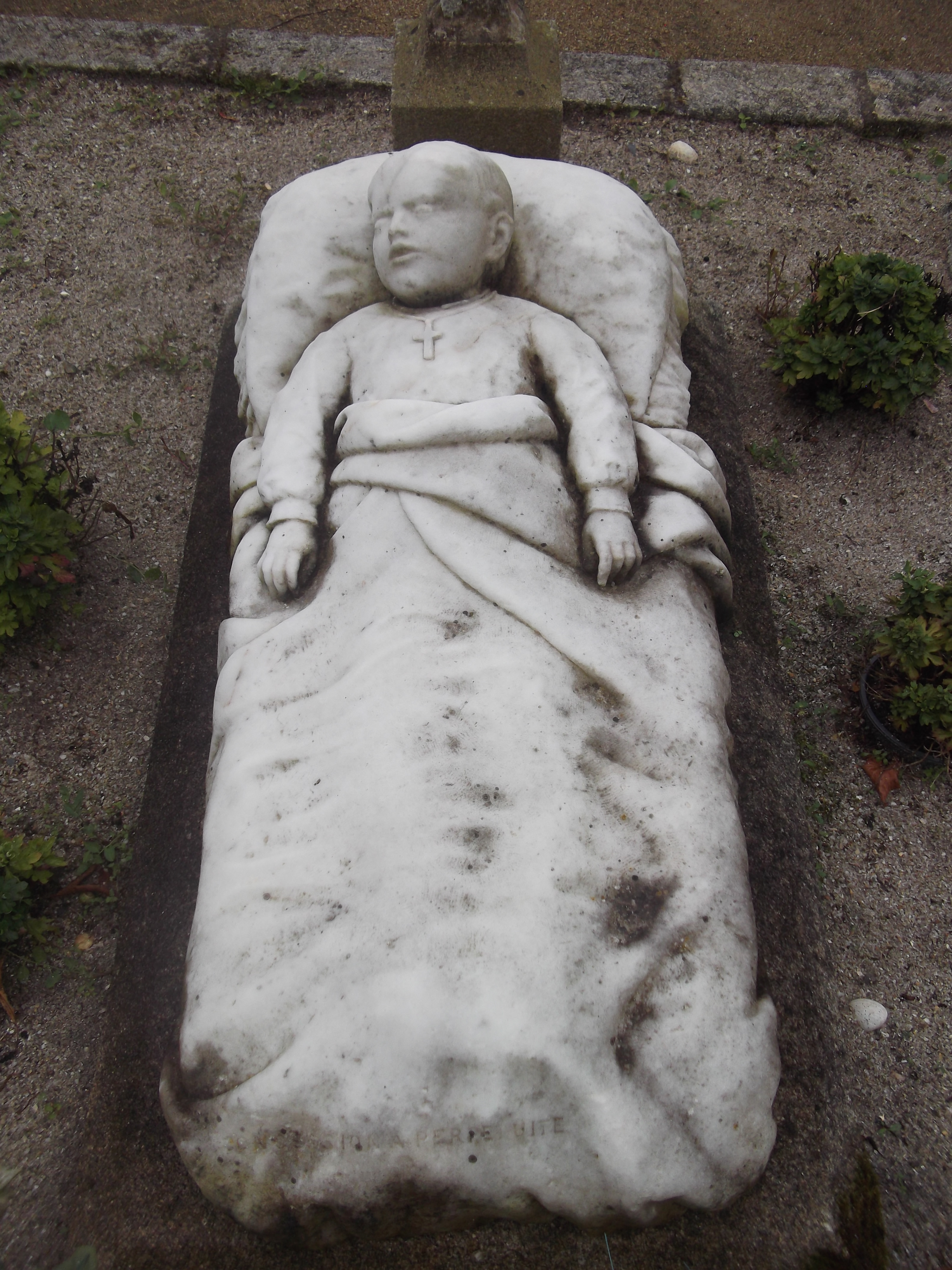
Gisant de Jeanne Brunet, ancien cimetière de Loctudy, autour de l'église. Sculpture d'Eugène Cyrille Brunet, 1875.

- Joseph Astor (1824-1901) et son fils Joseph-Georges Astor, propriétaires du manoir de Kérazan.
- Eugène Cyrille Brunet (1828 -1921), sculpteur, propriétaire du manoir de Kerenez de 1869 à 1880. À la mort de sa petite fille, suivie trois ans plus tard par celle de son épouse, née Caroline de Pène d'Argagnon, il revend sa propriété à un ami, Charles Welesley[193].
- Auguste de Penfentenyo (1837-1906), amiral, né à Loctudy, fils d'Alphonse de Penfentenyo, maire de Loctudy.
- Marie de Kerstrat (1841-1920), pionnière du tourisme dans l'anse de Pénanveur (propriété du Suler) et pionnière de l'exploitation cinématographique au Canada et aux États-Unis.
- André Dauchez (1870-1947) : peintre, graveur et photographe français, fit construire à Loctudy, en Larvor, une maison en 1903, dans laquelle il vécut régulièrement à partir de cette date. Des tableaux, gravures et photographies nombreuses existent.
- Camille Boiry (1871-1954) : peintre.
- Jean Nabert (1881-1960) : philosophe français ; y avait une propriété et y est mort.
- René Aubert (1894-1977) : peintre, passa des vacances à Loctudy, qu'il représenta dans ses œuvres[194].
- Robert Bluteau (1914-1985), peintre, y est mort.
- Jeanne Bluteau (son épouse), professeur de lettre, écrivain et poétesse (1916-2001), membre fondateur de l'association des écrivains bretons en 1978[195].
- Suzanne Masson, artiste et philanthrope (1915-1991), fondatrice du Mouvement pour les Villages d'Enfants en 1958, qui fait construire en 1955 sur la corniche de Penhador, achetée l'année précédente, « La Porte Ouverte », résidence d'été des enfants et petits-enfants qu'elle a adoptés au cours de sa vie[196]. Elle y fait édifier une chapelle en 1965.
- Corentin Cariou, né le 13 décembre 1898 à Loctudy, élu du 19e arrondissement de Paris, exécuté par les Allemands dans la forêt de Carlepont le 7 mars 1942.
- La chanteuse de Kan ha Diskan Louise Ebrel réside à Loctudy dans les années 1980 et 1990.
- Nathalie Baye confie avoir passé ses étés d'enfance à Loctudy, dans le numéro d'Empreintes qui lui est consacré en 2007.
- Le dessinateur Bruno Le Floc'h (1957-2012) a passé son enfance à Loctudy, rue du Port[197].
- Vincent Riou, vainqueur du tour du monde à la voile en solitaire 2004 (Vendée Globe Challenge), habite à Larvor.

### Loctudy dans la peinture

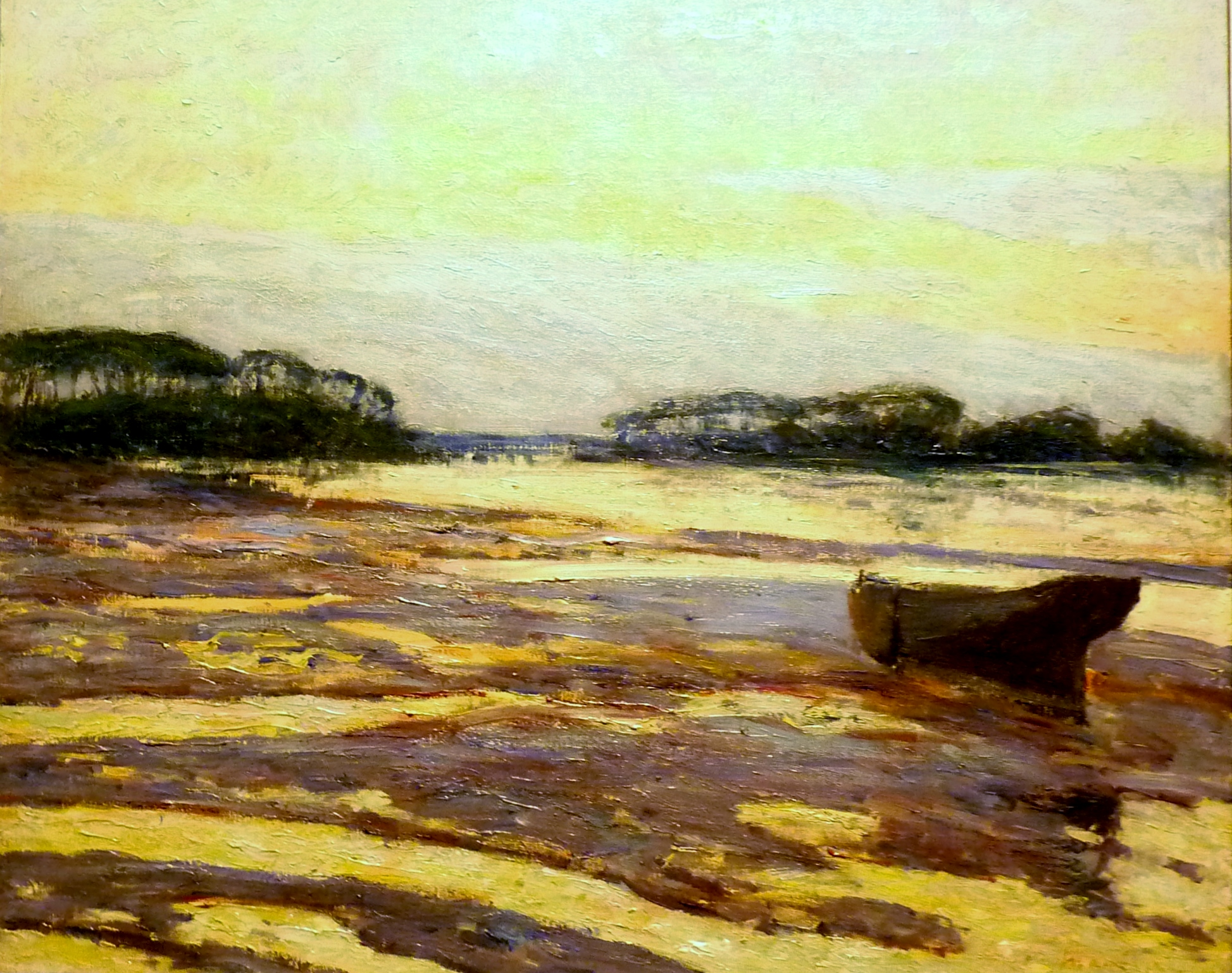
Maxime Maufra : Crépuscule jaune sur les vasières, Loctudy (1898, musée des beaux-arts de Quimper).

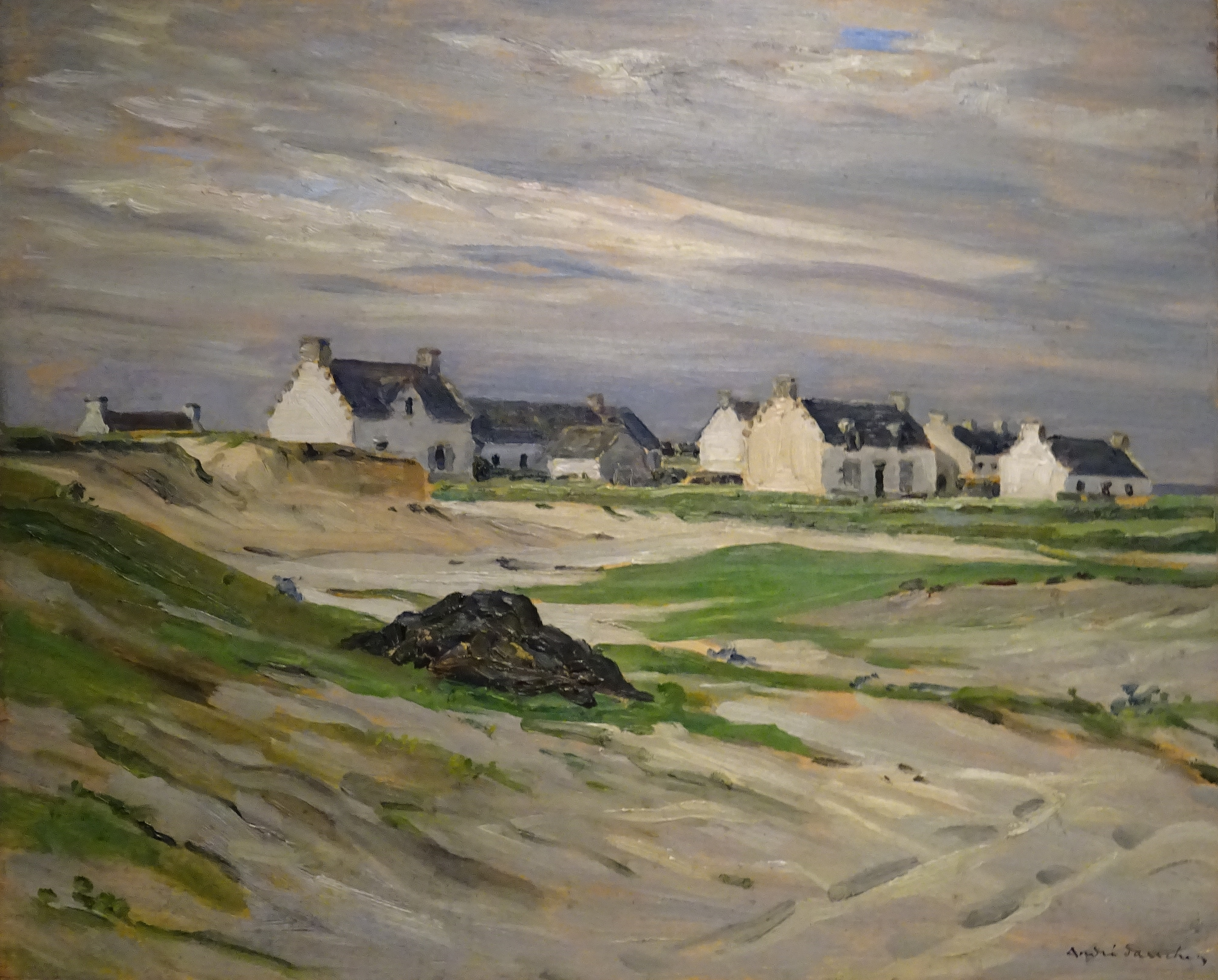
André Dauchez ː Maisons et sables de la Palue (1937). Il s'agit de la Palud du Cosquer en Loctudy.

- Maxime Maufra : Crépuscule jaune sur les vasières, Loctudy (1898, musée des beaux-arts de Quimper)
- Maurice Denis : Les pins à Loctudy, 1894[198]
- Maurice Denis : Les Feux de la Saint-Jean à Loctudy[199], 1895, musée des beaux-arts de Pont-Aven
- André Dauchez :
  - peintures :
    - Saint-Oual [à Loctudy] (eau-forte, 1902, Bibliothèque nationale de France)
    - Grève de Saint-Oual (eau-forte, 1903, Bibliothèque nationale de France)
    - Maisons de Saint-Oual (eau-forte, 1903, Bibliothèque nationale de France)
    - La dune de Saint-Oual (1903, Bibliothèque nationale de France)
    - La grève du Suler (eau-forte, 1908, Bibliothèque nationale de France)
    - Pins au Suler (eau-forte, 1908, Bibliothèque nationale de France)
    - Brémoguer (eau-forte, 1911, Bibliothèque nationale de France)
    - Devant Loctudy[200]
    - Chapelle Saint-Guido[201] [située à Larvor en Loctudy]
- René Quéré : Loctudy, huile sur toile, 1932
- Henri Sollier[202]
- Tito Salas : Au bord de la mer ou Embarquement des pommes de terre à Loctudy (1906)[203]
- Robert Bluteau : de nombreuses œuvres représentent sa ville de résidence, Loctudy[204] :
  - Ancre de 1671, repêchée au large de Belle-Île (1962)
  - La vedette de la SNSM Matelot Corentin Cloarec, (6 avril 1980, no 1657)
  - Ferme de M. Le Moigne, Kerazan, Loctudy, (21 septembre 1984, no 1930)
- Alexander Goudie[Note 15], peintre écossais époux d'une cornouaillaise, a passé ses étés pendant une trentaine d'années à Loctudy et a peint de nombreuses scènes représentant Loctudy et sa région[205].

Par ailleurs, une carte postale ancienne de Charles Homualk représente une Bigoudène avec son enfant à Loctudy.

## Littérature
- Jeanne Nabert : Les Termagies, Paris, Plon, 1936 (dans ce roman, l'auteure raconte ses vacances à Loctudy).
- Jeanne Bluteau : Dans son recueil de poèmes intitulé Petite Navigation Celtique, publié en 1979, la poétesse présente quatre poèmes sur Loctudy : Loctudy, L'étang du Suler, en Loctudy, Dans la cuisine de Loctudy et Feu de bois à Radenn-Dour - plus intime -, Radenn-Dour étant le nom de la propriété loctudyste de la poétesse.
- Pascal Rabaté : Sous les galets la plage, Rue des sèvres, 2021. Bande dessinée donc l'action se déroule à Loctudy dans les années 1960.

## Musique
- Le groupe de rock et folk Matmatah compose en 2015 une chanson nommée : Les demoiselles de Loctudy qui fait référence aux réputées langoustines du port.

## Festivals
Rock in Loc Revival : festival consacré aux musiques des années 1950, 60 et 70. Il se tient chaque été fin juillet ou début août suivant les années. La première édition a eu lieu en 2013. Le Rock in Loc rend hommage aux groupes et chanteurs mythiques de ces décennies : The Rolling Stones (2013), The Beatles (2014), The Kinks (2015), Jimi Hendrix (2016), Elvis Presley, The Shadows, Danny Boy (2017), Vigon (2018 - concert annulé pour causes d'intempéries), ZZ Top (2019).
La 9e édition de « Rock in Loc », consacrée à la musique soul, est organisée en juillet 2022.
- Poésie : un festival de poésie intitulé « Éclats de vers » est créé au printemps 2013.
  - Sa première édition se tient du mercredi 1er au dimanche 5 mai 2013[208], avec notamment Melaine Favennec.
  - Sa deuxième édition se tient du dimanche 27 avril 2014 au dimanche 4 mai suivant[209].
  - Sa troisième édition a lieu du 10 avril au 2 mai 2015, en association avec le Printemps des Poètes[210].

### La musique mécanique
Le « festival des musiques mécaniques » est créé en 2014 par le Manoir de Kerazan, et se tient pour sa première édition les 16 et 17 août.
La deuxième édition se déroule les 8 et 9 août 2015.

### Le théâtre
Du 3 au 9 août 2015 a lieu le premier festival intitulé : « La comédie met le cap sur Loctudy ». Quatre pièces sont jouées au centre culturel : Sexe, arnaques et Tartiflette les 3 et 4 août, Les Emmerdeurs les 5 et 6, Les Vilaines le 7, et Adultère mode d'emploi, les 8 et 9 août.
Ce festival se fait en lien avec l'association 4 L Productions, en résidence au théâtre Alambic Comédie de Paris, et producteur de pièces jouées au Festival Off d'Avignon.
La deuxième saison de ce festival se déroule entre les 2 et 6 août 2016. Au programme quatre pièces : Qui aime bien trahit bien !, Faut-il tout dire dans son couple ?, Mars et Vénus, la guerre des sexes et Ils déménagent.
Devant le succès grandissant de cette deuxième saison, la troisième saison est fixée entre le lundi 31 juillet et le samedi 5 août 2017. Au programme : Panique en famille, les 31 juillet et 1er août, Talons aiguilles et crampons, les 2 et 4 août, Au secours je l'aime, le 3 août, et 3 + moi le 5 août.
Pour la quatrième édition, entre le 30 juillet et le 4 août 2018, quatre pièces sont présentées : La Femme qui perd ses jarretières, d'Eugène Labiche, le lundi 30 juillet, Tel père, telle fille, le mardi 31, Mes très chers amis, les 1er et 2 août, et Fais-moi une place, les 3 et 4 août. Cette édition est un vrai succès et les pièces se jouent souvent à guichets fermés.
La cinquième édition du festival de comédie se tient entre le 29 juillet et le 3 août 2019. Est donnée les 29 et 31 juillet, la pièce 20 ans après, le 30 juillet Aime moi... si tu peux, les 1er et 3 août, Mes meilleurs ennuis, et le 2 août, Venise sous la neige, de Gilles Dyrek.

## Voir aussi

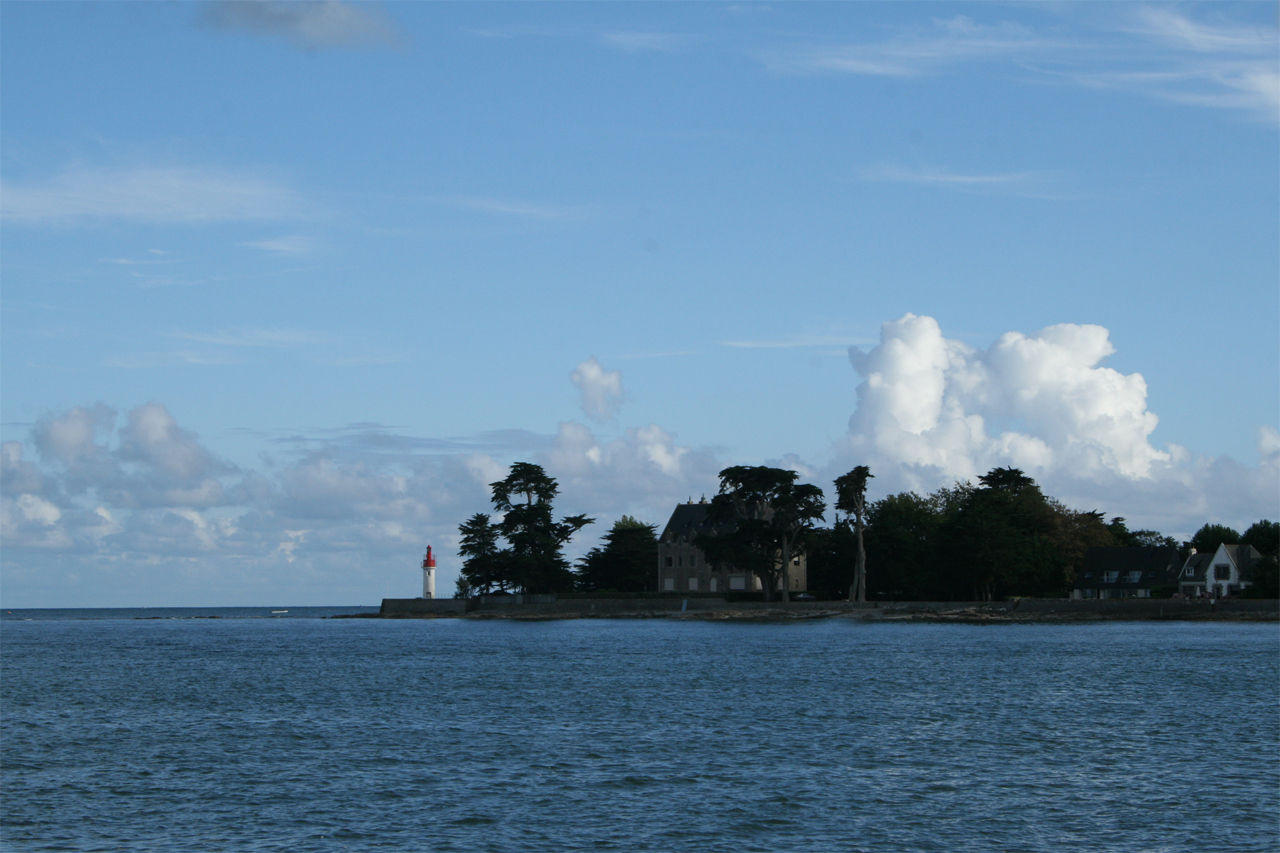
Langoz et le phare de Langoz